# フルダ

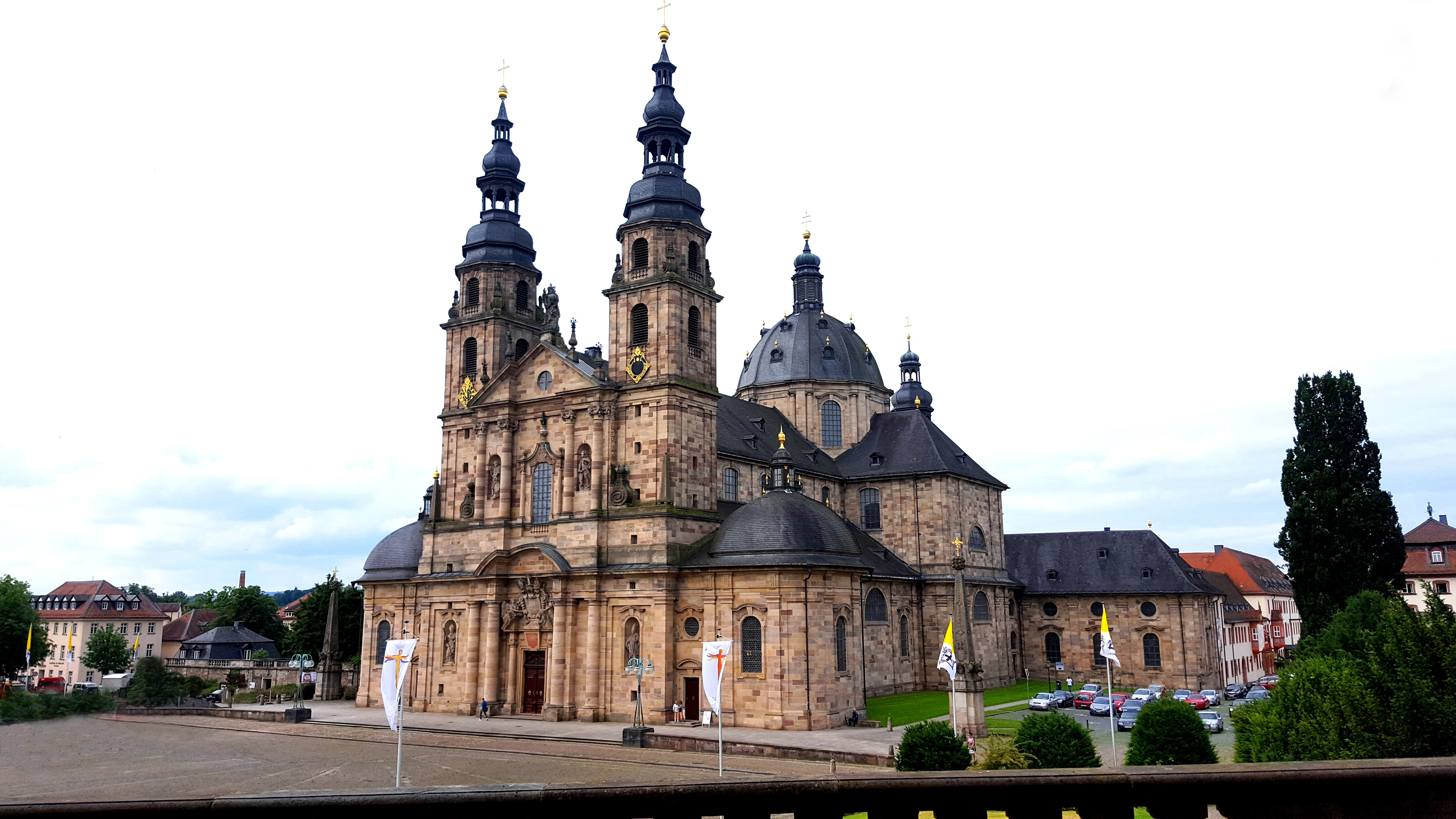
フルダの象徴的建造物聖ザルヴァートール聖堂（フルダ聖堂）

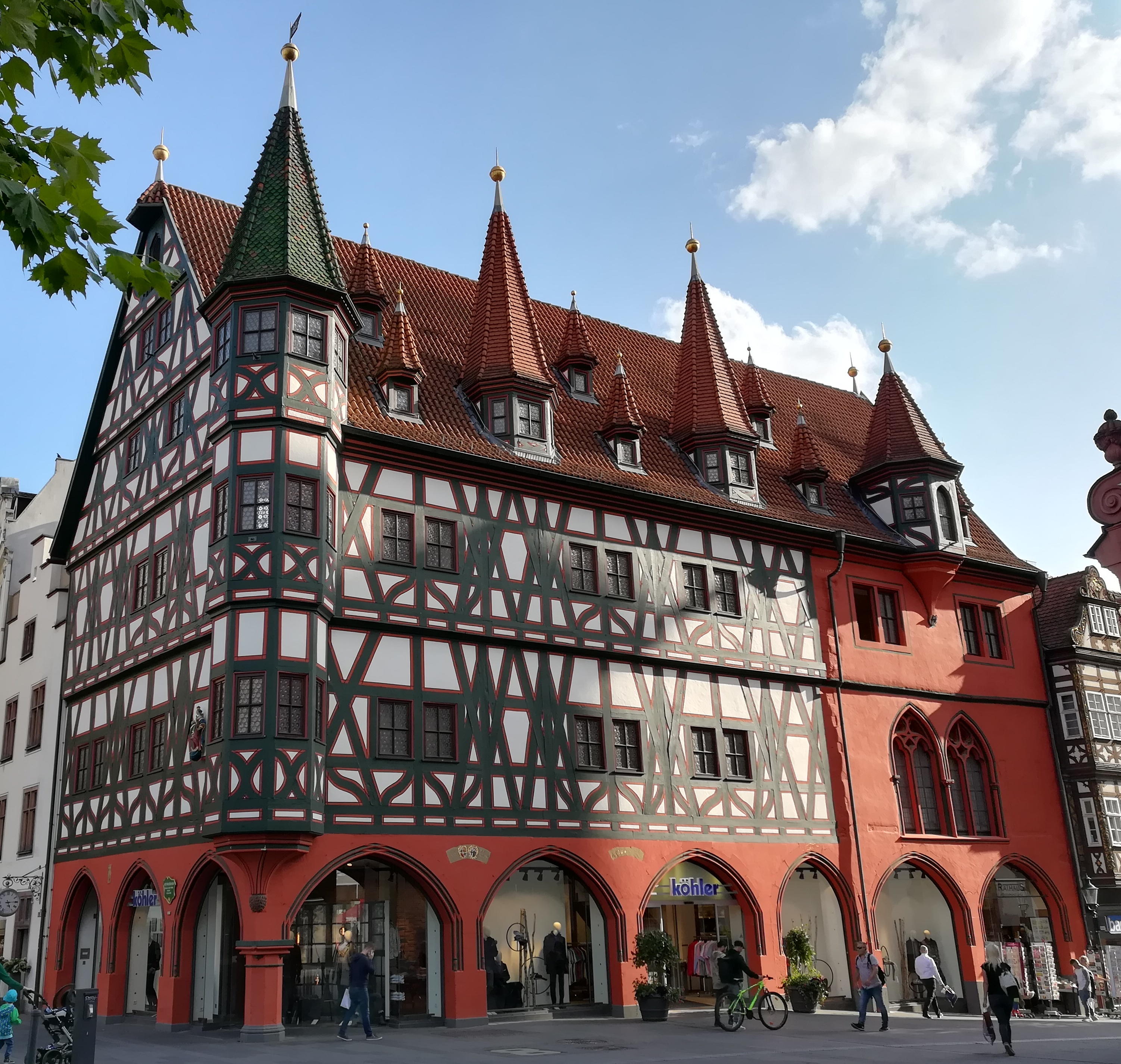
フルダの旧市庁舎

フルダ（ドイツ語: Fulda, ドイツ語発音: [ˈfʊlda]）は、ドイツ連邦共和国ヘッセン州カッセル行政管区のフルダ郡に属す市である。フルダ川に面する東ヘッセンの上級中心都市であり、ヘッセン州で9番目に大きな街である。フルダ郡の郡庁所在地であり、ヘッセン州に7つあるゾンダーシュタートゥスシュタット の1つである。フルダは東ヘッセン地域で最大の都市であり、その政治的・文化的中心となっている。この街は、ドイツに11箇所ある欧州大都市圏の1つであるライン＝マイン地方に含まれる。
フルダは、かつてはフルダ修道院の所在地であった。現在はフルダ司教区の司教座都市で、大学都市、バロック都市でもある。この街の象徴的建造物は聖ザルヴァートール聖堂である。

## 地理

### 位置
フルダ市はヘッセン州の、ドイツの中心近くに位置している。バイエルン州との州境は南南東 15 km、テューリンゲン州との州境は東 25 km にある。この街は、フルダ川上流域、北のフルダ＝ハーナウ台地と東のレーン山地および西のフォーゲルスベルク山地に囲まれたフルダ盆地に位置する。街の中心部の高度は 261.5 m である。フルダは、ライン＝マイン地域東部に含まれる。
最寄りの大都市は、いずれも100 km 以上離れている: 南東のフランクフルト・アム・マイン (104 km)、南東のヴュルツブルク (110 km)、北東のエアフルト (168 km)、北のカッセル (106 km) である。

### 隣接する市町村
フルダは、東から東南にかけてペータースベルク、キュンツェル、アイヒェンツェルと境を接しており、この3町村とともに人口約106,000人の一体化した都市圏を形成している。この他にグローセンリューダー、ヒューンフェルト、ノイホーフ、シュリッツとも境を接する。

### 市の構成
フルダには中核市区の他に以下の24の市区が含まれる。
| 市区                                               | 人口（人） |
| -------------------------------------------------- | ---------- |
| ベルンハルツ                                       | 499        |
| ベスゲス                                           | 120        |
| ブロンツェル（ツィーゲルを含む）                   | 1,422      |
| ディータースハン                                   | 743        |
| エーデルツェル                                     | 2,325      |
| グレーザーツェル                                   | 1,139      |
| ハイムバッハ                                       | 2,088      |
| ハルメルツ                                         | 1,001      |
| イスターギーゼル（ニーダーレーダー・ヘーエを含む） | 375        |
| ヨハネスベルク                                     | 757        |
| ケンメルツェル                                     | 847        |
| コールハウス                                       | 1,097      |

| 市区                                   | 人口（人） |
| -------------------------------------- | ---------- |
| レーネルツ                             | 1,683      |
| リューダーミュント                     | 235        |
| マーバーツェル（トレッツホーフを含む） | 1,740      |
| マルケス                               | 163        |
| ミッテルローデ                         | 357        |
| ニーダーローデ                         | 293        |
| ニージヒ                               | 1,755      |
| オーバーローデ                         | 519        |
| ロトゲス                               | 214        |
| ジッケルス                             | 1,121      |
| ツェル                                 | 270        |
| ツィルケンバッハ                       | 438        |

人口: 2017年12月31日現在
フルダ中核市区はさらに11の統計管区に分割されるが、これらは固有の市区を形成していない。
| 管区                       | 人口（人） |
| -------------------------- | ---------- |
| アッシェンベルク           | 8,561      |
| フラウエンベルク           | 2,829      |
| フルダ＝ガレリー           | 2,275      |
| ホラス                     | 1,579      |
| イネンシュタット（内市街） | 7,504      |
| ノルトエント               | 4,687      |
| オストエント               | 4,594      |
| ジュートエント             | 5,105      |
| ヴェストエント             | 4,212      |
| ツィーアース・ノルト       | 2,110      |
| ツィーアース・ジュート     | 3,778      |

人口: 2017年12月31日現在

### 市町村合併
フルダ市は、ヘッセン州の地域再編に伴い1972年8月1日に現在市区となっている上述の24周辺町村を合併し拡大したが、1974年7月1日に郡独立市の地位を失った。このため、他の人口5万人以上のヘッセン州の都市6市とともにゾンダーシュタートゥスシュタットとなった。これは、他の郡所属市よりも多くの責務と権利を有するが、郡独立市のそれよりも小さい状態にあることを意味している。

### 市域の発展
1970年代にアッシェンベルクに新しい市区が形成された。ここには住宅街区と高層住宅が建設されている、現在、都市の発展は内市街の西端で起こっている。この他に西部に新たなフルダ＝ガレリー市区が建設された。2005年には新しい文化・会議センター「エスペラント」が完成した。ここには新しい水泳プールが設けられ、古いセントラルプールは閉鎖された。この他の内市街での大きな建設プロジェクトとして、青果市場の新設、大学広場の改造、旧琺瑯工場や閉鎖されたミルク工場などの内市街工業地区の改築および新築が挙げられる。

### 気候
フルダは、中央ヨーロッパに位置するその立地により、寒冷な気候域にあたる。冬は1月の平均気温 0.6 ℃と寒く、夏は7月の平均気温が 17.7 ℃と涼しい。しかし夏には 30 ℃を超える暑さになることもある。1963年1月17日、フルダで、ヘッセン州の人が住む町中で確認された最低気温記録の -27.5 ℃を観測した。
| フルダの気候                                         | フルダの気候 | フルダの気候 | フルダの気候 | フルダの気候 | フルダの気候 | フルダの気候 | フルダの気候 | フルダの気候 | フルダの気候 | フルダの気候 | フルダの気候 | フルダの気候 | フルダの気候   |
| 月                                                   | 1月          | 2月          | 3月          | 4月          | 5月          | 6月          | 7月          | 8月          | 9月          | 10月         | 11月         | 12月         | 年             |
| ---------------------------------------------------- | ------------ | ------------ | ------------ | ------------ | ------------ | ------------ | ------------ | ------------ | ------------ | ------------ | ------------ | ------------ | -------------- |
| 平均最高気温 °C （°F）                               | 3 (37)       | 4 (39)       | 7 (45)       | 13 (55)      | 17 (63)      | 20 (68)      | 22 (72)      | 22 (72)      | 17 (63)      | 13 (55)      | 8 (46)       | 5 (41)       | 12.6 (54.7)    |
| 平均最低気温 °C （°F）                               | −3 (27)      | −2 (28)      | 1 (34)       | 3 (37)       | 9 (48)       | 12 (54)      | 13 (55)      | 13 (55)      | 9 (48)       | 4 (39)       | 0 (32)       | −1 (30)      | 4.8 (40.6)     |
| 降水量 mm （inch）                                   | 46.3 (1.823) | 40.3 (1.587) | 48.5 (1.909) | 52.3 (2.059) | 60.5 (2.382) | 72.8 (2.866) | 64.7 (2.547) | 67.5 (2.657) | 46.1 (1.815) | 48.0 (1.89)  | 54.8 (2.157) | 62.9 (2.476) | 664.7 (26.168) |
| 平均日照時間                                         | 1.24         | 2.15         | 3.30         | 4.76         | 6.11         | 6.14         | 6.35         | 5.89         | 4.32         | 3.03         | 1.39         | 0.92         | 3.8            |
| 出典1：気温 - MSN Weather                            |              |              |              |              |              |              |              |              |              |              |              |              |                |
| 出典2：降水量および日照時間 - Deutscher Wetterdienst |              |              |              |              |              |              |              |              |              |              |              |              |                |

## 歴史

### 地名の由来
フルダの名前の由来は明らかでない。記録に遺る表記は以下のものがある: 750年頃 Uulta および Uulthaha、751年 Fulda、752年 Uuldaha、769年以前 Fulde、16世紀 Fuld, Fult および Fuldt。
最も可能性の高い説が川の名前「フルダ」（die Fulda）に由来するという説で、die Fulda は、古ザクセン語 folda に対応する古高ドイツ語  *fulta（推定形）と古高ドイツ語 aha からなるというものである。前者は現在のドイツ語 Feld、英語の fieldと同系の語で「野原、地面、土地、土壌」を意味する。後者はゲルマン語の *ahwô（推定形）に由来し、ラテン語 aqua と同根で、「水」を表す。両者をつなぐと、「野川」ほどの意味か。古高ドイツ語の ahaが 中高ドイツ語でachとなり、ドイツ語圏の河川名・地名、例えばWolfach、Salzach等の接尾辞となっている。
インド・ゲルマン語に *pel- / pol- を由来とする語が多い事実を踏まえると、フルダがインド・ゲルマン語の polta に由来するという可能性も考えられる。中央ヨーロッパ東部にも、フルダと一定の関連性があると思われる地名が見られる: ラトビアでは palts、palte は「水たまり」を意味しており、河川にも Pelta や Peltew という名のものがある。

### 都市形成以前のフルダと修道院
フルダでは、変化に富んだ地質学的変遷の後、石器時代の痕跡が見つかっている。最初の入植は紀元前5000年頃であることが判っている。民族移動によりこの地域に新たな入植地が形成され文化的に発展した。ケルト人の集落がミルゼブルクに形成された。ローマ帝国解体後、フランク王国が中央ヨーロッパの覇権を拡大していった。フランク王クローヴィス1世は洗礼を受けることでローマの支援を確保し、広範囲にわたるキリスト教化が始まった。教皇の要請を受けたボニファティウスは、この地域のゲルマン民族に対する布教を行い、ローマ＝カトリック教会の管理下に組み込んだ。
この集落の発展は修道院の創設によって始まった。744年3月12日、フランク王国アウストラシア宮宰カールマンの支援の下、ボニファティウスの周到な準備の末にフルダ修道院は設立された。彼は弟子のストルムとその仲間が聖ベネディクトの会則に則り禁欲的生活を送ることを求めた。751年彼は修道院のために教皇ザカリアスから、修道院の司教権からの免属（Exemtion）とローマ教会への直属を認められている。754年にこの修道院に埋葬されたボニファティウスはこの修道院の中心的守護聖人となった。「マインツ司教（Lullus）に抵抗したフルダの修道院長ストルムは763年の夏ピピンによって罷免され、マルクスなる者が修道院長に任命されたが、フルダの修道士らは新任者に抵抗し、その職務遂行を不可能にしたため、遂にはストルムが再びその地位を回復した」。ストルムの罷免中、765年修道院は国王修道院となった。774年 カール大帝により修道士による修道院長の自由選挙権とイムニテート（公吏不入権）を授与されている。両権は後続の王・皇帝によっても承認された。以後王侯による寄進が続いた。「カロリング時代・・・フルダ修道院の所領はこの時代アルプスから北海までに散在し、1万5000マンスス――1マンススは30エーカー――以上もあった」。修道士の数も781年の364人から825年/826年の600人以上と増加し、修道院本院と分院に分かれた。その結果全体の　運営が困難になり、一方で王権からの要求も増加した。この修道院はマインツ大司教座との関係が深く、7人の大司教がフルダ修道院の出身である。
791年から819年にラトガー＝バシリカ（修道院長ラトガーにちなんで名付けられた）が建設された。これは、当時ではアルプスの北側で最大の教会建築であった。同じ頃、農民や職人が修道院の周辺に住み始めた。
フルダ修道院でも他の修道院と同じく主にラテン語の宗教文書の書写が行われたが、この修道院では、ドイツ語史・ ドイツ文学史上重要な『 ヒルデブラントの歌 』、『タツィアン』（’Tatian’）等の作品も記されている。また、熱と癌に対する『（バーゼルの）処方箋』（’(Basler）Rezepte’ ）と称する文書も当地に由来するものと思われる。
「フルダ修道院の付属学校は院長アイギルス（在位818/19-822）およびラバヌス＝マウルス（ラバヌス・マウルス・マグネンティウス）のもとでフランク王国第一級の地位にあり、特にラバヌスはキリスト教諸文献に通暁してその師アルクインを凌ぎ、「ゲルマニアの教師」という尊称をもって呼ばれた。フルダに学んだヴァイセンブルク修道院のオトフリッドは初めて聖書をドイツ語で注解したが、これは恐らくラバヌスの影響であったろう」。
フルダ修道院は古典テクストの継承においても重要な役割を果たした。タキトゥス『小作品集』（Opera minora）とスエトニウス『文法学者について』（De grammaticis）はフルダで保存された写本のおかげで現在まで残っている。また、「小プリニウス、アウルス・ゲリウス、エウトロピウス、ノニウス・マルケルスらのテクストの歴史を研究するうえで重要な写本を提供した」。そして、タキトゥス『年代記』（Annales）第1-6巻もここで書かれている。

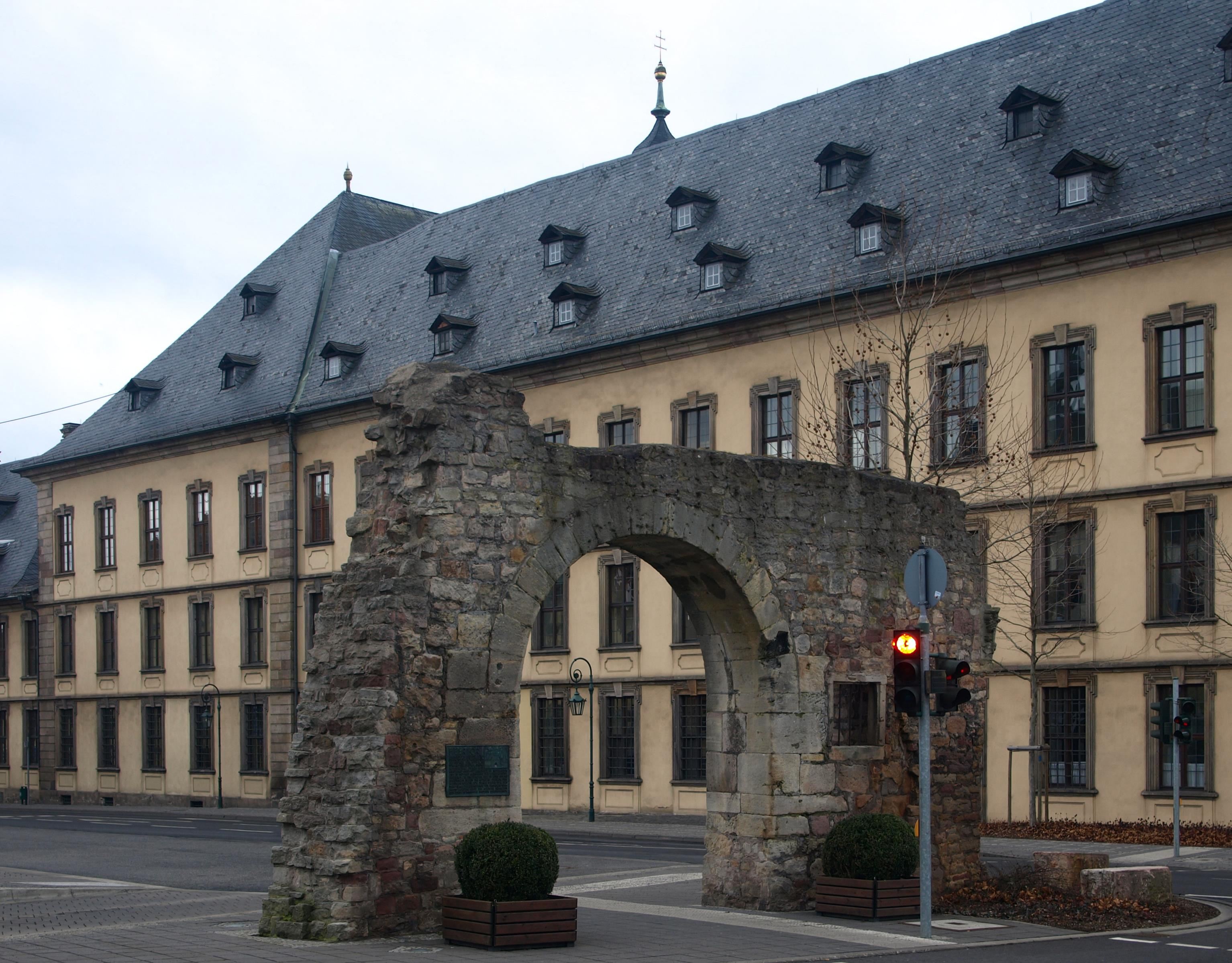
ヘール門の遺構。背後はルネサンス様式の城館

### 修道院長、市民、農民（11世紀から16世紀）
フランクフルトとエアフルト/ ライプツィヒを結ぶ街道沿いという地理上の好位置、修道院の王権との深い関係、 ボニファティウスの墓所への巡礼という3条件が、修道院の側に発生した集落に大きな影響を与えた。北部は、荘園的構造を維持したが、南部には手工業の集落が形成された。ハインリヒ2世 はこの集落に対して1019年修道院に造幣権と市場開設権を与え、関税と市場収益は王権から修道院長の手に移った。もっとも、王権は修道院域と市場集落の間の拠点は維持したようである。市場集落の中心は「聖十字架の下」（≫Unterm Hl. Kreuz≪）市場と聖ブラージウス（St. Blasius）教会であった。1114年には「フルダ市」（≫Fulda civitas≪）と刻印された貨幣が鋳造され、他の場所にも市場が開設された。修道院長マルクヴァルト1世（Markward I.; 1150-65）は12本の塔、5つの門（ヘール門、ペータース門、フローレン門、コールホイザー門、フラウエン小門）を擁する市壁と濠を整備した。中心部にはユダヤ人が居住した（1237年と1349年には迫害）。13世紀には市庁舎も建設され、郊外には旅籠が立ち並び、救貧院も置かれた。市の経済は主に毛織物の生産と取引で発展し、行政はシュルトハイス（Schultheiß）と参審団（Schöffenkolleg）がリードした。市の指導層は取引や婚姻の関係でフランクフルトとゲルンハウゼン（Gelnhausen）の都市貴族と密接に結びついていた。
フルダ修道院長はかねてからヒルデスハイム司教と確執があったが、1063年 ゴスラーでのハインリヒ4世臨席の 聖霊降臨祭のミサの最中には、教会の中で両者の配下の者たちが武器を振りかざして渡り合うという不祥事が引き起こされている。
修道院長マルクヴァルト1世（在位: 1150年 - 1165年）の下、本市は発展を遂げ、多くの失われていた所領を回復した。そのために、中世の最も有名な文書偽造家の1人であるフルダの修道士エーバーハルトが修道院長に手を貸した。修道院長マルクヴァルトは、盗賊騎士を追い出して城砦を獲得した。1162年に、市壁、12本の塔、5つの門（ヘール門、ペータース門、フローレン門、コールホイザー門、フラウエン小門）を持つ防衛施設をこの街に設けた。
修道院領は 1220年に、フリードリヒ2世の「聖界諸侯との協約」（≫Confoederatio cum principibus ecclesiasticis≪）により「帝国諸侯身分」（Reichsfürstentum）を獲得したが、修道院長の王権への奉仕（Reichsdienst）や近隣貴族・騎士（Ritterschaft und Herren benachbarter Territorien）との確執のために衰退に向かっていった。
領主・修道院長のハインリヒ・フォン・ヴァイルナウは1294年から1312年に修道院城砦を建設し、修道院外にあるその城に住んだ。この城砦は17世紀に、領主・修道院長ヨハン・フリードリヒ・フォン・シュヴァルバッハによってルネサンス様式の城館に改築された。

#### 市民の蜂起
領主・修道院長のハインリヒ5世・フォン・ヴァイルナウ（Heinrich V. von Weilnau; 1288-1313）は1294年から1312年に修道院城砦を建設し、修道院外にあるその城に住んだ。この城砦は17世紀に、領主・修道院長ヨハン・フリードリヒ・フォン・シュヴァルバッハによってルネサンス様式の城館に改築された。
フルダ市は、修道院の近くに城砦を有していた修道院長の干渉からその権利を護らなければならなかった。領主・修道院長ハインリヒ6世フォン・ホーエンベルク（Heinrich VI. von Hohenberg; 1315-53）が1319年から1320年に第2の城砦を市内に建設した。市民は1331年修道院代官ツィーゲンハイン伯（Graf von Ziegenhain, Schirmvogt des Klosters）ヨハン1世の協力を得て修道院の2つの城砦を占領し、新しい城を塔や環状壁を含めて破壊した。逃走した修道院長の訴えにより皇帝は市と伯に帝国アハト刑を宣告した。市のためにトリーア大司教バルドゥインが調停を仲介したが、市民たちは新しい城の塔と環状壁を修復し、かなりの額の補償金を支払わなければならなかったので、1332年に再び暴動が起きている。中世末期、市壁内の面積は約 22 ha、市民の人口は約 2000人であった。

#### フルダ地方における農民戦争
都市市民と周辺地域の農民たちは、高い税と賦役に大変苦しい状況にあった。修道院は農民から搾取し尽くし、豪華な建築物を造営した。このためフルダ地方の農民も都市住民とともに行政機関に対して蜂起し、1525年春にドイツ農民戦争に加わった。
フルダおよびフルダ地方における農民戦争では、1万人の農民を参集させたディッペルツの僧ハンス・ダールホプフが重要である。しかし、ヘッセン方伯フィリップは強力な軍事力で修道院を助け、フラウエンベルクの戦いで反乱軍を鎮圧した。

### フルダにおける魔女狩り
魔女狩りの時代、1603年にバルタザール・ヌスがツェントグラーフ（十分の一税区の代官）としてフルダに招聘された。修道院長バルタザール・フォン・デルンバッハはヌスに、通常業務に加えて修道院領全域における魔女裁判を委任した。バルタザール・ヌスは3年間で約300人を魔女および妖術使いとして拷問し、最終的に処刑した。犠牲者の財産は彼のものとなった。この魔女狩りの特によく知られた犠牲者が、1603年のメルガ・ビーン夫人であった。

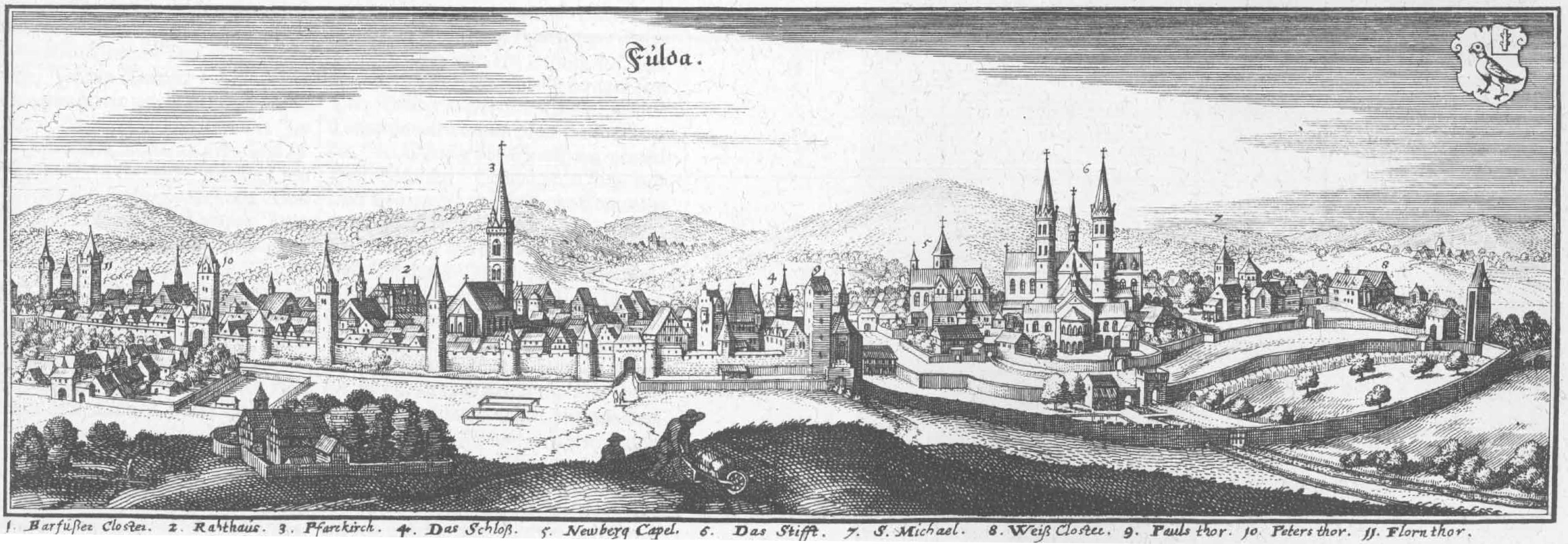
1655年のマテウス・メーリアンの銅版画に描かれたフルダ

### バロック都市フルダ
三十年戦争では、この街は1640年6月20日にスウェーデン軍の軍勢によって甚大な被害を受けた。
領主で修道院長のプラキドゥス・フォン・ドロステは、その修道院としての在任中にフルダ修道院領の財政を根本的に立て直した。その後継者アーダルベルト・フォン・シュライフラスは1700年にヨハン・ディーンツェンホーファーをフルダの修道院建築責任者に任命し、ロマネスク様式のラトガー＝バシリカの場所に現在のフルダ聖堂とシュタットシュロス（都市城館）をバロック様式で建設することを命じた。
1752年、この領主・修道院長は、司教領主に昇格した。七年戦争でフルダは、1762年にルックナー麾下のハノーファー軍によって占領された。
フランクフルトとフルダとの間の街道は、1764年に司教領主ハインリヒ・フォン・ビプラの指示により、ヘッセンで最初の幹線街道として拡充された。

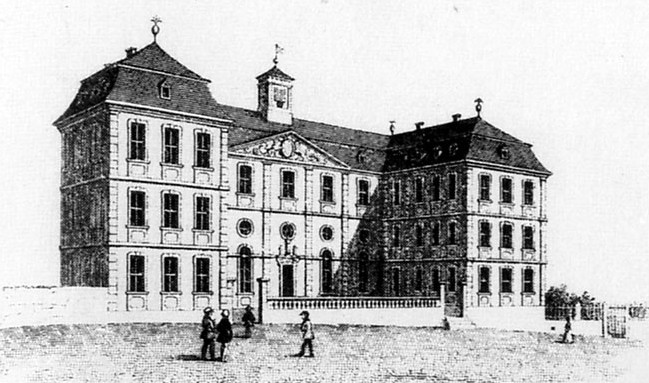
1840年のフルダ大学校舎

領主・修道院長アドルフ・フォン・ダルベルクの治世にフルダは大学都市となった。1734年から1805年までカトリックのフルダ大学が存在した。この大学は4つの学部を有していた: 神学部、哲学部、医学部、法学部である。フルダの領主・修道院長宮廷建築家のアンドレアス・ガラシーニによるバロック建築は、1731年から1734年に建設された。現在この建物には、アドルフ＝フォン＝ダルベルク基礎課程学校が入居している。

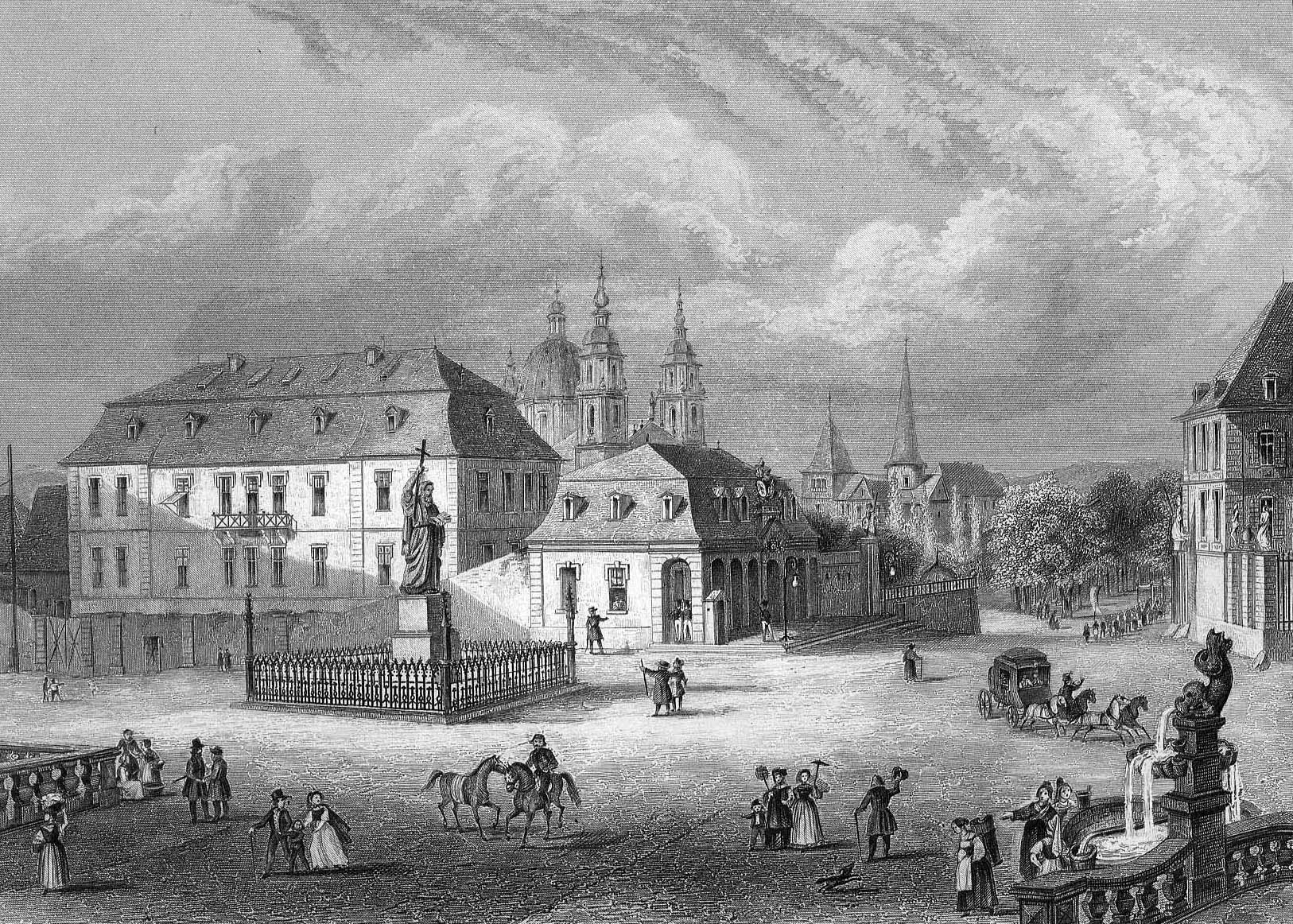
1850年のフルダのボニファティウス広場。中央にボニファティウス像が見える。

### 19世紀
1802年の世俗化は、司教領にも及んだ。フルダの所有権はヴィルヘルム・フリードリヒ・フォン・オラニエ＝ナッサウのものとなったが、1806年にナポレオンがフルダ州としてこれを奪取した。1810年にフランクフルト大公国の一部となった。1815年のウィーン会議によりこの州は廃止され、1年間プロイセンが統治した後、ヘッセン選帝侯国に併合された。1866年の普墺戦争後、フルダとヘッセン選帝侯国はプロイセン王国の一部となった。
1850年11月2日にフルダはプロイセン軍によって占領されたが、11月9日のブロンツェル近郊でのオーストリア軍との戦いの後、短期間ではあったがバイエルンの所有となった。1866年の戦いの結果、この街は再びプロイセンのものとなった。
フルダ市は、文化闘争においては、ドイツ国における教皇権至上主義思想の牙城であった。兵舎（第11野戦砲騎馬部隊）を含めた街の人口は、12,226人であった。フルダは、司教、聖堂参事会、区裁判所、税務署の所在地であった。
フルダからの移住者たちは、アメリカでフルダ疾病者支援協会を設立した。

### ヴァイマル共和制と国家社会主義
フルダは、1927年に郡独立市となった。
フルダでは、NSDAPは1933年3月の国会議員選挙で 1/4 の票を獲得することができず、市議会においても副次的な役割に甘んじていた。強制的同一化に伴い、1933年にフルダー・アクティエン印刷所が破壊され、1938年11月9日のユダヤ人排斥運動（水晶の夜）では歴史的なユダヤ人墓地や旧ユーデンガッセ（ユダヤ人通り）のシナゴーグが破壊された。かつてのフルダ市長カール・エーザーは後に、カッセルのガウの宣伝指導部がフルダにも攻撃を行う可能性を覚悟するように命じてきたと述べている。彼はシナゴーグを解体するよう指示している。1940年にフラウエンベルク修道院からフランシスコ会修道士が追放された。
第二次世界大戦では、フルダは何度も攻撃目標とされた。最初に大きな被害が出たのは1944年7月20日で、聖堂が損傷を受け。80人の死者が出た。同年8月30日の攻撃は30発の焼夷弾による小規模なものであった。1944年9月11日と12日、および1944年12月27日の空爆で街の 1/3 が破壊され、多くの犠牲者が出た。フルダでの戦争死亡者は合計1,595人に及んだ。さらに大勢の負傷者や行方不明者がいた。交通や工業は甚大な損傷を負った。旧市街、特にゲミューゼ市場周辺やバロック市街の歴史的建造物も大きく毀損された。

### 戦後から現代
第二次世界大戦後、フルダはアメリカ管理地区に属し、その後ヘッセン州の一部となったが、そこはドイツの中心ではなく、地理的にも経済的にもドイツ連邦共和国の辺縁部であった。ドイツ民主共和国とのドイツ内国境は、街の中心からわずか約 35 km の距離にあった。このため、フルダは1989年まで東の背後地を欠いたままであった。テューリンゲンとの間の古くからの交通や経済関係が遮断されたためであった。ドイツ分裂時代、フルダはいわゆるゾーン辺縁部に含まれていた。

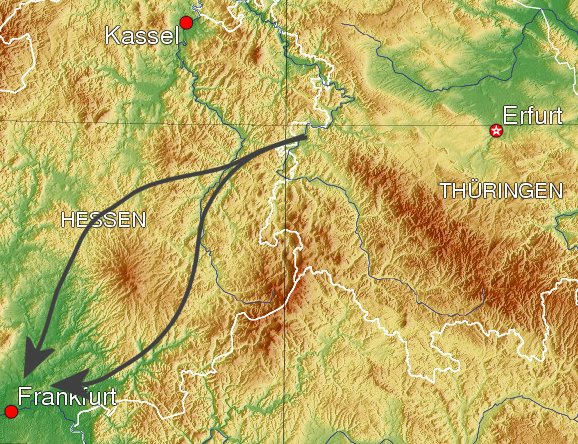
フルダ・ギャップで想定されているフルダからフランクフルトへの侵攻ルート

冷戦時代フルダは、フルダ・ギャップという概念から明らかなように、戦略上特に重要であった。この NATO によって創出された概念は、ワルシャワ条約機構軍が攻撃を行う際、フルダ川の谷を通って、約100 km 離れたフランクフルト・アム・マインを経由して南西ドイツに侵攻しようとするという戦略モデルである。このシナリオでは、第三次世界大戦が起こった際には、おそらくフルダが最初の戦場になると想定された。このためフルダには、ダウンス・バラックに第14装甲機動部隊を含む大きな兵舎が設けられた。1974年からこの兵舎には第11装甲機動部隊（ブラックホース連隊）が駐屯した。フルダにおけるアメリカ軍駐留は 1994年に終了した。旧兵舎の敷地には様々な役所や企業が定着し、ジッケル市区の飛行場と一体化した土地は新たな市区フルダ＝ガレリーとなり、メッセ会場が設けられた。
フルダは、1945年以降ドイツ連邦共和国の辺縁に位置していたにもかかわらず、近代的な工業都市に発展した。1972年のヘッセン州の地域再編に伴い、8月1日に市周辺の24町村が州法によって合併した。これらは現在、中核市区以外の24市区を形成している。この街は1974年に、1927年から保持してきた郡独立市の地位を失ったが、1980年からゾンダーシュタトゥスの機能を与えられ、これにより郡レベルの様々な責務を負っている。
1980年11月17日から18日に教皇ヨハネ・パウロ2世は、内市街に参集して聖堂広場での野外の礼拝に参加した10万人以上の信者 を熱狂させた。
1984年9月29日、大規模な平和デモがフルダで開催された。約3万人の平和運動参加者は東西の軍事政策に反対を表明した。1989年11月9日にベルリンの壁が崩壊し、東西ドイツ国境が開放されると、1日に何千人もの DDR住民がこのバロック都市を訪れた。
1990年に第30回「ヘッセンの日」がフルダで開催された。この街は1994年に創設1250周年を祝い、第1回「ヘッセン州庭園博」の開催地となった。2002年には「フルダ司教区250周年」を祝った。
2004年が聖ボニファティウスの没後1250年と考えられた。これを記念して、フルダの城館劇場で「ボニファティウス - ダス・ミュージカル」が世界初演された。

#### フルダの1275周年祭
2019年は、4つのアニバーサリーが重なる都市である。744年3月12日にシュトゥルミウスが7人の協力者とともにフルダ修道院を創建し、東ヘッセン全域に人が定住する1275年の礎となった。1200年前に建設されたラトガー＝バシリカと819年11月1日にマインツ大司教ハイストゥルフによるラトガー＝バシリカの聖別、1100年前に行われたフルダ聖堂でのドイツ王コンラート1世の葬儀、1000年前の1019年7月1日の皇帝ハインリヒ2世による市場開催権と貨幣鋳造権授与はフルダの歴史のマイルストーンとなったできごとで、2019年に祝典が行われた。市の記念祭の間、聖堂前の巨大なステージを舞台装置にした「ボニファティウス - ダス・ミュージカル」の7つの新演出が上演された。夏の地中海のような雰囲気の中、35,000人がこの作品および関連イベントに訪れた。

## 行政
カトリックが根強いフルダは、第二帝政期やヴァイマル共和政時代から伝統的に中央党が最も有力な政党であった。戦後この街はヘッセン州における CDU の牙城となった。戦後最も有名なフルダの政治家は、14年間フルダ市上級市長を務め、フルダ選挙区選出の連邦議会議員を26年間務めたアルフレート・ドレッガー（一時的に CDU/CSU 連合議長を務めた）である。
2016年の市議会選挙以降フルダでは、CDU と CWE (Christliche Wähler-Einheit) は、連携を結んでいる。

### 市議会
フルダ市の市議会は 59議席で構成されている

### 上級市長とマギストラート
第二次世界大戦後の上級市長を以下に列記する。
- 1945年 - 1946年　エーリヒ・シュミット（アメリカ占領軍による指名）
- 1946年 - 1956年　クーノ・ラーベ (CDU)
- 1956年 - 1970年　アルフレート・ドレッガー (CDU)
- 1970年 - 1998年　ヴォルフガング・ハムベルガー (CDU)
- 1998年 - 2003年　アロイス・リール (CDU)
- 2003年 - 2015年　ゲルハルト・メラー (CDU)
- 2015年 - 　ハイコ・ヴィンゲンフェルト (CDU)

マギストラートは基本条例に基づき、上級市長、市長（通常の都市の副市長にあたる）、6年ごとに改選される専門職の都市建築監督官、および11人の名誉職の市議会議員で構成される。
2015年からハイコ・ヴィンゲンフェルト (CDU) がフルダ市の上級市長を務めている。彼は2015年3月15日に得票率 66.6 % で上級市長に選出された。この選挙の投票率は 33.3 % であった。ダグ・ヴェーナーは、2014年5月19日に市議会で 58票中33票を獲得して新しい市長に選出された。ダニエル・シュライナー（無所属）は2014年10月17日に、市議会で54票中40票を獲得して都市建築監督官に選出された。彼は2015年1月1日に就任した。
名誉職の市議会議員は、2019年現在、CDU が5人、SPD、Grünen、CWE、FDP、LINKE、Republikanern が各1名ずつである。

### 紋章
図柄: 左右二分割。向かって左は銀地で、端まで貫く黒十字。向かって右は赤地に緑の三峰の山。そこから3本の銀の花をつけた緑のユリ。盾の上には5つの凸部を持つ胸壁を戴いている。
十字はフルダ修道院の紋章から採られたもので、本市が修道院によって建設されたことを示している。ユリは、本市の3人の守護者（シンプリチウスとファウスティヌスとベアトリス）を表している。ユリの下の三峰の丘は3つの墓を意味している。それはベアトリスが2人の兵士を埋葬し、そのために殺害されたという伝承による。ボニファティウスはこの聖人の聖遺物をフルダの修道院教会にもたらした。赤い背景は、3人の死が殉教によるものであったことを示している。頂部は市壁を表している。
聖シンプリチウスの教団廃止後、3本のユリが修道院の紋章となり、教団の徴および紋章として、市の紋章に採用された。それ以前フルダは、銀地に写実的な鷹を描き、左上（向かって右上）に2本の枝を払ったブナの幹が描かれた紋章を用いていた。紋章のサポーターには、守護聖人シンプリチウスが武装した姿で描かれていた。

### 姉妹都市
フルダ市は以下の都市と姉妹都市関係にある:
- コモ（イタリア、ロンバルディア州）1960年
- アルル（フランス、ブーシュ＝デュ＝ローヌ県）1964年
- セルギエフ・ポサード（ロシア、モスクワ州）1991年
- ウィルミントン（アメリカ合衆国、デラウェア州）1997年
- リトムニェジツェ（チェコ、ウースチー州）2001年
- ドックム（オランダ語版、英語版）（オランダ、フリースラント州）

### 友好都市
フルダ市は以下の都市と友好都市関係にある:
- クレディトン（英語版）（イギリス、デヴォン）
- ヴァイマル（ドイツ、テューリンゲン州）

### 援助・協力関係

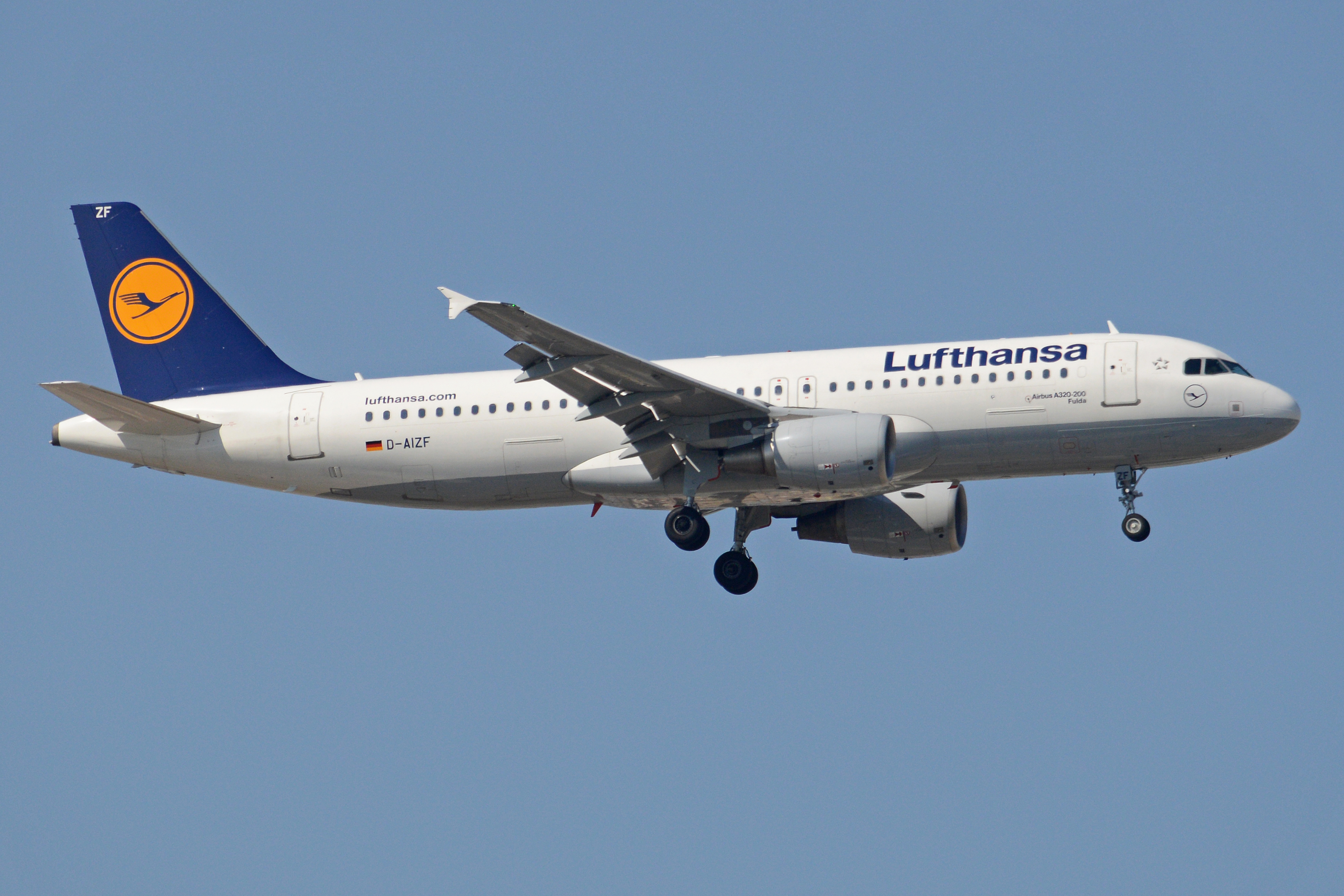
エアバス A320-214 D-AIZF「フルダ」

フルダ市は以下と援助・協力関係を締結している:
- 1955年: グウォグベク（ポーランド語版、英語版）（ポーランド、オポーレ県）
- 1961年: リトムニェジツェ（チェコ、ウースチー州）
- 1988年: ボーイング 737-300 D-ABXP「フルダ」
- 1997年: 掃海艇「フルダ」
- 2001年: インターシティ・エクスプレス (ICE)「フルダ」
- 2007年: グライダー ASW 28 D-KANZ（ヨハニスアウ・グライダー飛行場）「シュタット＝フルダ」
- 2014年: エアバス A320-214 D-AIZF「フルダ」
- 2018年: 機関車 193 477「フルダ」（SBB カーゴ・インターナショナル）[40]

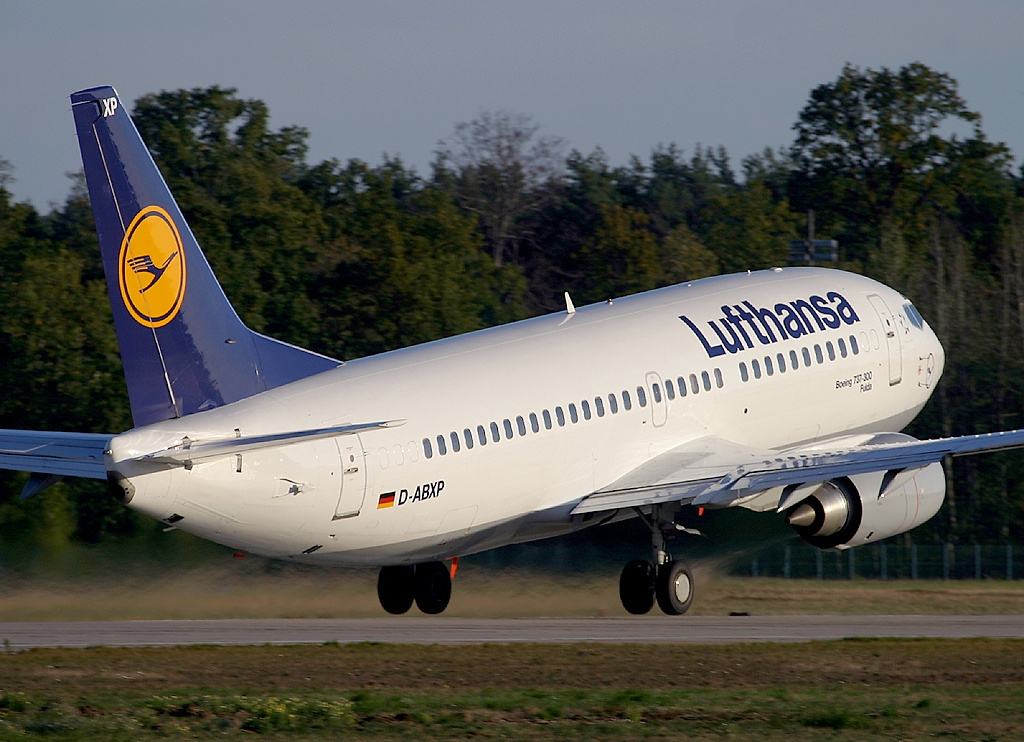
ボーイング 737-330 D-ABXP「フルダ」
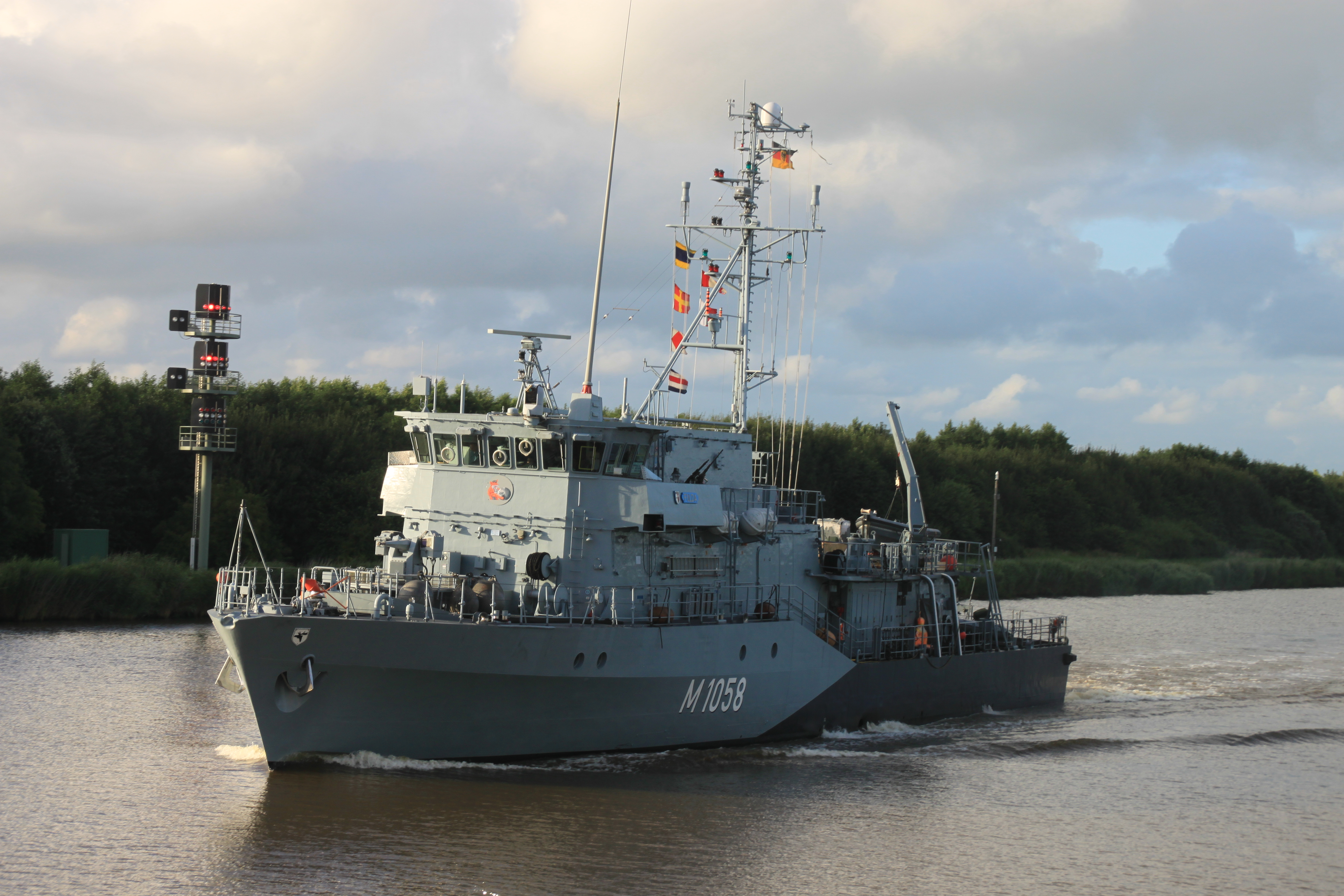
掃海艇「フルダ」

### 宗教
2017年12月31日現在、本市の住民の 44.6 % がカトリック教会、18.7 % が福音主義教会に属している。36.6 % がその他の宗教の信者（ムスリム、正教徒など）または無宗教である。

#### キリスト教

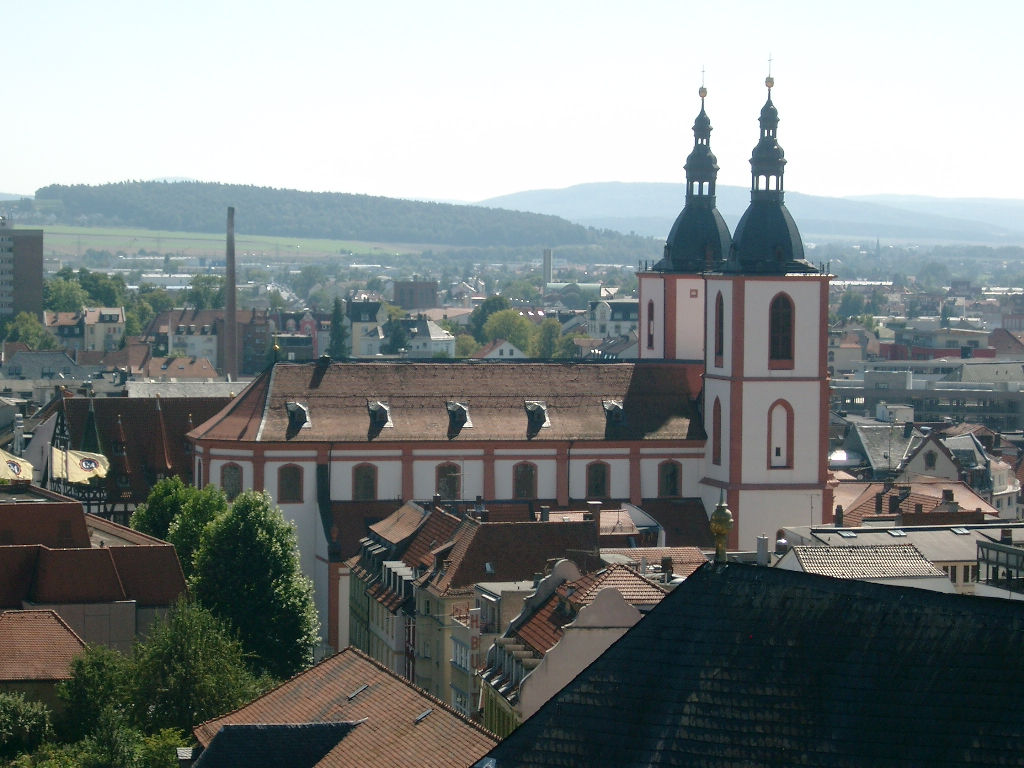
聖ブラジウス市教会

##### ローマ＝カトリック教会
フルダは、カトリックのフルダ司教区の司教座都市として、またドイツ司教会議の定期的な開催地として、伝統的にカトリックが根付いている。744年の修道院設立は、フルダ市の創建年でもある。修道院とその支配地域が、1752年に司教区にまで発展した。最も有名な司教がヨハネス・ディーバ大司教（1929年 - 2000年）である。彼は、その保守的な姿勢のため、人気であると同時に異論もあった。
宗教改革後、カトリックの礼拝はゼヴェリベルクの教会で行われるだけとなったが、学校、説教、宗教問答を通じてイエズス会によって集中的に行われた対抗宗教改革が再びフルダをカトリックに戻した。

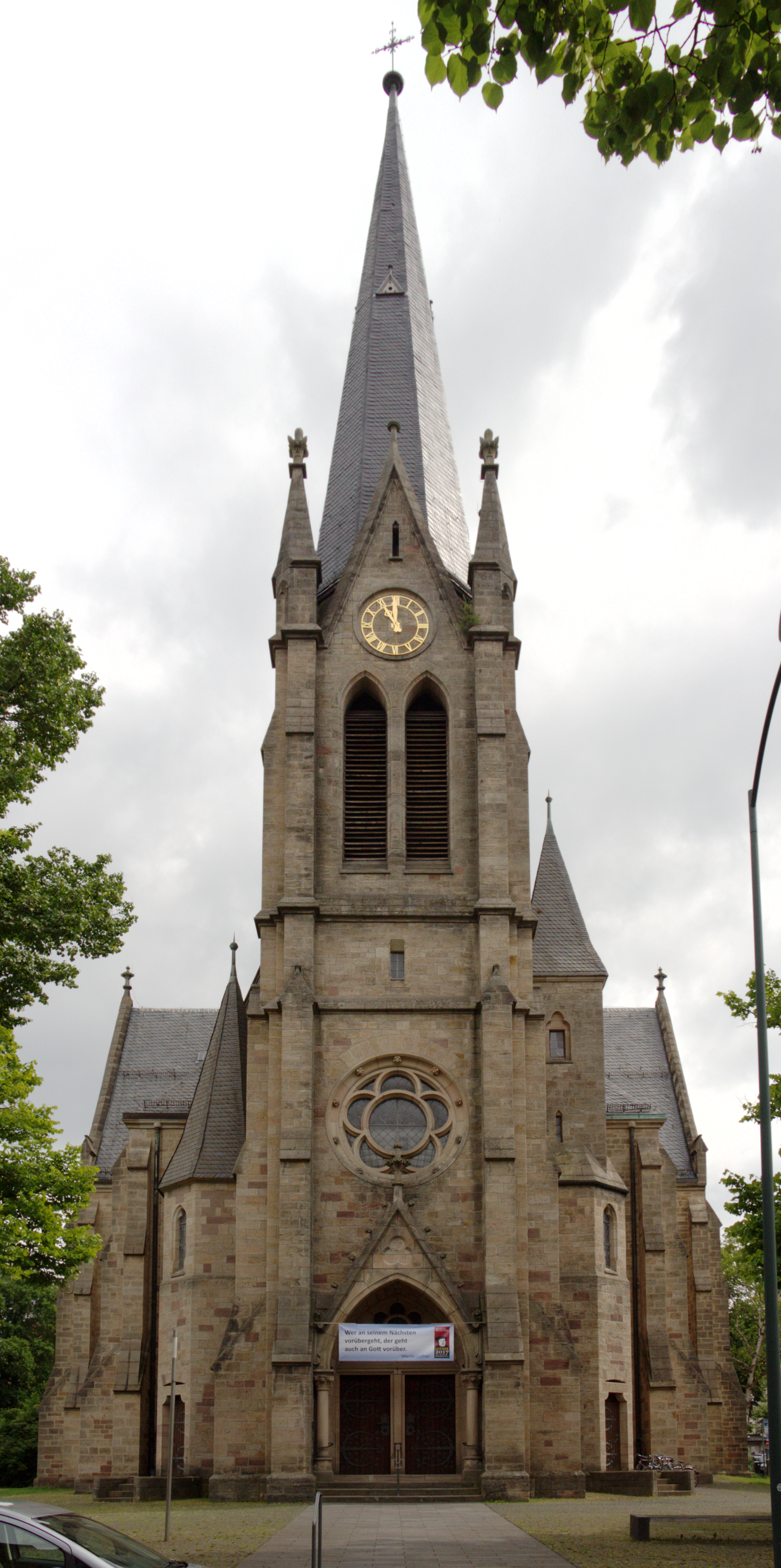
クリストゥス教会

##### 福音主義教会
フルダの福音主義信者は、1896年から内市街に立派な教会、クリストゥス教会を有している。オラニエ＝ナッサウ公子ヴィルヘルム・フリードリヒ（1814年からオランダ王ウィレム1世 兼 ルクセンブルク大公）が新たな領主として1802年にフルダに福音主義＝改革派教会を創設した。1803年4月3日の棕櫚の日曜日にフルダ大学のコレギウム・マリアヌムで新しく設立された福音主義＝改革派教会の初めての礼拝が行われた。この部屋は、1896年7月1日にクリストゥス教会が完成するまで、礼拝に用いられた。第二次世界大戦でクリストゥス教会が破壊されたため、1946年の復活祭から1949年9月25日の再建完了まで、再びコレギウム・マリアヌムで礼拝が行われていた。初めは343人の福音主義信者と1人の牧師から、200年の間にフルダとその周辺には8つの福音主義教会、12人の牧師、約2万人の信者が改革派教会の信仰を奉ずるに至った。フルダは1949年からドイツ福音主義教会協議会の事務局所在地となっている。創始者ライノルト・フォン・タッデン＝トリーグラフ（1891年 - 1976年）の妻フェライイン・エリーザベト・フォン・テューゲン（1893年 - 1988年）はレーン近郊で育った。
ヘッセン＝ナッサウ福音主義教会連合に属す福音主義組織（旧地方教会組織）は、1899年からフルダに存在する。同じ建物内に、地元の EC-青年団が入居している。
1948年からクリストゥス教会の青少年のためにキリスト教会が運営するスカウトが活動している。地元のフルダ VCP を母体とするグラーフ・フォルケ・ベルナドッテは会員数100名を超える。

##### 自由教会
フルダには多くの自由教会組織がある。たとえば、バプテスト（福音主義＝自由教会組織）、イエスの家教団 (Bund Freikirchlicher Pfingstgemeinden)、自由福音主義教会、Bibelgemeinde Oase、ロシア系ドイツ人を特徴とする2つの大きなキリスト教兄弟団がある。さらに2002年からジーザス・フリークスのグループも形成されている。

##### ロシア正教会
2006年2月からフルダに、モスクワ総主教区のロシア正教会がある。この教会は「Ehren des Festes Begegnung des Herrn」（直訳: 聖燭祭の栄光に）と名付けられている。礼拝は定期的に行われている。

#### ユダヤ教
フルダには現在ユダヤ教の組織がある。フルダには、何世紀にも及ぶ長いユダヤ人の生活の伝統が確立されている。

#### イスラム教
フルダにはイスラム教のモスク教団がいくつかあり、トルコ系、ボスニア＝ヘルツェゴビナ系、アラビア系、北アフリカ系、イラン系、パキスタン系出身者にとって非常に重要である。
中でもトルコ＝イスラム協会とアーマディヤ・ムスリム・ジャマートが大きな組織であり、フルダの公共のチャンネルでイスラムに関するパブリック・アクセスの放送番組（「イスラムの時間」）を制作している。
2007年6月から西部墓地の敷地内にムスリム墓地が設けられた。

## 文化と見所

### メディア
フルダでは1874年1月1日から地元のパルツェラー出版からフルダー・ツァイトゥングが刊行されている。この出版社からは、多くの郷土史関連書籍も出版されている。競合紙であったフルダー・フォルクスツァイトゥングは1974年に刊行を停止せざるを得なかった。1869年1月2日からフルダでは郡の広報誌（クライスブラット）が刊行されており、1885年1月1日からフルダー・クライスブラットとして、1920年4月30日からフルダー・ターゲブラットとして出版されていたが、1922年9月1日に発行停止となった。フルダー・ツァイトゥングに競合する日刊紙はその後出版されていない。
アンツァイゲンツァイトゥング・フルダは、フルダ市、フルダ郡およびフォーゲルスベルク郡とヴァルトベルク郡の一部に向けて刊行されている。この週刊紙は各戸に116,000部以上が配布される。この週刊紙はディルク・イッペン出版コンツェルンに属している。
フルダのラバヌス通りにヘッセン放送は、東ヘッセン向けに放送を行う地方スタジオを有している。フランクフルター通りのパルツェラー＝ハウスに、民放ヒット・ラジオ FFH が地方スタジオを有している。
「オフェナー・カナル・フルダ」はケーブルテレビを介して放送される。この放送はアマチュアが制作している。
フルダには、2001年からインターネット上で地方ニュースポータル「Osthessen-News.de」を運営するメディエンコントール・フルダの本社もある。

### 映像作品の中のフルダ
歴史的な旧市街および第二次世界大戦後も良好に保持されているバロック街区は、時々有名なドイツの映画やテレビドラマの舞台に使われている。
- 1953年 映画「Königliche Hoheit」ディーター・ボルシェ（ドイツ語版、英語版）、ルート・ロイヴェリク出演、ハラルト・ブラウン（ドイツ語版、英語版）監督
- 2007年 ARDで放送されたテレビドラマ「Alles was recht is」ミヒャエラ・マイ（ドイツ語版、英語版）、フリッツ・カール（ドイツ語版、英語版）、ワディム・グロヴナ（ドイツ語版、英語版）出演
- 2008年 ARDで2009年に放送されたテレビドラマ「Alles was recht ist – Die italienische Variante」ミヒャエラ・マイ、フリッツ・カール、アナ・シュット（ドイツ語版、英語版）出演

この他のフルダで撮影された作品としては、SF映画「Die Hamburger Krankheit」（1979年）、災害映画「見えない雲」（2006年）、およびミステリードラマ「Tatort: Schwindelfrei」（2013年 ウルリヒ・トゥクル出演）がある。

### 音楽

#### 音楽学校
フルダ市の音楽学校 は、1968年に設立された。幼児教育、器楽および声楽教育、アンサンブル演奏や音楽理論教育の他に専門導入教育コースもある。この学校には1,300人の生徒と約40人の教員がいる。音楽学校の建物は Clemens Wenzeslaus Coudray により1810年に建設された古典主義建築で、1985年に文化財保護の視点の下、音楽学校の必要に応じて改修がなされた。

#### 合唱とオーケストラ
- 福音主義カントライ。少なくとも年に1回、宗教合唱作品の大規模なオラトリオなど（たとえば、J.S.バッハの受難曲や「ロ短調ミサ」、ブラームスの「ドイツ・レクイエム」、メンデルスゾーンの「エリヤ」や「聖パウロ」など）を上演している。
- コンサート合唱団「ヴィンフリディア」フルダ。1876年から存在しており、年に2回、大規模な宗教合唱作品あるいは世俗合唱作品（たとえば、J.S.バッハのロ短調ミサ、ヨハネ受難曲、マタイ受難曲、ベートーヴェンの交響曲第9番、モーツァルト、ブラームス、ヴェルディのレクイエム作品など）を上演している。
- コレギウム・ムジクム・フルダ e.V.
- フルダ聖堂合唱団
- ユーゲントカテドラルコール・フルダ（旧 少女カントライおよび聖堂児童合唱団）
- 聖シンプリチウス聖堂区合唱団
- フルダ聖堂区青少年合唱団
- フルダ聖ボニファティウス少年合唱団
- マリアヌム・フルダ児童合唱団
- 青年室内管弦楽団 e.V.
- フルダ交響楽団、1999年創設
- 福音主義ゲザムトゲマインデ・フルダ・トロンボーン・アンサンブル、1946年創設
- フライヘル＝フォン＝シュタイン＝シューレ・フルダのブラスオーケストラ、1952年創設
- フルダ＝ニージヒ音楽協会
- シンフォニック・ブラスオーケストラ・フルダ、2009年創設
- フルダー・シュタットムジカンテン、1823年から1852年、1988年にクラブとして再結成
- フルダー・トルムブレーザー e.V.
- アコーディオン・オーケストラ・フルダ e.V.、1951年アルノ・ハルトマンによって創設された。

#### ロック、ジャズ
- エドガイ
- アヴァンタシア（ドイツ語版、英語版）
- TMF （ティッシャー・メンズ・フレンズ）
- TNC （サースデイ・ナイト・クローラーズ）

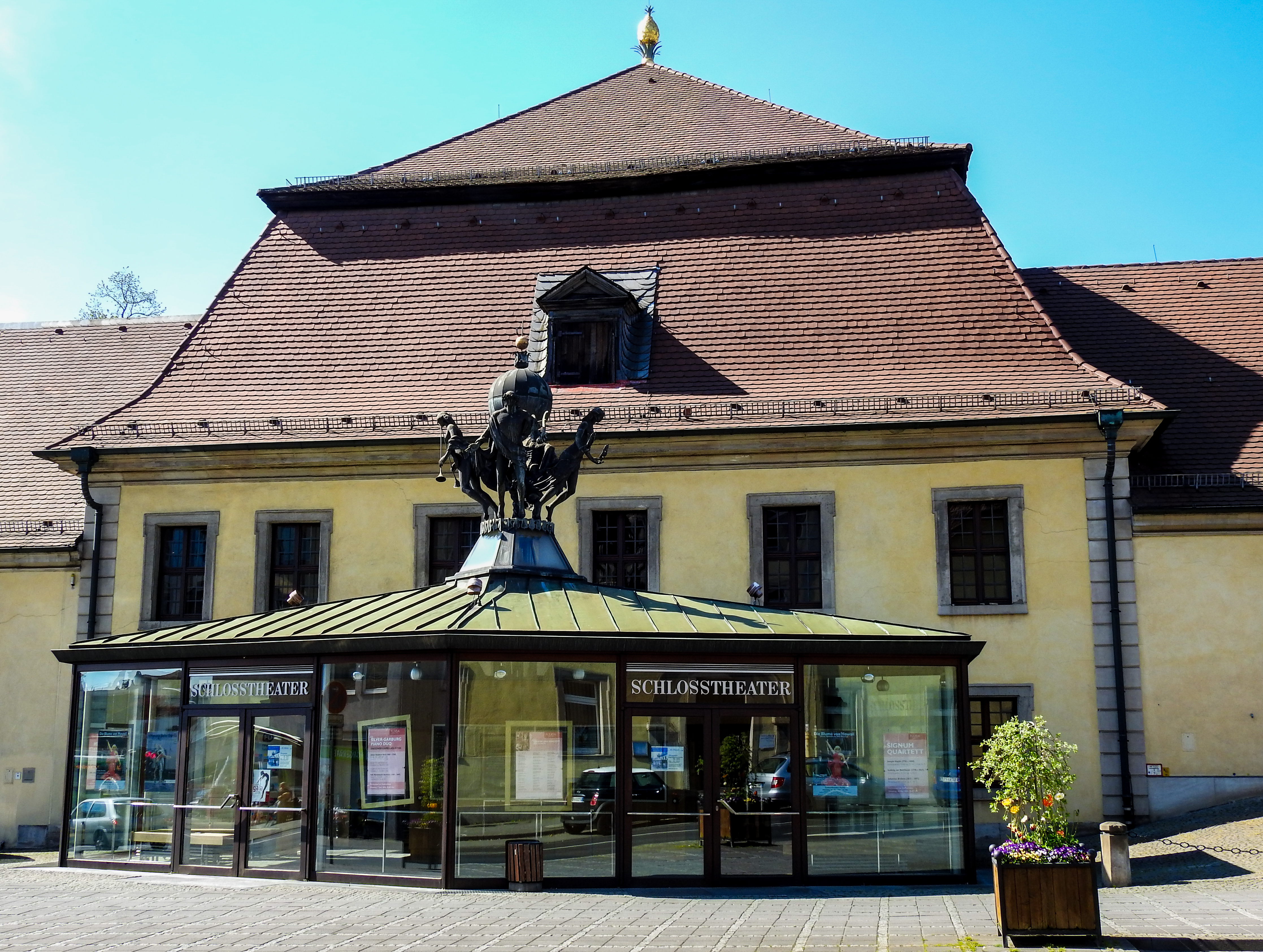
フルダ城館劇場

- ジ・インクレジブル・ピーナッツ
- マイティー・ヴィベッツ
- マーキュリー・フォーリング
- ハルトマンス・ハーモニスツ e. V.
- ウィッチバーナー
- マンボ・キングＸ

### 演劇
- フルダ城館劇場は、シュタットシュロス（都市城館）の付属建造物である。この劇場は690席のキャパシティを持つ。専属の劇団はない。ボニファティウスの1250回目の命日にあたる2004年6月3日に「ボニファティウス - ダス・ミュージカル」が、2011年6月3日には「ディー・ペプスティン - ダス・ミュージカル」が初演された。

### 映画
- フルダには、芸術性の高い映画を上映するプログラム映画館がいくつかある。たとえば「ヴィンターツァイトキーノ・イム・ムゼウムスカフェ」、「フィルムビューネ・フルダ」、「35キーノ」などである。
- シルデック＝センター（レール通りとシルデック通りとの角）のシネスター・フィルムパラスト（ドイツ語版）は、フルダで唯一のメインストリームの映画館である。

### 博物館・美術館

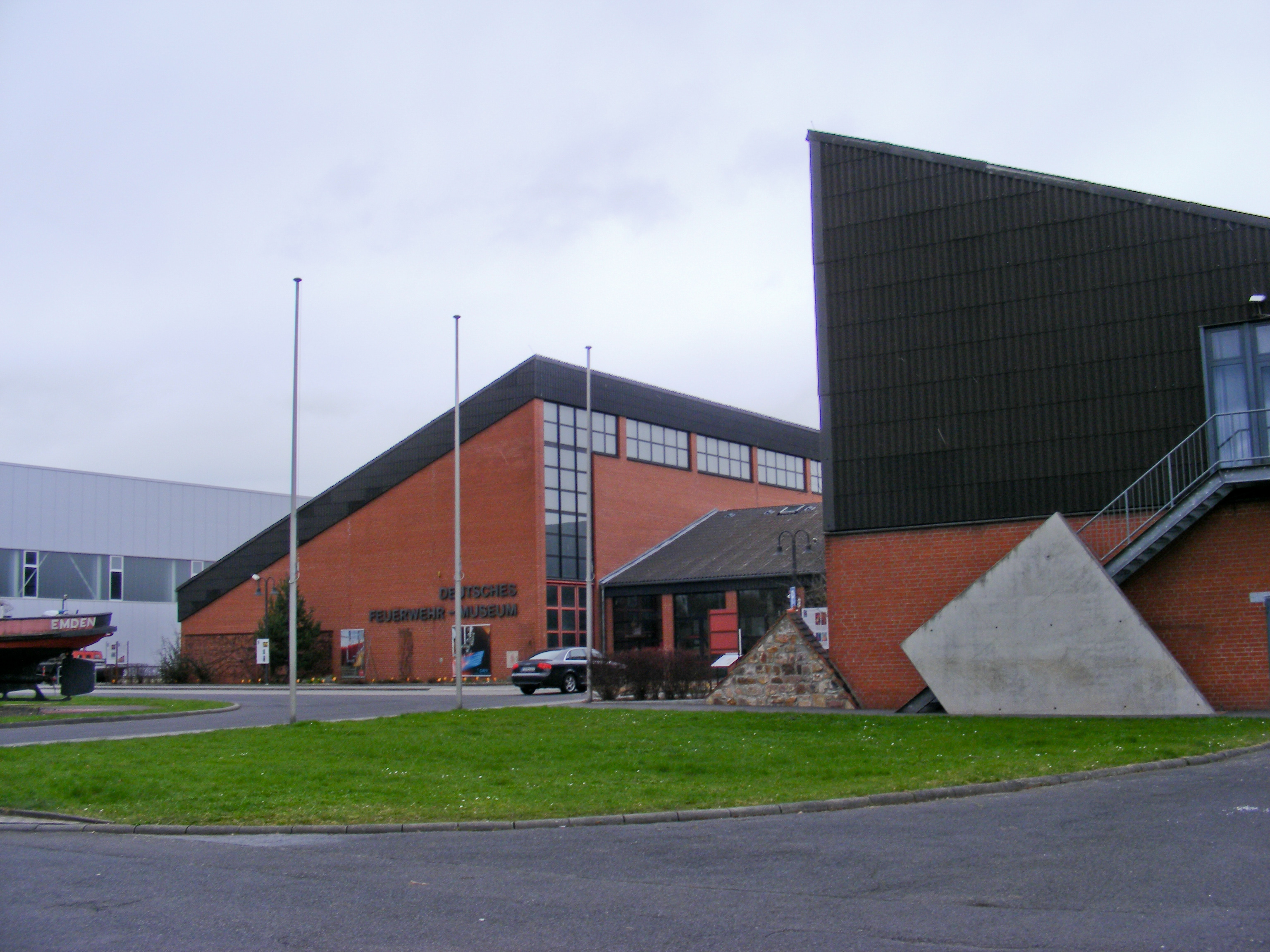
ドイツ消防博物館

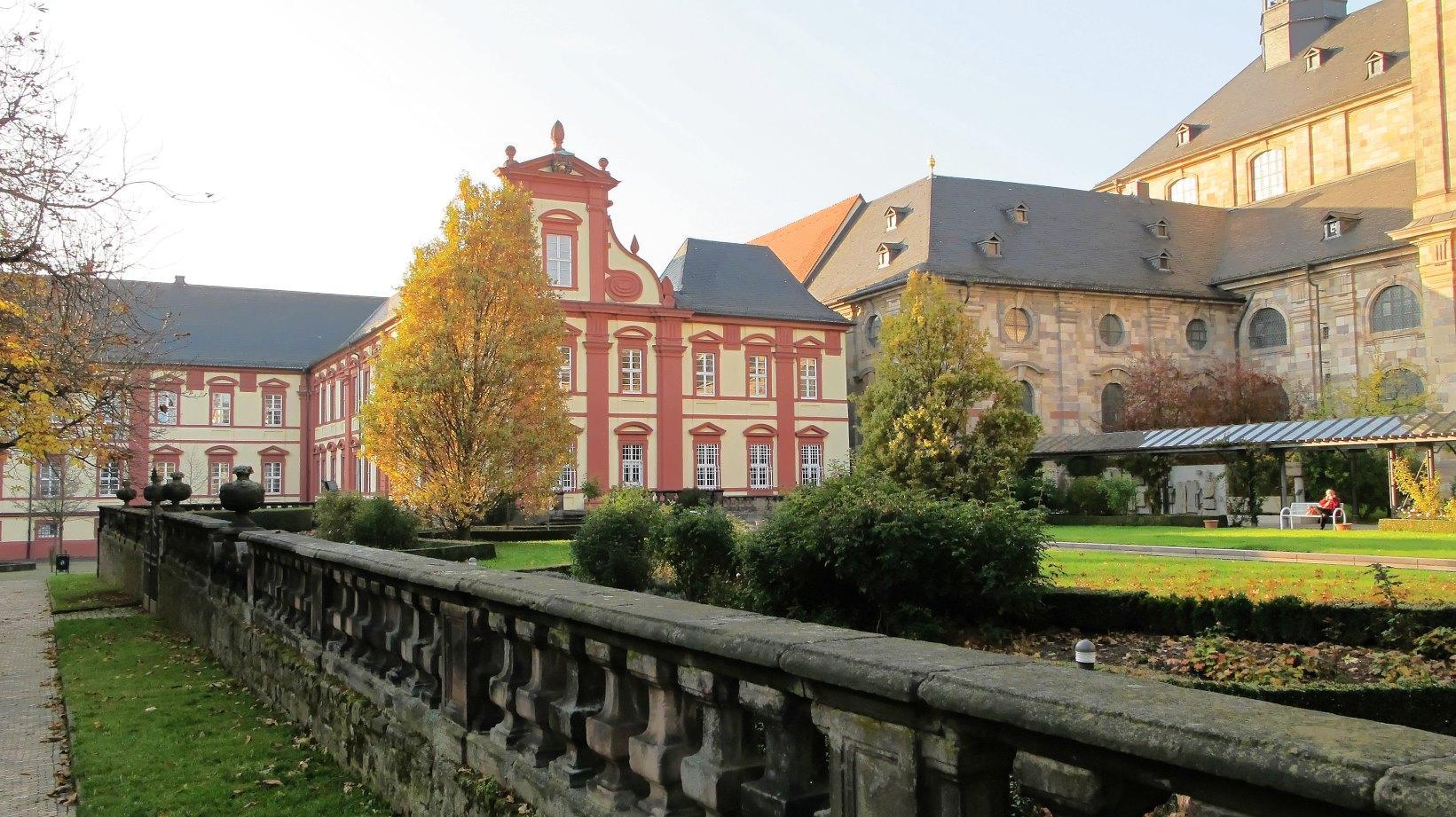
フルダ聖堂博物館

- ドイツ消防博物館: フルダ＝ノイエンベルクのこの博物館は、広さ 1,600 m2 の展示フロアに、ドイツの消防の歴史を展示している。運営はドイツ消防博物館フルダ e.V. である[47]。
- 聖堂博物館: この博物館は大量の典礼上の衣装や文物を収蔵している。銀製の祭壇や18世紀の祭壇の衝立などが含まれる。また、聖ボニファティウスの頭部、聖ボニファティウスを殺害した短刀、その他のフルダ司教区の聖人に関する聖遺物も所蔵している[48]。
- ブロックフレーテ体験ワールド: ブロックフレーテ（リコーダー）製造業者コンラート・モレンハウアー GmbH の体験ワールドは、楽器ブロックフレーテに関する情報を提供している。展示品の中には見学者が試奏できるものもある[49]。
- シュタットシュロスのフェルディナント＝ブラウン＝コレクション: シュタットシュロス（都市城館）では、ブラウン管の発明者であるフェルディナント・ブラウン（1850年 - 1918年）に関する展示がなされた部屋を見学することができる。
- フルダ大学・州立図書館の展示コレクション: この図書館は、貴重な書物の宝を展示室で入れ替え展示している。稀覯本の中には、グーテンベルク聖書も含まれる[50]。
- シュタットシュロスの歴史的スペース: シュタットシュロスの歴史的スペースの多くは見学することが可能で、オリジナルに近い状態を見ることができる。この他に多くの芸術作品（たとえば、絵画、化粧漆喰、陶磁器など）が展示されている。
- ヨハネスベルガー工芸品コレクション: ヨハネスベルク修道院の敷地にある多くの展示スペースに、工具、工房、創作・修復技術、ツンフトの物品が展示されている。さらに工芸品コレクションにはドイツ最大級の様々な地方の歴史的木組み建築の模型コレクションが見られる。これらの模型は、オーデンヴァルトのヘムスバッハに住む模型作家ディーター・エーレットによって制作されたものである[51]。
- フルダ子供アカデミー - ヴェルクラウム博物館: 子供のためのこの博物館は、子供たちが自分で試すことのできる物品が展示されている。展示の中心は「通り抜けられる心臓」である[52]。
- フォンデラウ博物館: この博物館は郷土研究家のヨーゼフ・フォンデラウにちなんで名付けられた。ここには先史時代の出土品が数多く展示されており、フルダ周辺地域のケルト人集落の文物も展示されている。プラネタリウムもこの博物館の一部である。

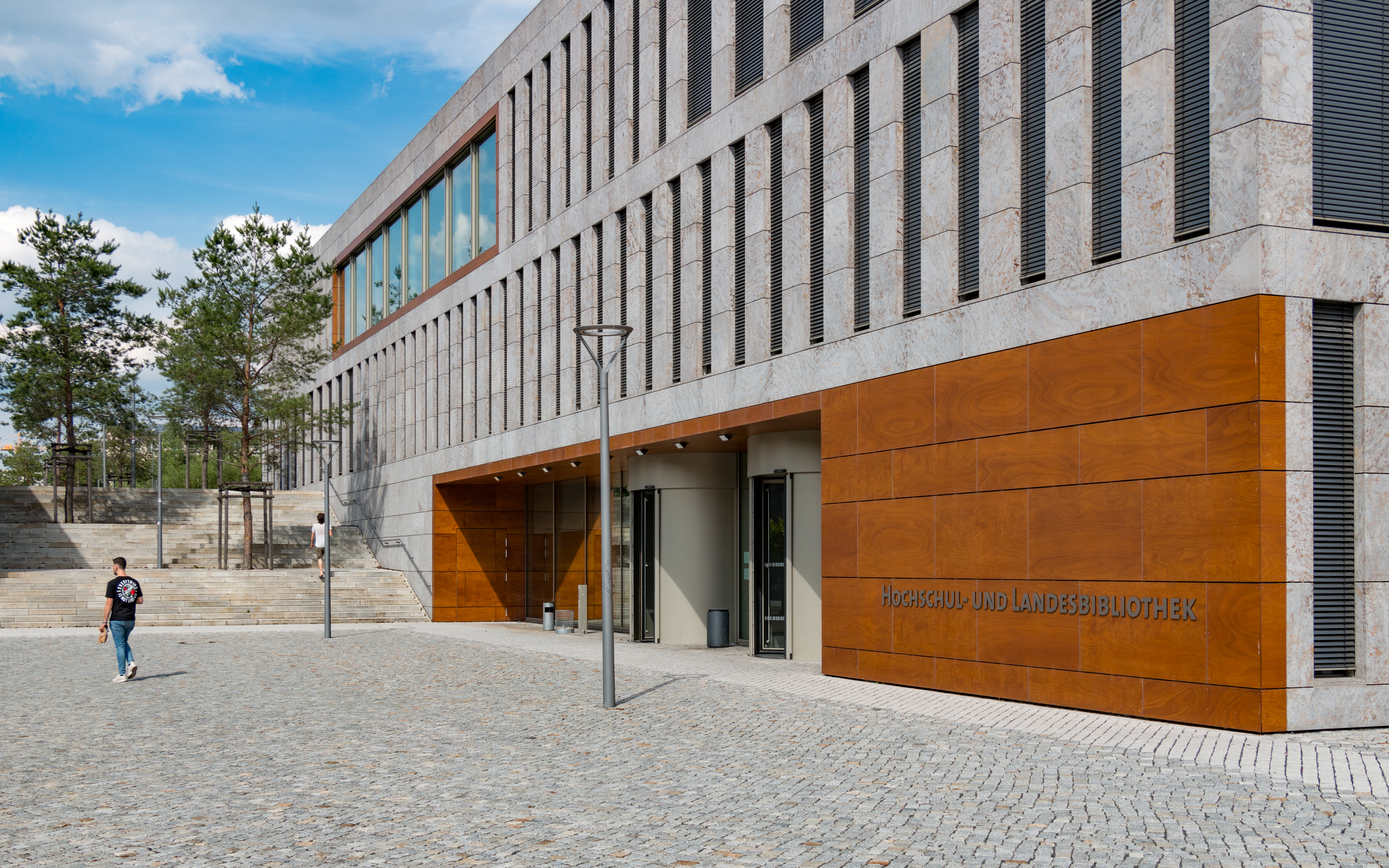
フルダ大学・州立図書館
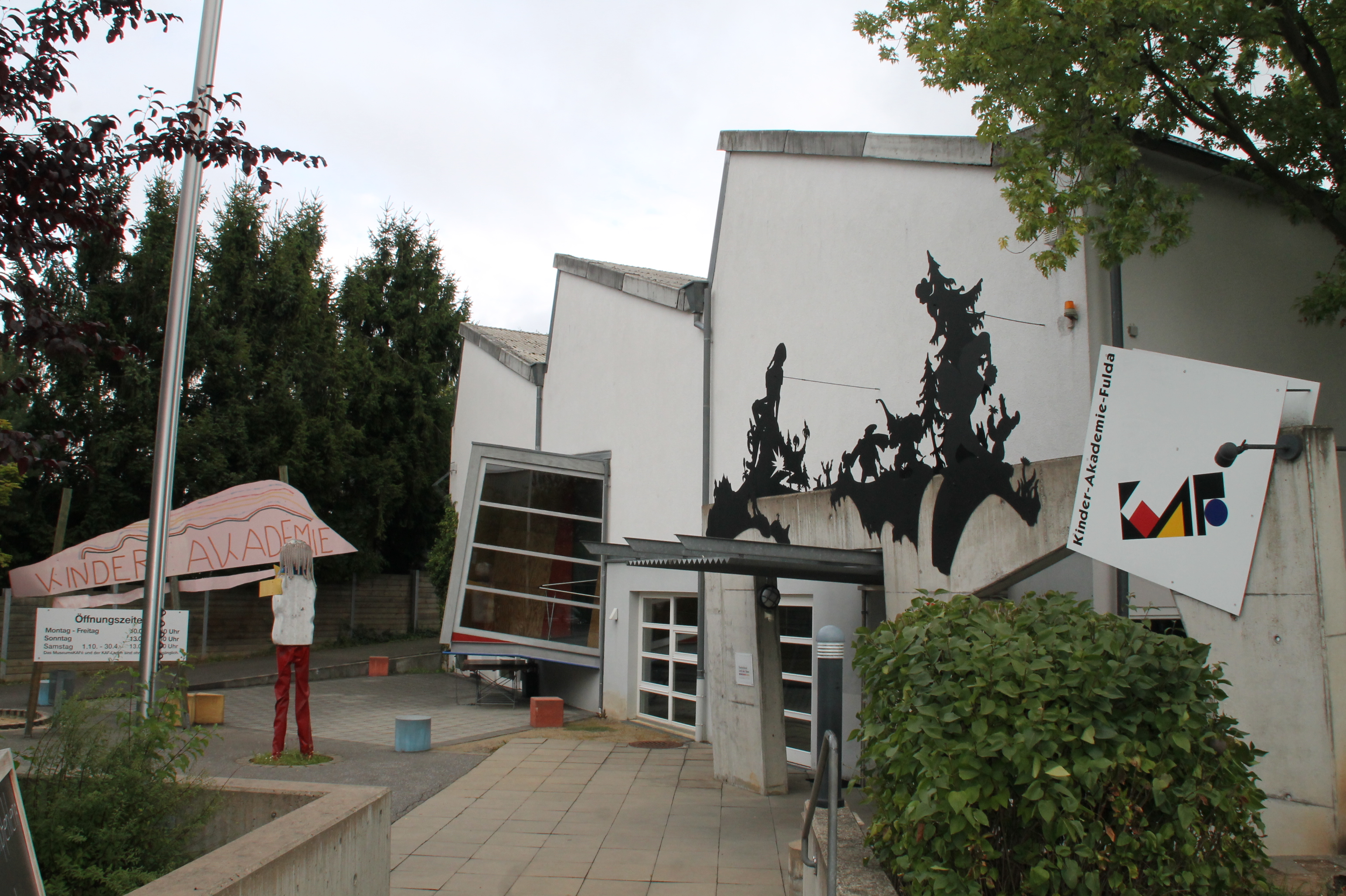
フルダ子供アカデミー
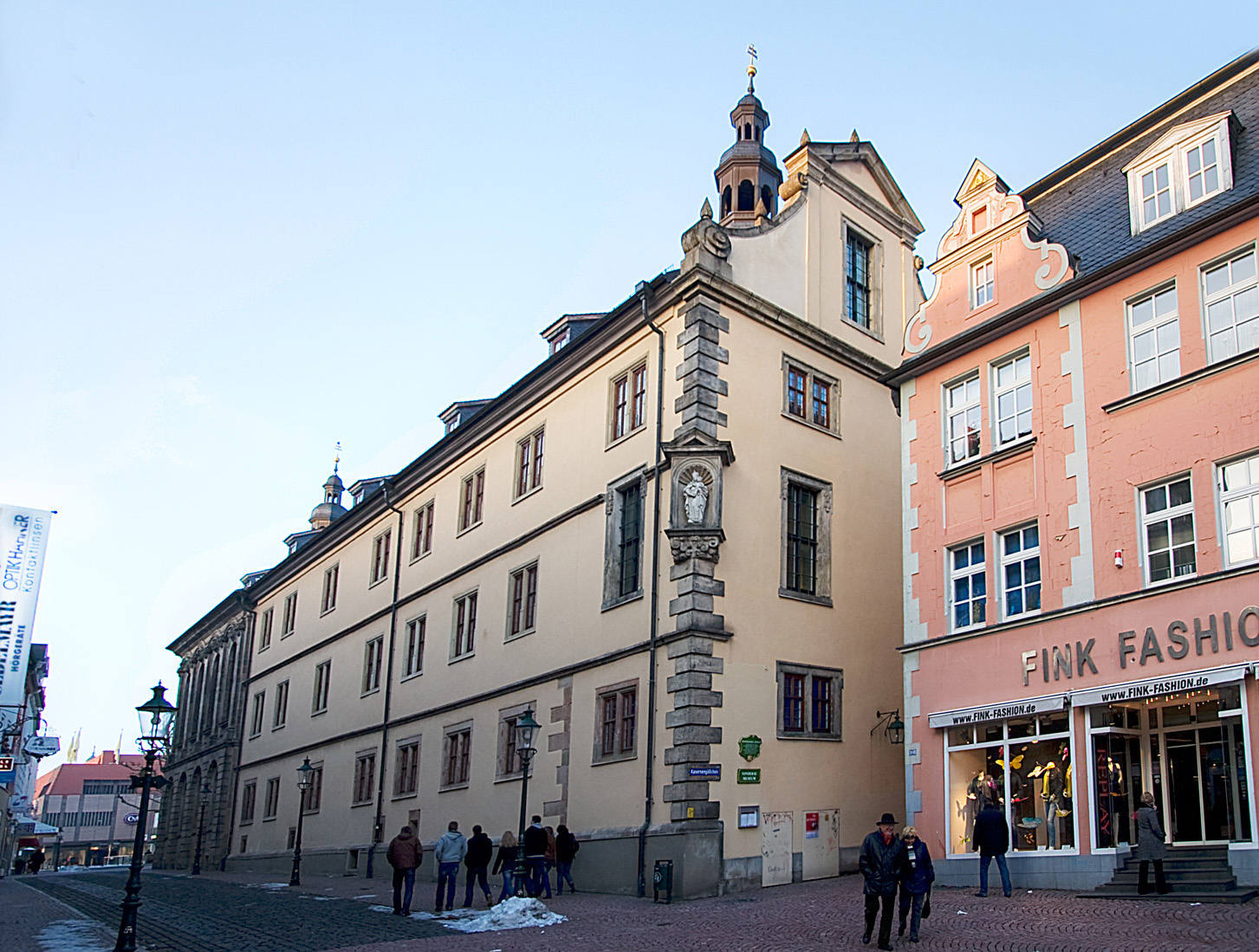
フォンデラウ博物館

### 建築

#### 教会

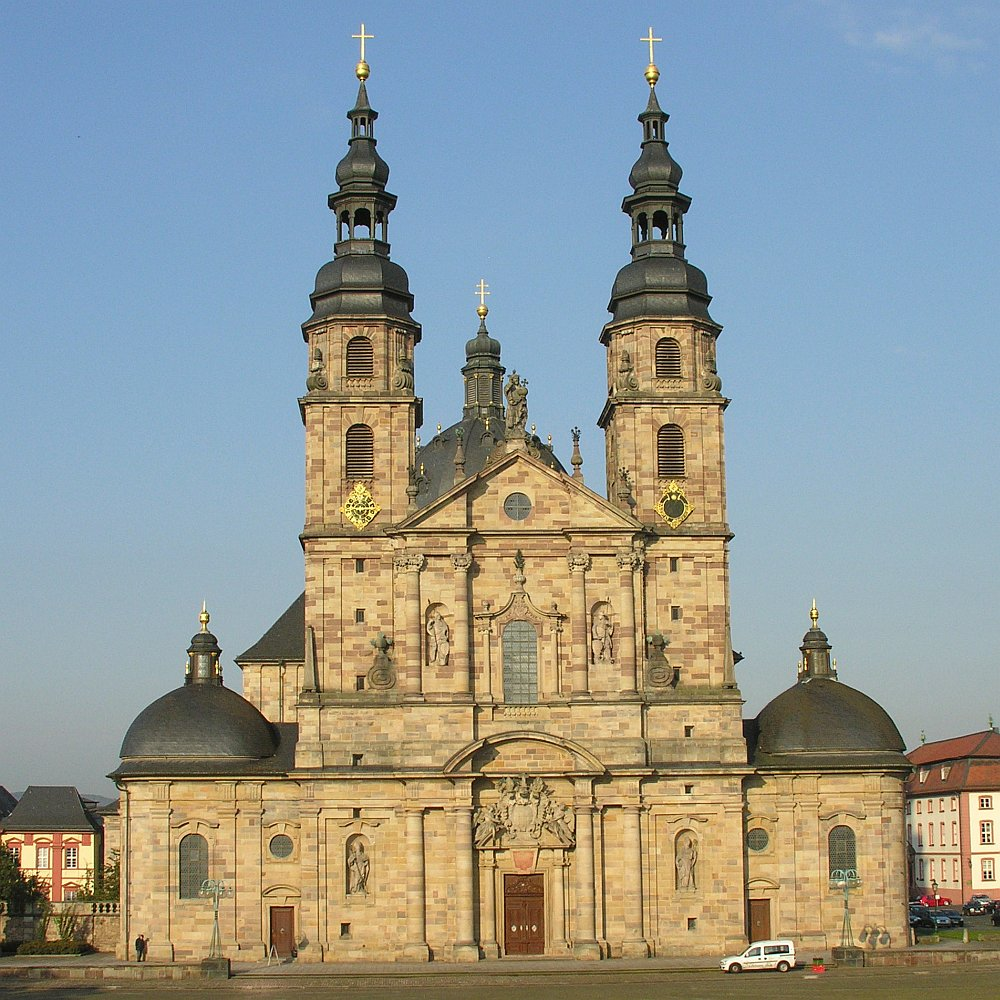
聖ザルヴァトール聖堂のファサード

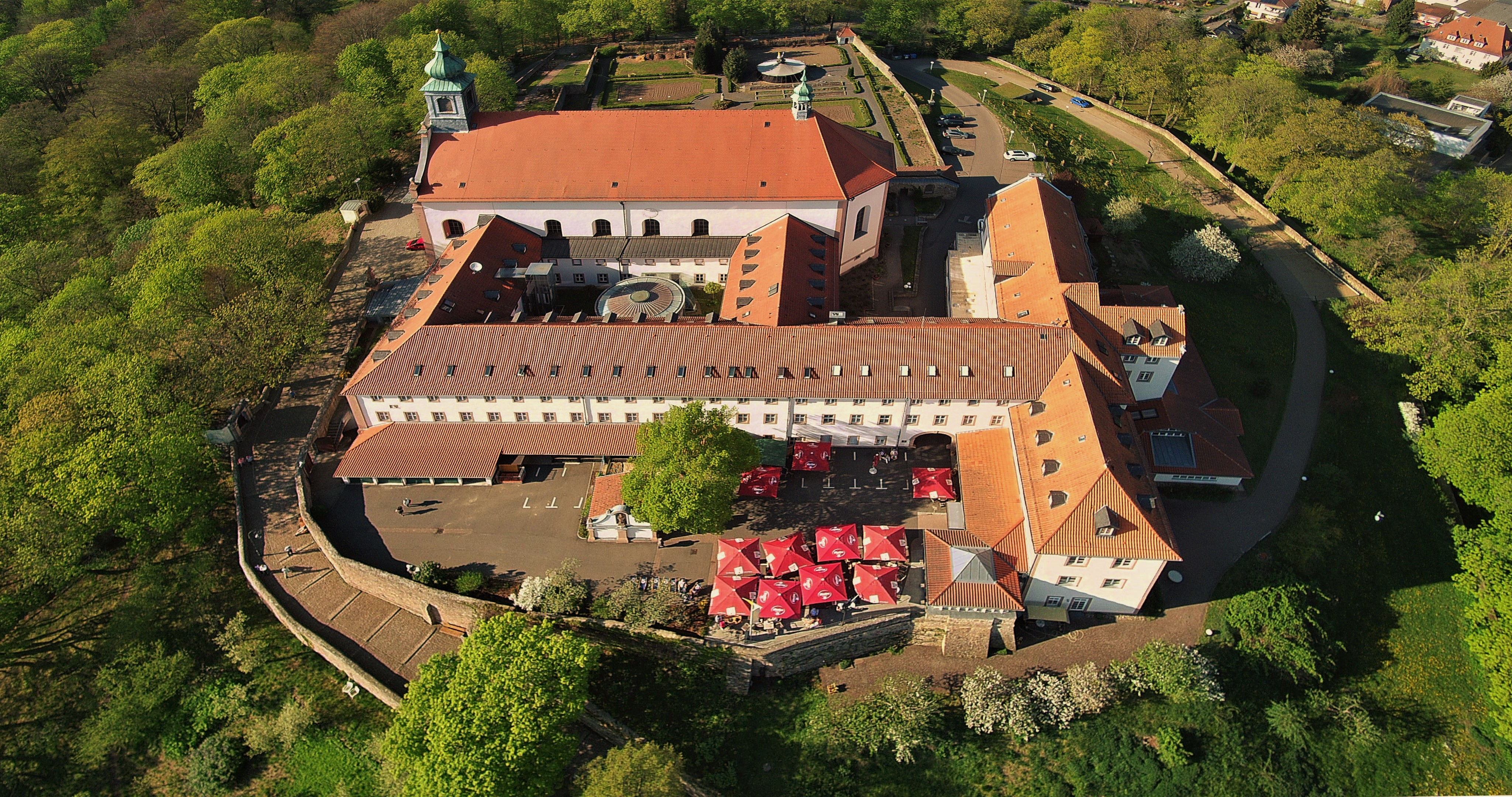
フラウエンベルク修道院

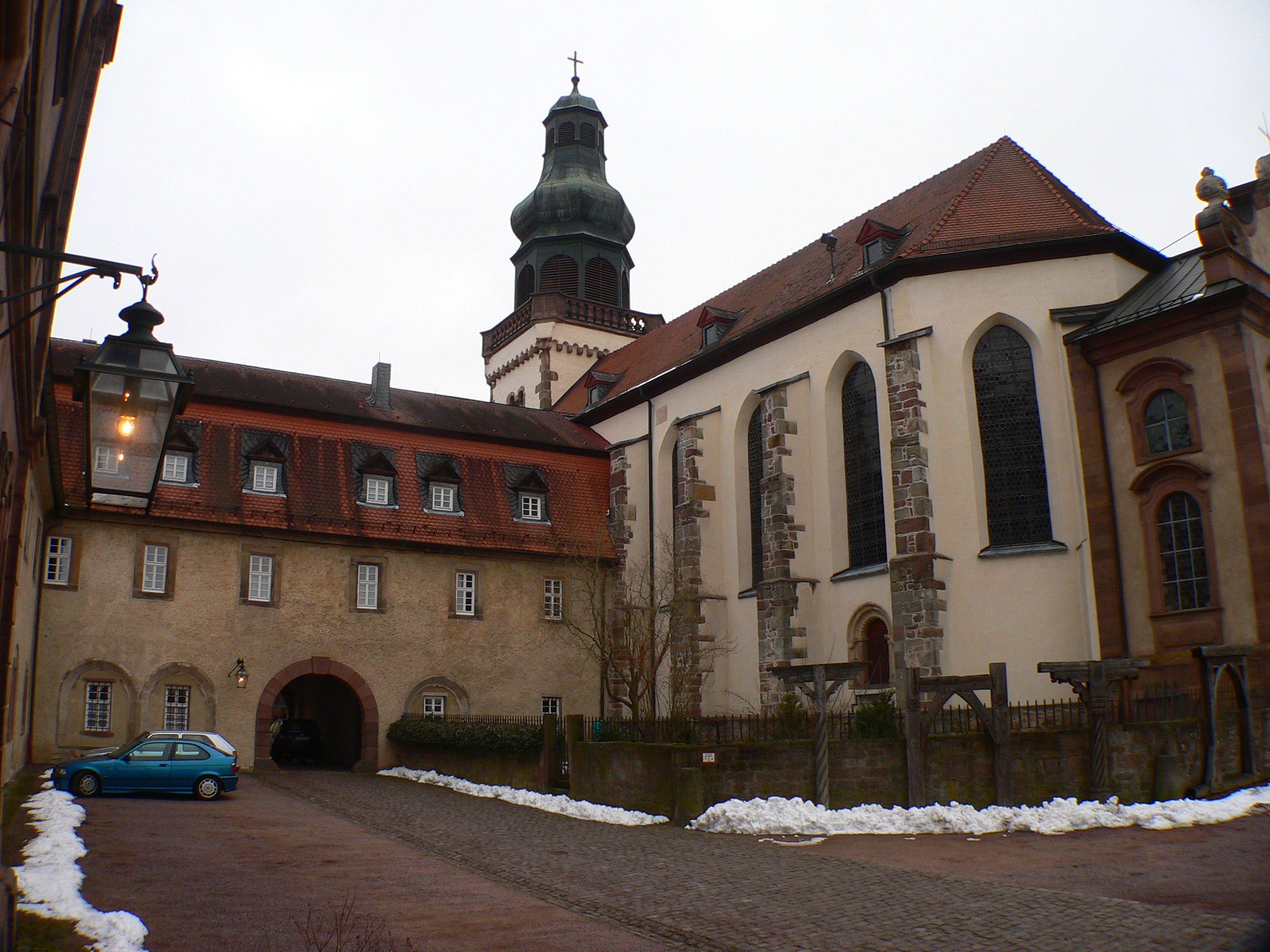
ヨハネスベルク修道院

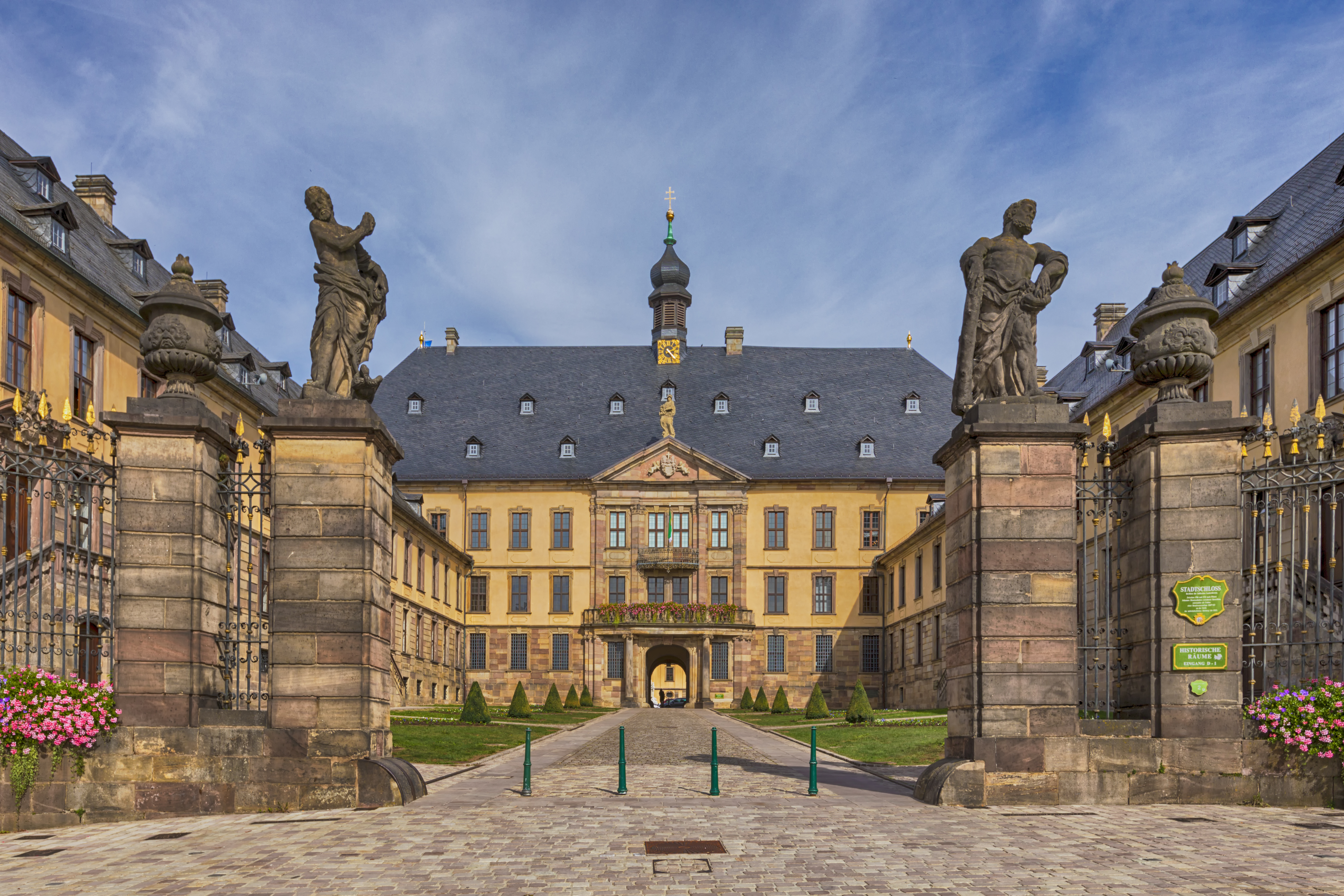
シュタットシュロス

- フルダには紀元後1000年以前からプレ＝ロマネスク様式のミヒャエルス教会がある。この教会はドイツで最も古い教会の1つである（818年 - 822年建造）。かつてのラトガー＝バシリカと同じようにこの教会はおそらく墓所教会としても利用されていた。ミヒャエルス教会の内部は、 フレスコの絵画で装飾されている。
- 聖アンドレアス教会: 新らたに修復されたオットー朝時代のクリプタは、保存状態の良い芸術作品で、アルプスの北側で最も古い壁絵の1つである。聖アンドレアス教会はかつての修道院教会で、1200年にまで遡ることができる。
- フルダ聖ザルヴァトール聖堂: フルダ聖堂（ドイツ語版、英語版）はこの街の象徴的建造物である。聖堂の内部には、ドイツ初の使徒である聖ボニファティウスの墓所がある。この聖堂の設計は、領主・修道院長アーダルベルト・フォン・シュライフラスの依頼に基づき、ドイツで最も重要なバロック建築家の1人であるヨハン・ディーツェンホーファー（ドイツ語版、英語版）によって1700年頃に作成された。先代の、かつてはアルプスの北側で最大のバシリカであったラトガー＝バシリカは、新しい聖堂建設のために取り壊された。1704年に、現在のバロック教会の建設が始まった。聖堂は1712年8月15日に完成した。フルダ聖堂はその内部システムをローマのサン・ピエトロ大聖堂に倣っている。
- 首席司祭館: フルダ聖堂のすぐ近くに位置する首席司祭館とその庭園には、現在石碑コレクションが設けられている。また、首席司祭館の一部は聖堂博物館となっている。
- フラウエンベルク修道院（1758年 - 1765年）: フラウエンベルクは、聖ボニファティウスのお気に入りの場所で会ったため、ビショフスベルク（直訳: 司教の山）の名を有している。以前から存在していたラトガー修道院長（802年から817年）の木造の礼拝堂は、石造りの教会に建て替えられた。フラウエンベルク修道院は1525年までフルダ修道院のプロボスト管区に属す修道院であった。フラウエンベルクには1623年3月31日から現在までフランシスコ会修道士が定住している。この修道院と教会は1757年にフュルステンバウを除いて焼失した。現在のバロック様式の修道院施設は1758年から1765年に建設されたものである。
- 聖ブラジウス市教区教会: 1771年に司教領主ハインリヒ・フォン・ビプラの下、古い教会が取り壊され、バロック教会の建設が始まった。設計はイエズス会神父アンドレアス・アンダーヨッホによって行われた。献堂は1785年8月17日になされた。
- 聖霊教会（フルダ）: 現在のバロック様式の聖霊教会は、13世紀の古いゴシック教会があった場所に、1729年から1733年に領主・修道院長アドルフ・フォン・ダールベルクによって建設された。
- ゼヴェリーク教会（フルダ）: この教会は1438年から1445年にゴシック様式で建設された。この建物は1620年から1623年まで、フルダに招かれたフランシスコ会によって最初の修道院教会に転用されていた。1626年からの短期間、ベネディクト会が教会として利用した。
- ベネディクト女子修道会聖マリア修道院: この修道院は1626年にフルダの領主・修道院長ヨハン・ベルンハルト・シェンク・ツー・シュヴァインスベルクによって、フルダ市の中心部に創設されたベネディクト会女子修道院である。1629年から1631年に建設された修道院教会は、後期ゴシック様式とルネサンス様式で造られている。現在もここにはベネディクト女子修道会の修道女たちが生活している。
- ホラスの聖ボニファティウス教会: 1885年にマールブルクのエリーザベト教会をモデルに建設された。チャールズ・クローデルによる1958年および1974年のステンドグラスの窓がある。
- ヨハネスベルク修道院: 811年に最初の記録が遺る。修道院長ラバヌス・マウルス（822年 - 842年）の下、教会が拡張され、ベネディクト会修道院が設立された。そのプロボストに属す修道院に改組された。1500年頃に後期ゴシック様式の新しい建物が建てられたが、1686年から1691年にバロック様式に改築された。

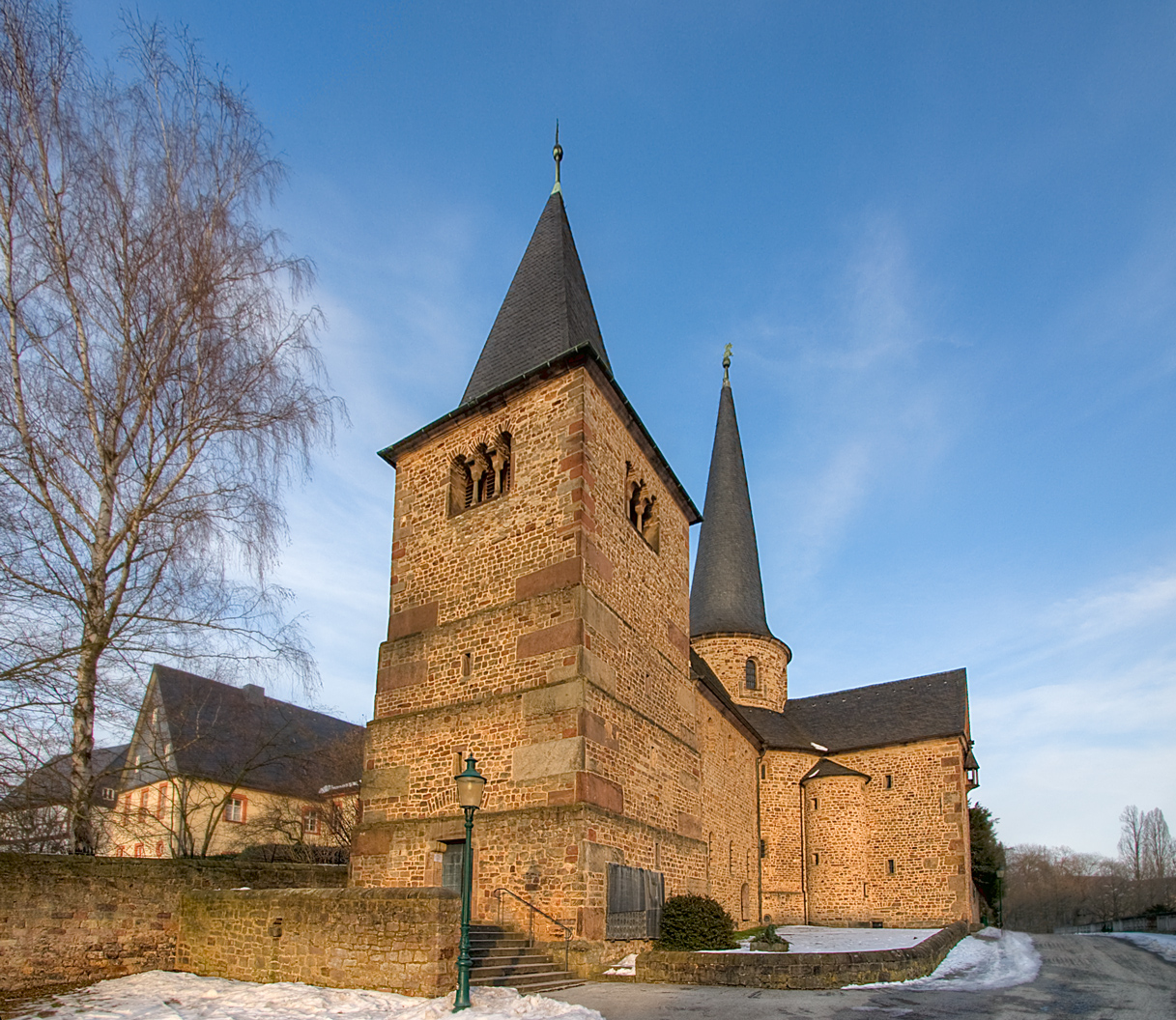
聖ミヒャエルス教会
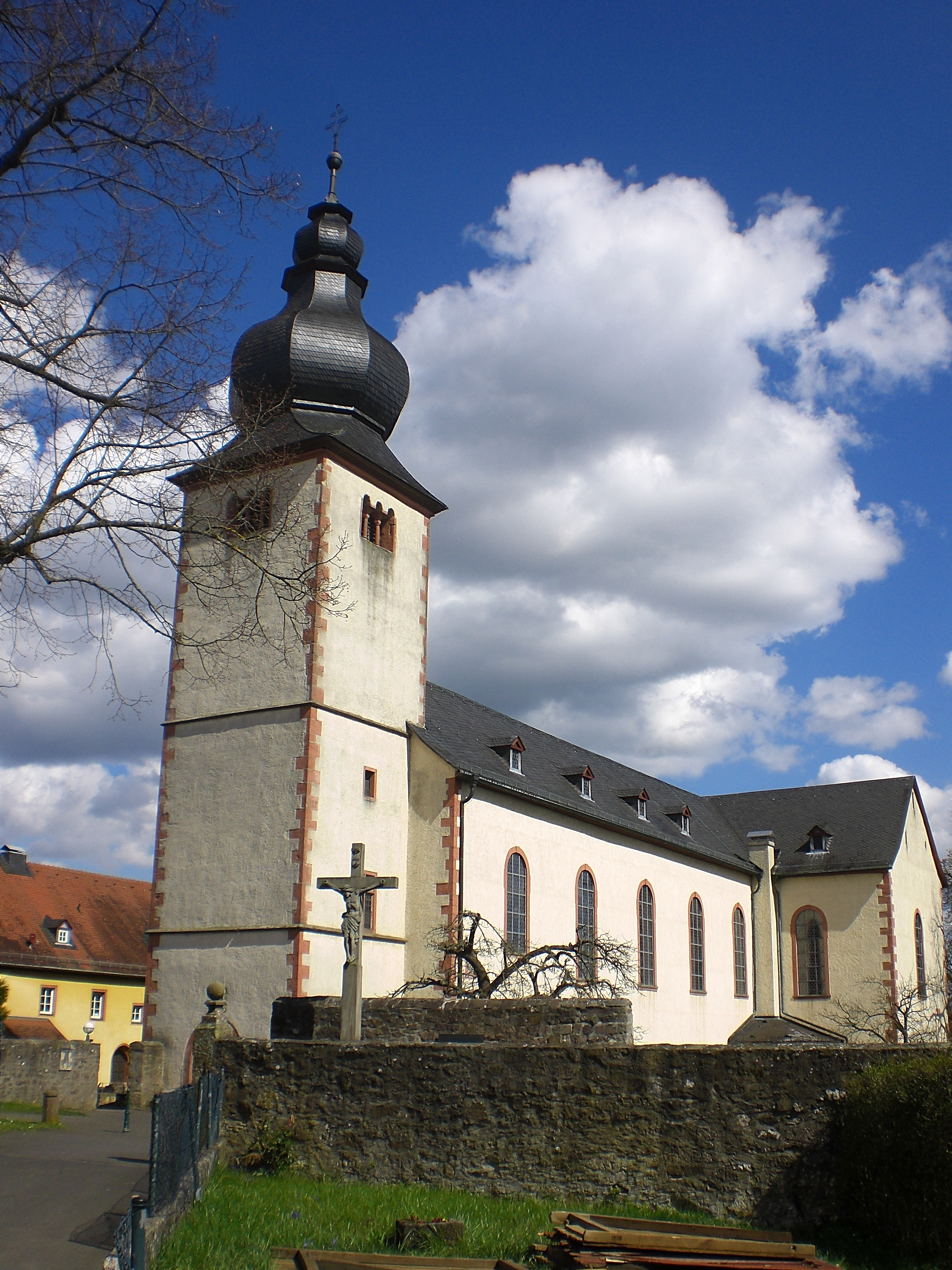
聖アンドレアス教会
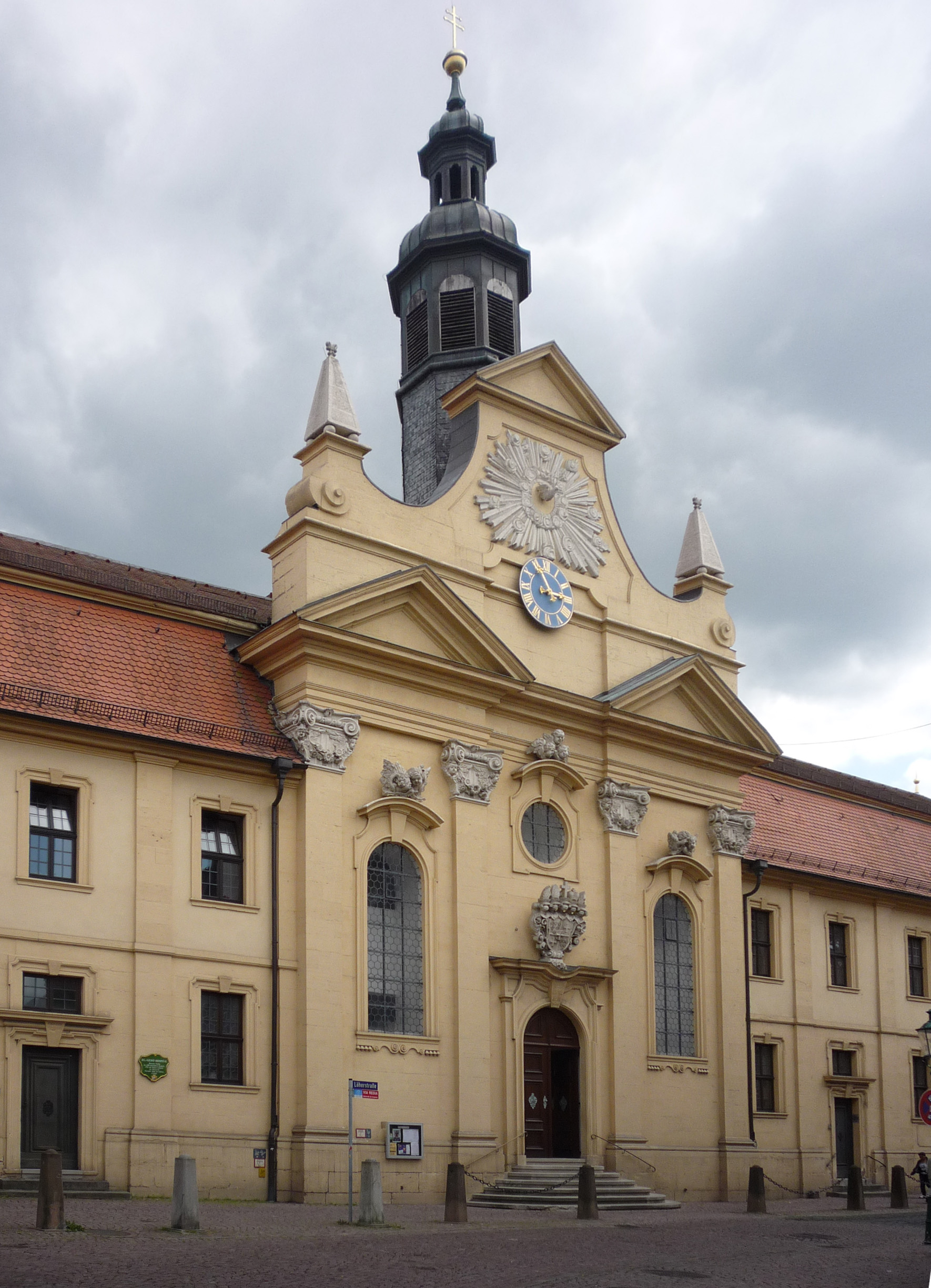
聖霊教会
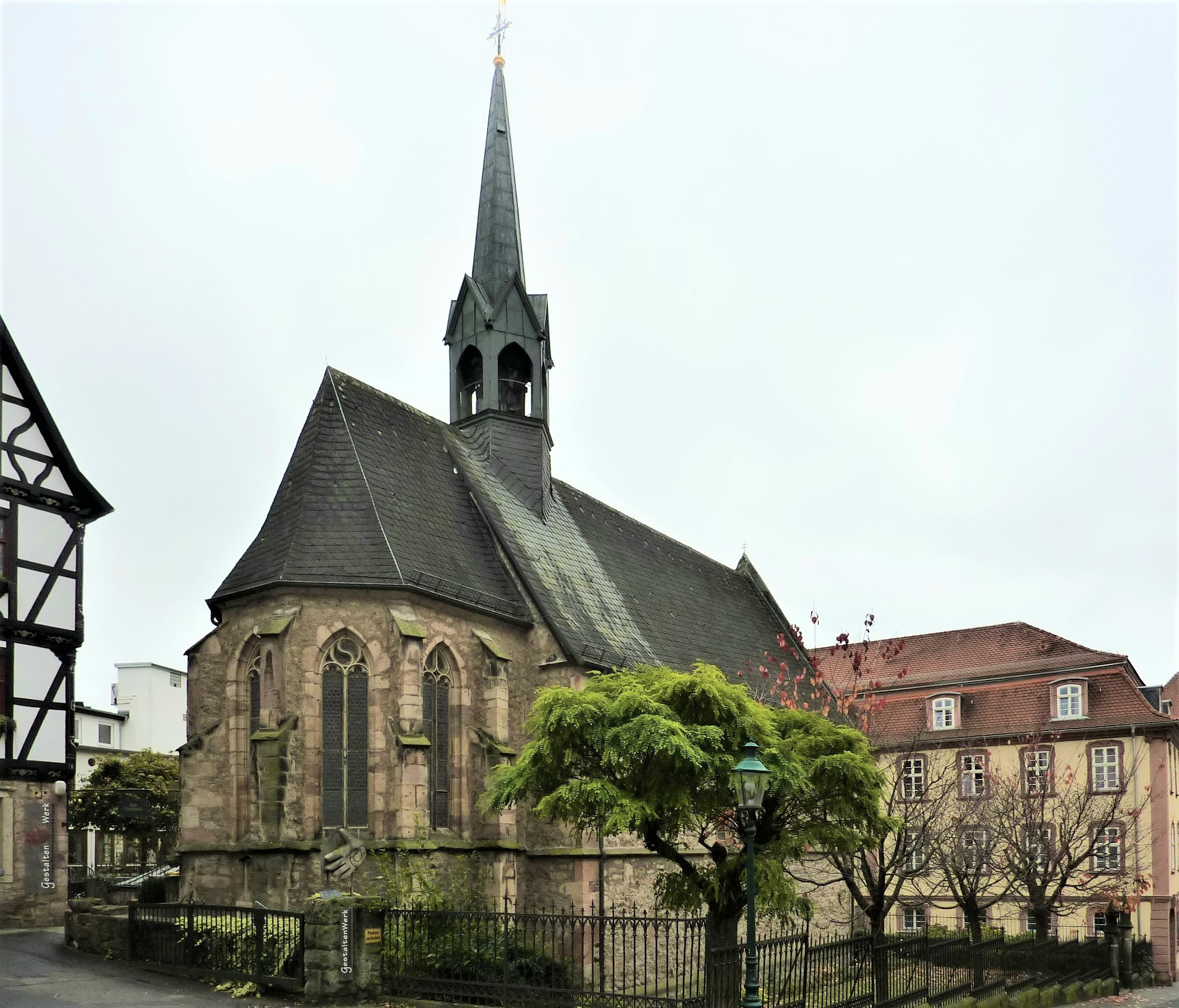
ゼヴェーリ教会
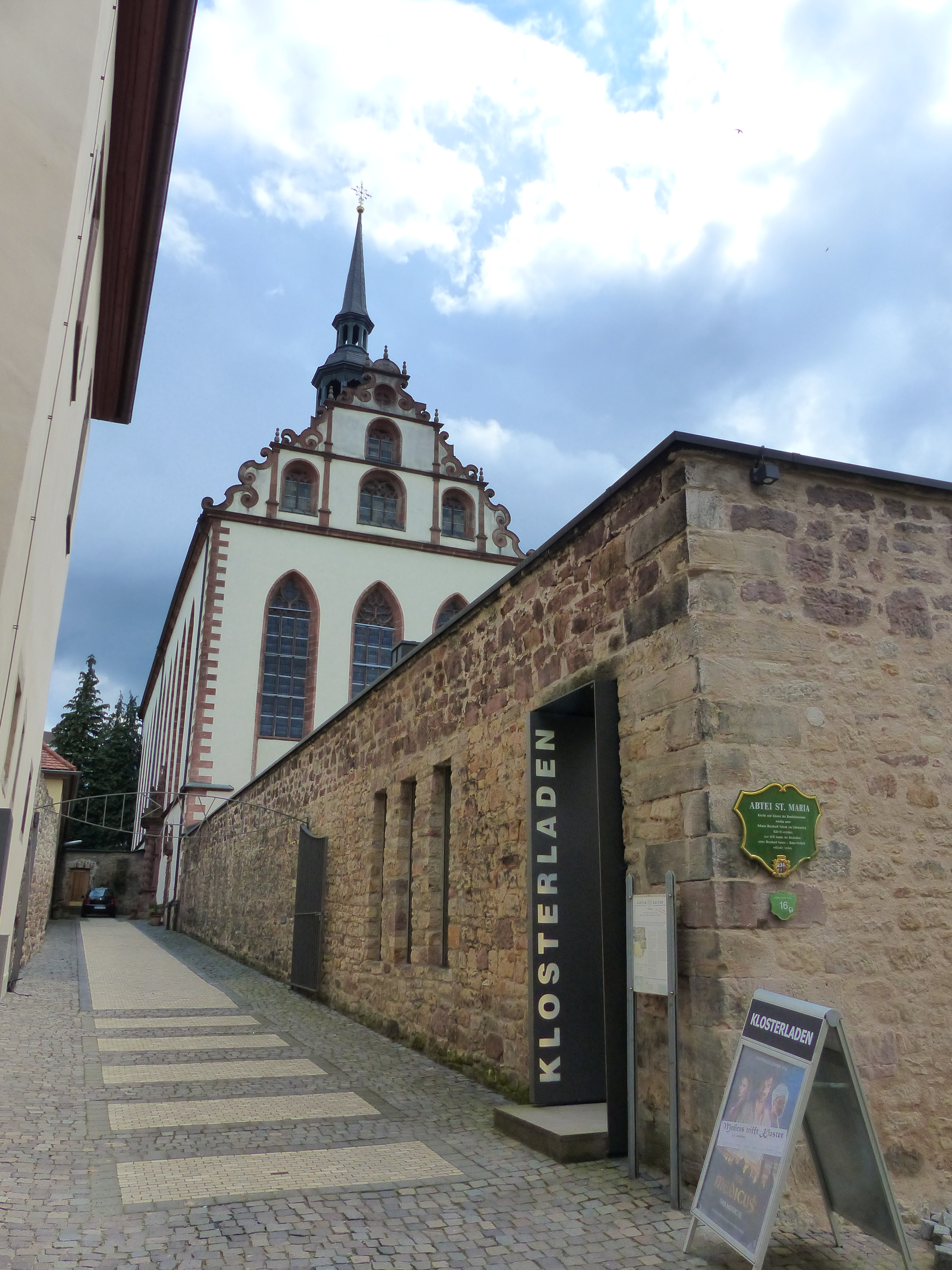
聖マリア女子修道院
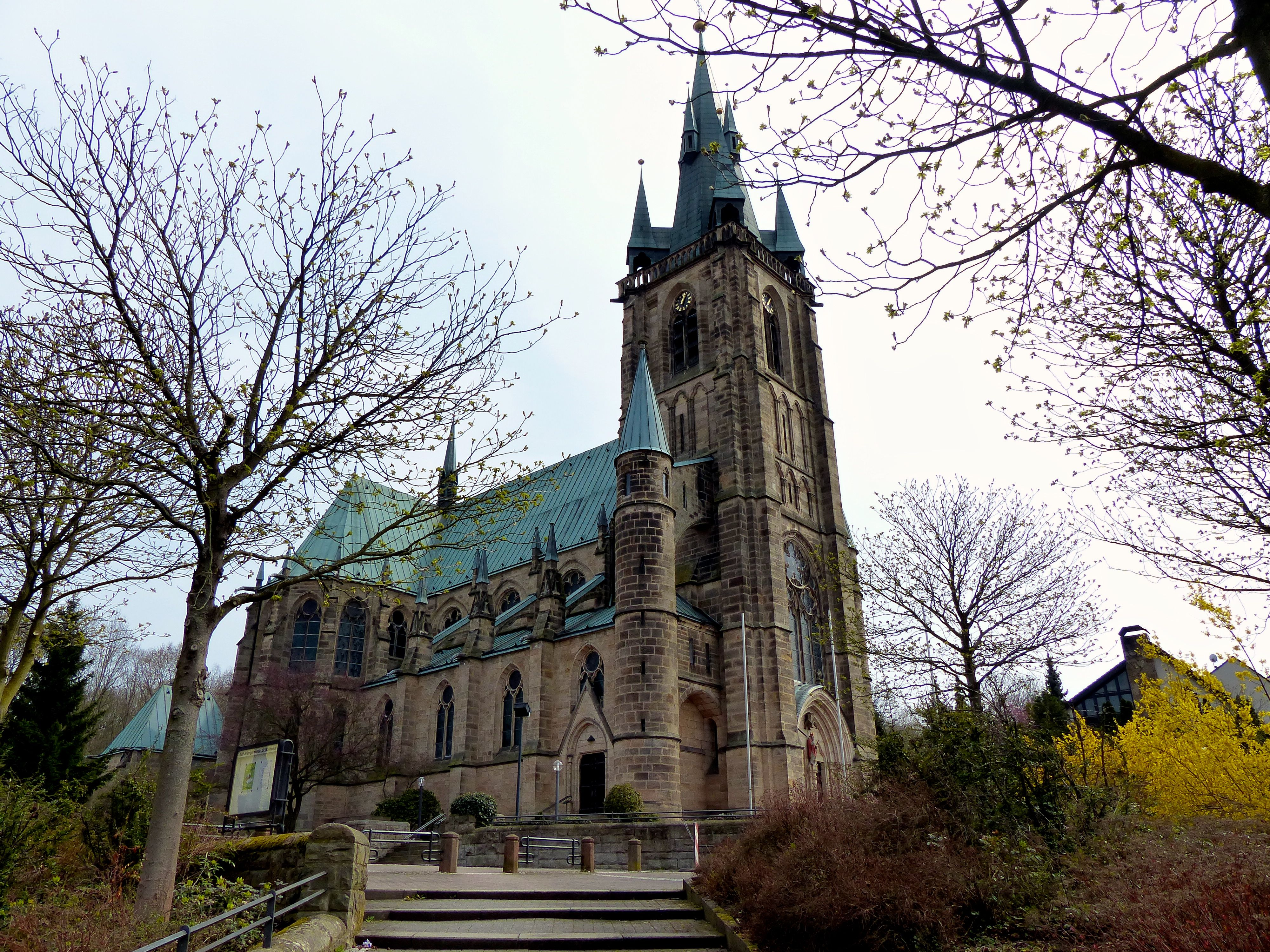
聖ボニファティウス教会

#### 城館
- シュタットシュロス（都市城館）: フルダの都市城館の初代建築は、14世紀初めに建設された修道院長の城砦であった。この城砦は17世紀初めに城館に改築され、同世紀の第4四半期にルネサンス様式の城館に改築され、拡張がなされた。この建物は、18世紀初めにヨハン・ディーツェンホーファーによってバロック様式に改築された。19世紀初めの選帝侯公子宮殿への改築の際、城館の一部は後期古典主義様式に改築された。
- ファサネリー城（「アドルフゼック」）: かつて司教領主の、その後はヘッセン選帝侯の夏の宮殿であったこの城館は、アイヒェンツェル町内に位置している。この城館は1730年から1757年に建設された。フルダの司教領主アマンド・フォン・ブーゼックが造り上げたこの広大なバロック建築は、その権力と派手好みを如実に反映している。建築家は、司教領主に仕えていたイタリア人宮廷建築家アンドレアス・ガラシーニである。城館内にはヨーロッパで比類のない、フルダ磁器を含む磁器コレクションがある。

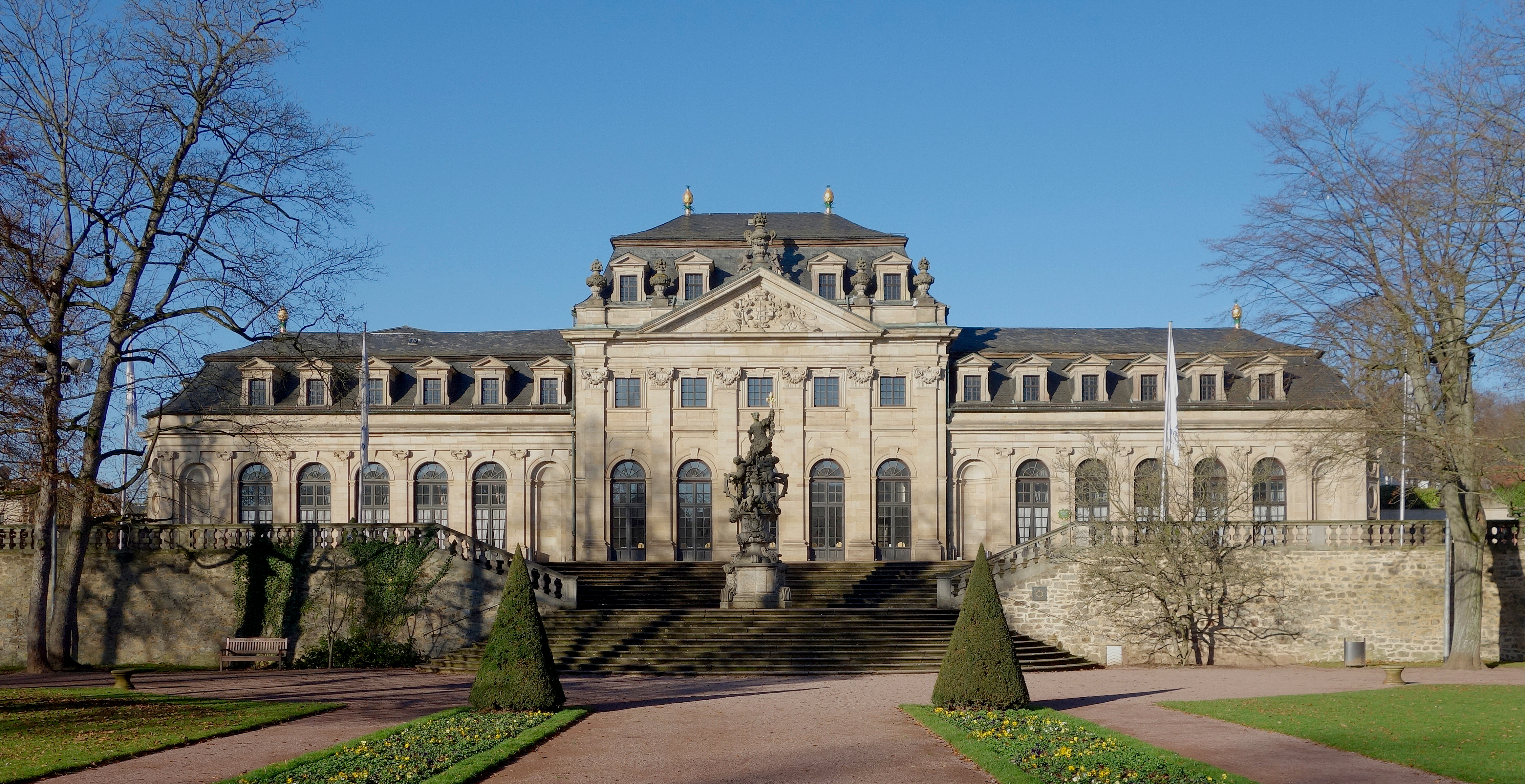
フルダのオランジュリー

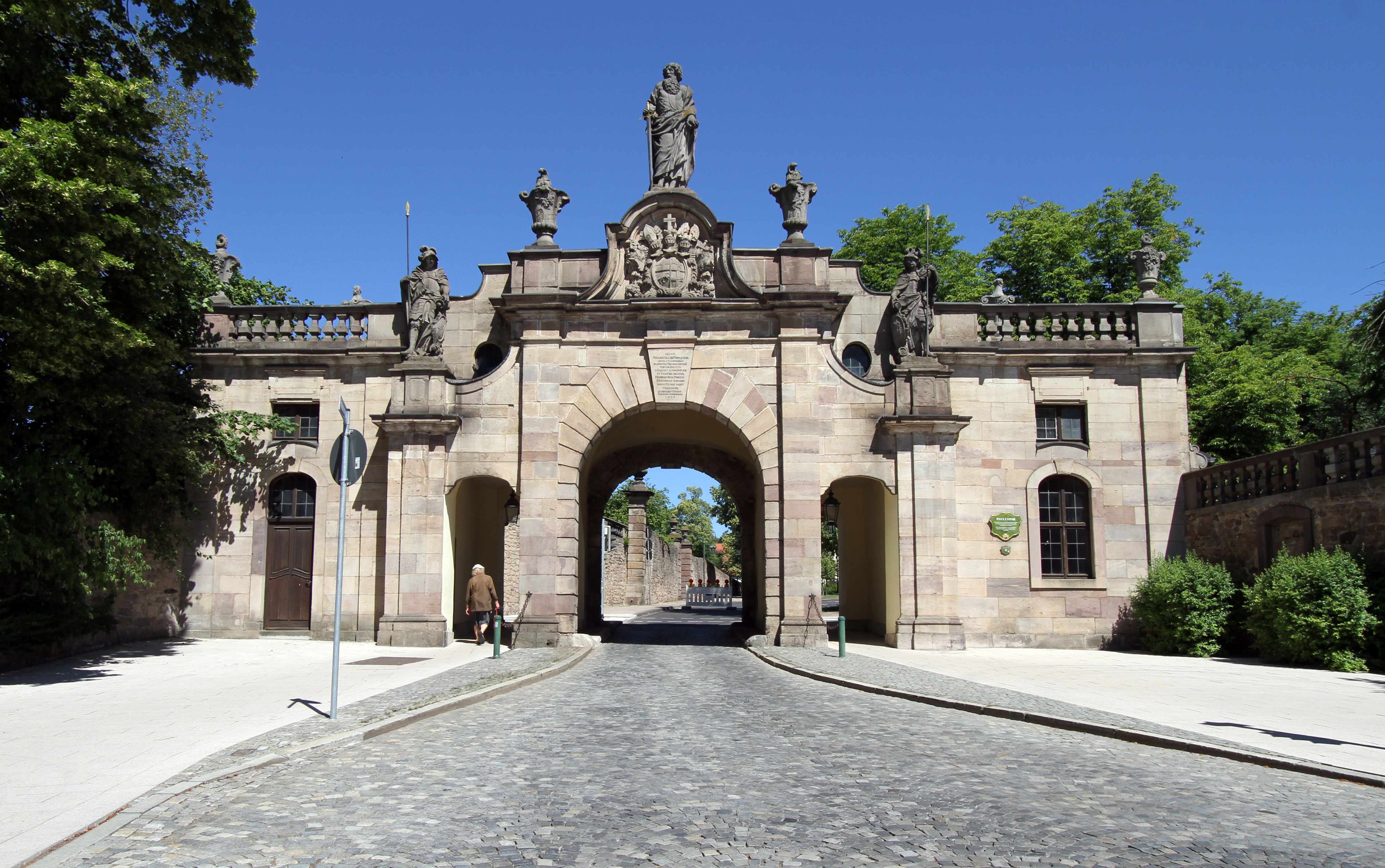
パウルス門

#### バロック時代の建物
- オランジュリーとフローラヴァーゼ: オランジュリーは1721年にマクシミリアン・フォン・ヴェルシュ（ドイツ語版、英語版）の設計に基づいて建設された[53]。領主・修道院長はこれをサマーフェストの会場として利用した。冬季にはここにオレンジやレモンなどの観賞用植物を保管した。これがオランジュリーという名称の由来である。
- フルダ大学: アドルフ大学フルダは1734年に領主・修道院長アドルフ・フォン・ダールベルクによって設立され、1805年まで存在していた。71年の間に在籍した学生は約4,100人で、4つの学部があった。すなわち、神学部、哲学部、医学部、法学部である。1731年から1734年に建設されたバロック様式の建物は、アンドレアス・ガラシーニが設計したものである。
- 旧市庁舎（1531年の外観に再建された）
- バロック街区の貴族の館
- パウルス門: 1710年から1711年の建造。使徒パウロのためのこの門が元々あった場所はシュタットシュロスと衛兵本部との間であった。設計は、1710年にヨハン・ディーンツェンホーファーが行った。現在の場所に移されたのは1711年で、これにより聖堂が市と統合されることになった。

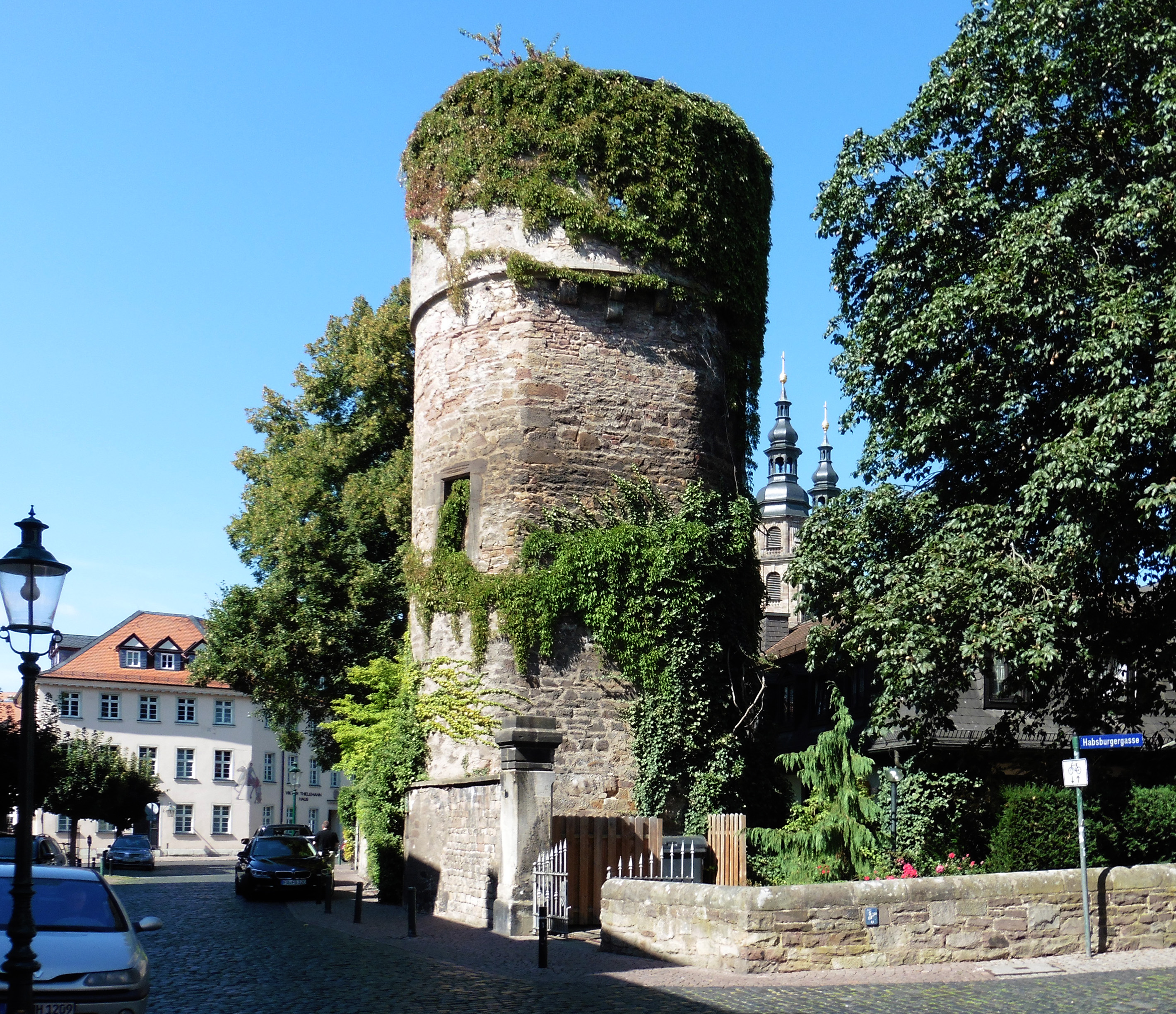
ヘクセン塔

#### その他の建造物
- ユダヤ教のミクワー
- シュヴァイツァーハウス様式の現存するファサード
- フルダの芸術家フランツ・エアハルト・ヴァルターによる路傍の像
- 中世の都市防衛施設の遺構であるヘクセン塔（魔女の塔）
- 蒸気機関車時代の遺構である2つの歴史的な水道塔

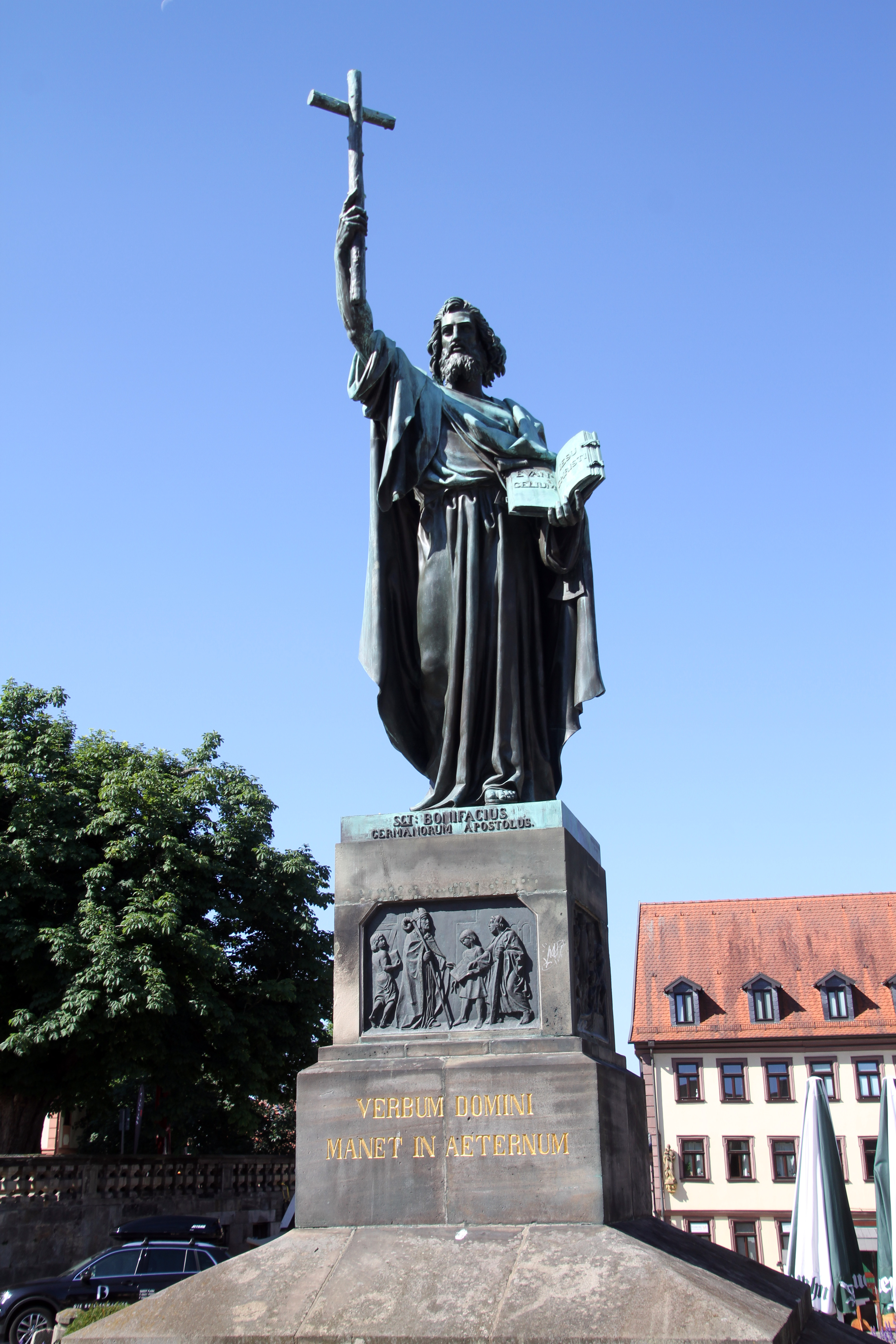
ボニファティウス記念碑

### 記念碑
- ボニファティウス記念碑 - 1842年から旧城館広場（現在のボニファティウス広場）に建つ聖ボニファティウスの立像。この像は1842年8月17日にヨハン・ヴェルナー・ヘンシェルによって除幕された。
- キュンツェラー通りの旧中央市立墓地に建つ、1870年から1871年（普仏戦争）の戦没者追悼碑は1879年6月22日に除幕された。かつてはフンデスハーゲンアンラーゲにあった。
- フンデスハーゲンアンラーゲの、第47歩兵連隊の1914年から1918年（第一次世界大戦）の戦没者追悼碑
- シュタットシュロス前の記念板
- 市教区教会前のオベリスク
- 1600年から1604年にフルダ司教区内の魔女裁判で火刑になった270人の犠牲者の追悼碑

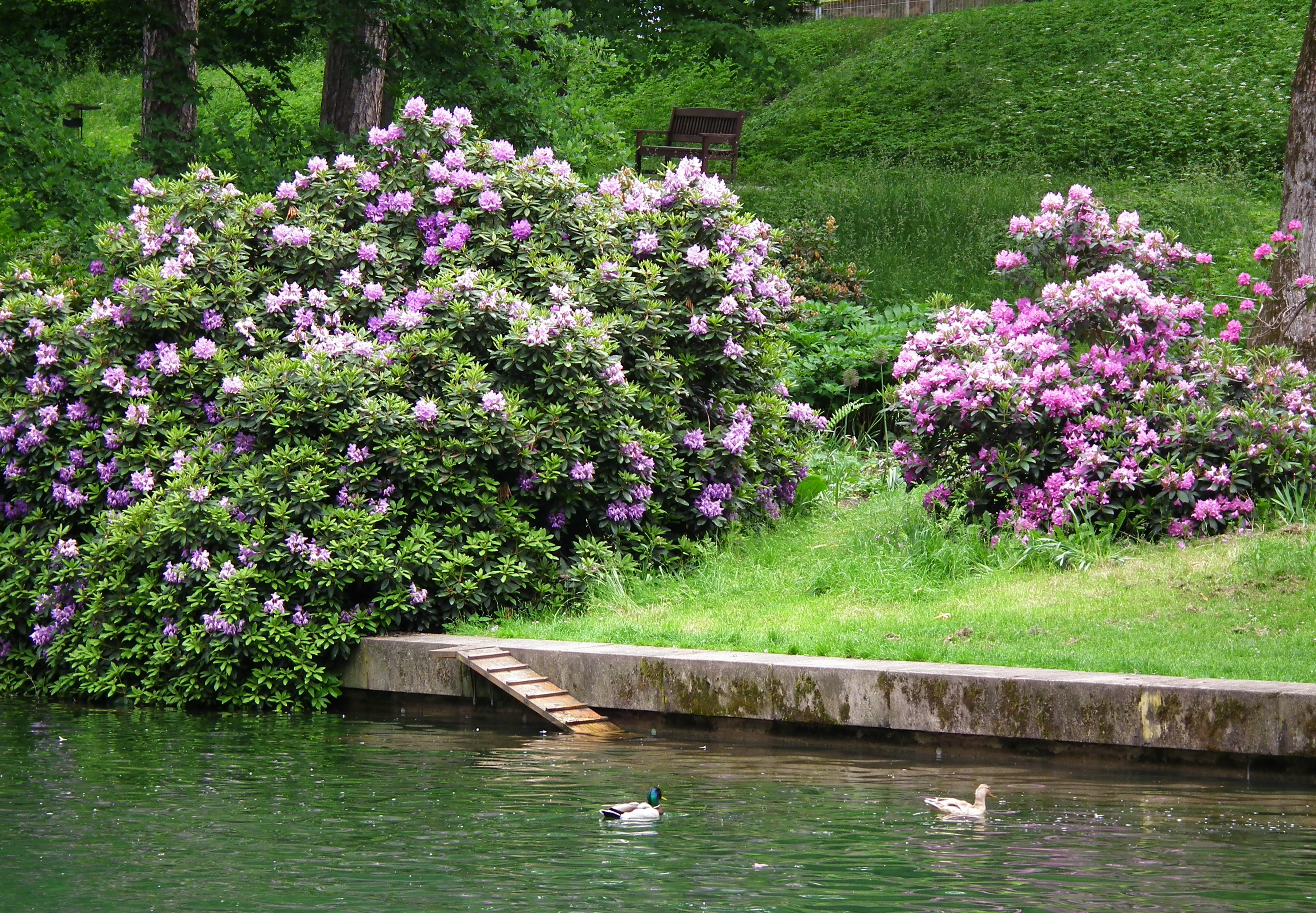
フルダ城館庭園

- 旧ユダヤ人墓地（現在のイェルサレム広場）
- ホラザー・ヴェーク 71番地の工場跡

### 公園と近郊保養地
- フラウエンベルク
- フェルディナント＝ブラウン公園
- 州庭園博会場があったフルダ川河川敷（1994年の第1回ヘッセン州庭園博）
- 散策路や展望塔があるラウシェンベルク
- 土着動物園
- フルダ都市城館に付属した城館庭園（1994年の州庭園博の会場の一部となった）
- アイヒェンツェル近郊のファサネリー城の庭園
- フルダ周辺の遊歩道と自転車道
- フンデスハーゲン公園

### 年中行事
- フルダは、ヘッセン最大の謝肉祭開催地である。15世紀にまで遡る「フォアゼット」は、フルダー・カルネヴァルスゲゼルシャフトを頂点とする、合計13のカーニバルクラブで構成されている。中核市区を「仕切る」クラブは「ラントシュターテン」と呼ばれる。バラの月曜日（ドイツ語版、英語版）には、このクラブや数多くの地域カーニバルクラブによる伝統に則ったヘッセン最大のパレードがフルダ内市街を練り歩く。
- 夏季（おおむね4月 - 10月）には、2週間ごとにナイト・スケーティング・エクスペリエンスが開催される。これは、警察の保護の下、公道をインラインスケートで走行するイベントである。このプロジェクトは、フルダ市および東ヘッセン警察の支援を受けている[54]。
- 2007年から毎年5月末/6月初めにフルダ内市街約 6 km のコースで、ランおよびノルディックウォーキングを行う「GWV-チャレンジ＝レース」が開催される。2013年には7,000人以上が参加したこのイベントは、この地域最大級のレジャースポーツイベントの1つである。
- 年に1度、夏に、おおむね10日間の射撃・市民祭が開催され、約12,000人の訪問客を惹きつける。会場は、マクデブルガー通り（州道 L3419号線）とフルダ川支流のヴァイデス川との間に位置するオクゼンヴィーゼである[55]。ここは普段は大きな駐車場として利用されている。
- 毎年9月初めに「フルダ・マラソン」が開催される[56]。
- フルダのクリスマスマーケットは、歴史的旧市街で11月末から12月23日まで開催される[57]。
- 1972年から2010年まで州外にも知られた秋の地域イベント「オストヘッセンシャウ」が開催されていた。2年ごとに開催されるこのイベントは2010年に最後となった第19回が開催された。会場は、2004年以降はオクゼンヴィーゼではなく、市の西部にあるイベント会場メッセ＝ガレリーが使われていた。

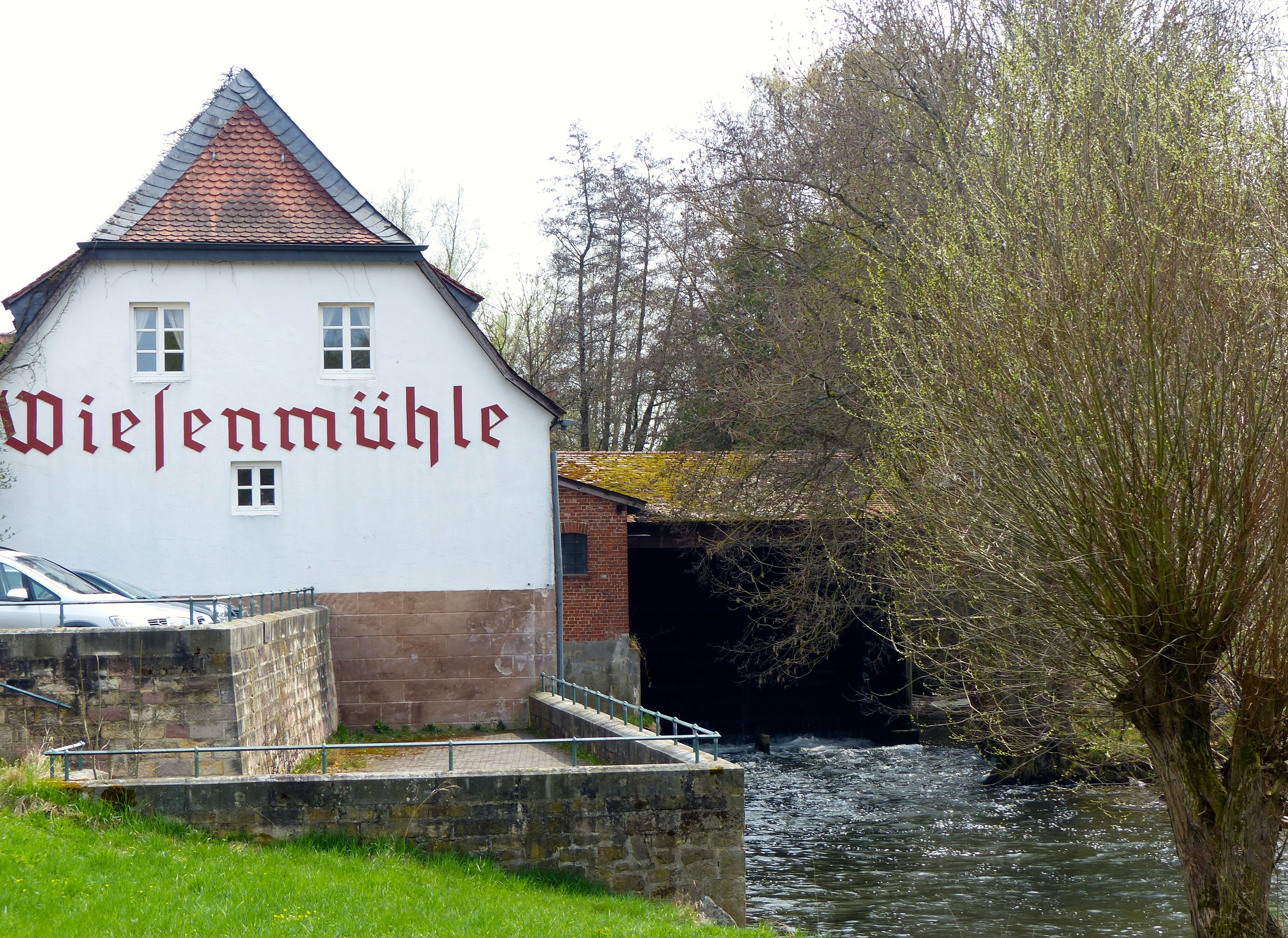
ヴィーセンミューレ・フルダ

### 名物料理・食材
- 食事: 有名なフルダ料理がツヴィッベルシュプローツ（ツヴィーベルクーヒェン（ドイツ語版、英語版））である。これは、古くからのフルダの家庭で伝統的に金曜日に作られ、最寄りのパン屋（パン焼き窯）で焼いてもらっていたものである。今でもこのフルダの名物料理は、地元に古くからあるパン屋で買うことができる。これにはしばしばジャガイモのスープが合わせて供される。こうした料理はフルダのカトリックの伝統に根ざしたものである。金曜日に肉のない食事を摂るのは、イエスの死を悼むためである。フルダは、パンの種類が豊富なことでも知られている。人気があるのは、たとえば、薪窯で焼かれた表面の堅い田舎風のライ麦を混ぜたパンで、「バウエルンブロート」（直訳: 農民のパン）という名前でパン屋で売られている。フルダ周辺、特にレーン山地地方では現在でも自家屠畜（特に豚や牛）が広く行われている。有名な料理には、フルダー・シュヴァルテンマーゲンやフルールゲンダー（ソーセージの一種）がある。
- ビール: フルダには、大きなブルワリーとして、ライプツィガー通りのホーホシュティフトリッヒェス・ブラウハウス・フルダがある。創業1848年のこのブルワリーの最も有名な製品が軽い風味の「ホーホシュティフト・ピルス」である[58]。この他に、ブラウハウス・ヴィーゼンミューレというこれよりも小さなブルワリーもある。このブルワリーは自然混濁ビールの製造に特化しており、直径 6.92 m、幅 6.50 m、重さ 55 t のヨーロッパ最大の水車を有している[59]。
- ワイン: フルダには、文献や出土品により裏付けられる古くからのワイン造りの伝統がある。744年の修道院創設後、当初はキリスト教儀式で必要なことが、ワイン造りの原動力となったのであろう。12世紀の報告書には、フルダの日当たりの良い石灰岩の土地に様々なブドウ畑があったことが記録されている。これには、フラウエンベルク修道院のブドウ畑も含まれている。

## 経済と社会資本

### 産業史概要

#### 1802年以前
フルダは、神聖ローマ帝国時代には、司教領の小さく見渡すことができるほどの領邦の中心的機能を担っていた。当時の経済活動は、硬直したツンフト組織に強く依存していた。フルダは、司教領主の土地の行政を行うことで周辺の田園地域の上級中心をなしていた。この街には、たとえばレーアー通りの皮なめしや、梳毛紡ぎ、綿布織り、ダマスク織および粗麻布工場（フルダー・ラインヴァント）、プラッシュ工場、フェルト工場、ロウソク工場、羊毛製品工場、硝石工場、管楽器工場など、職人が多く集まっていた。
フランクフルト - ライプツィヒの古い交易路沿いの立地が重要な経済因子であった。

#### 1850年以前
ナポレオン戦争と、それと並行して行われた世俗化により、1802年から新しい時代が始まった。始まった民主化と自由主義化は、宮廷機能や様々な政治的付随機能の喪失によって印象付けられた。州都の地位を得て、高位の役人を迎えたことでは、19世紀前半の宮廷の喪失に伴う経済的問題を解消するに至らなかった。この街の経済は、地方の需要だけでは、商品やサービスの供給過剰に陥った。この街の人口は、1802年に約 7,000人、その50年後には 8,900人にまで増加したが、これに対して1847年時点で靴職人が 130人、鍛冶屋が 53人もいたのであった。

#### 1850年から第一次世界大戦まで
| 職業                 | 人数 |
| -------------------- | ---- |
| 靴職人               | 92   |
| 肉屋                 | 43   |
| 仕立屋               | 35   |
| リンネル織り         | 34   |
| 家具職人             | 27   |
| パン職人             | 25   |
| 鍵職人               | 19   |
| スパイス販売         | 91   |
| 織物販売             | 20   |
| 鉄製品販売           | 3    |
| 装身具販売           | 4    |
| 食品販売             | 25   |
| その他の商人         | 56   |
| 運送業者             | 38   |
| 楽士                 | 40   |
| 宿屋                 | 8    |
| 上流階級のための宿屋 | 5    |
| レストラン           | 2    |
| 飲み屋               | 86   |

地元のマーケットの空間的制限により、手工業的小規模産業から工業生産への移行は緩慢であった。最初の信頼できる産業統計である1852年の統計は、フルダで約600人のマイスター職人とほぼ同数の遍歴職人、合わせて234人の商人と51人のその他の就労者を示している。合計214人（その半数が女性）が独立した手仕事に従事していた。縫い子、木こり、その他の日雇い労働者などがそれにあたる。奉公人のカテゴリには、636人のクネヒト、女中、家事手伝いがおり、このうち 527人が女性であった。
この統計結果では、手工業者のうち14件が「Fabrik」（工場）と記載されている。その中で1822年に設立されたヨハン・ハインリヒ・シュミットのリネン織り工場が最大の雇用主で、284台の織機で456人が働いており、このうち60人が14歳以下であった。もう一つの大口雇用主が精霊病院の「貧困者救済授産所」であった。ここでは針仕事や機織がなされており、350人が働いていた。従業員数135人が1社、50人が1社あった。他の8社は、従業員数20人以下であった。全部で900人の工業労働者のうち、800人が繊維産業に従事していた。
1866年に鉄道フランクフルト - ベーブラ線に接続し、工業都市のフランクフルトとカッセルとが結ばれたことによりフルダの一面的な経済構造に変化が生じた。この鉄道は、元々フルダを経由する計画はなく、市議会がヘッセン選帝侯に市とその住民の貧困拡大を阻止することの必要性を強く訴えかけたことで実現した。その後速やかに経済興隆が起こった。この街は、市壁で制限された中世の領域を超えて拡大していった。工業用地を含む最初の街の拡大は、ウニヴァージテーツ広場と駅舎との間、兵舎周辺地域（現在の単科大学の敷地）で起こった。
当初の起業者は、手工業を拡大した地元の人間であった。初期には主に繊維産業に携わった。ヴァーレンティーン・メーラーは、後のメーラー AG を設立し、その製品は輸出もされた。現在のフリッツファブリークは、1888年にプラッシュ織り工場として設立された。この他におよそ1ダースほどの繊維業者が設立され、なかには3桁の従業員数を擁する会社もあった。これに対して、1852年には最大の雇用主であったヨハン・ハインリヒ・シュミットは、機械織りへの転換を行わず、会社は1885年に売却された。
他の分野で工業生産規模の会社はわずかであった。特筆すべきは、1867年に設立された琺瑯製品製造業者ベリンガー社で、20世紀前半にはフルダ最大の雇用主であった。1863年には錫職人の一家から、現在も存続している金属製品工場ヴァイセンゼーが設立された。この他のフルダにおける製造業の主力が蝋製品であった。アイカ、ギース・ケルツェン、ベルタ、リュプザム（1886年創業、1900年時点60人の従業員を擁していた）がその業者であった。ヨハン・フェルディナント・ミュラーは宮廷錠前師の息子であり、1864年にフルダで最初の機械工場および鋳鉄所を設立したが、1886年に閉鎖された。地元の鍛冶屋によって創設された機械工場がパウル・カイルであった。
19世紀後期に中核部以外の地区でも起業が始まった。その創設者は、以前からの地元住民ではなく、他所から転入した企業もあった。フルダ商人の家庭出身のマックス・シュテルンとエマヌエル・シュテルン兄弟は1892年に塗料工場を設立した。この会社はローディウスを経てテクノス＝グループ傘下となった。1874年以降、アルンシュタット、ザルツハウゼン、フランクフルトで設立した会社がこの街に移転した。20世紀への変わり目直前には、機械製造業者、タバコ製造業者、現存するベアリング工場の前身となる建物も設立された。
世紀の変わり目頃、会社設立は高度な専門知識を踏まえ経営学上の考慮を必要とする新たなフェーズに入った。その一例がフルダ・ライフェン（ゴム工場）である。ゲルンハウゼン出身の技術者グスタフ・ベッカーとレムシャイト出身の投資家モーリッツ・ハーゼンクレーファーは、新しい会社の設立地にフルダを選んだ。それは、鉄道への接続の良さと、この地方の賃金が慣例的に安いことが理由であった。このゴム工場の従業員数は、1901年の15人から、第一次世界大戦前には300人を超えるまでに増加した。木工機械に特化した機械製造業者クライン & シュティーフェル社もこの時代に、既に存在していた5つの機械製造業者に加えて設立された。
フルダの発展は、自動車修理工場（1866年）、ガス工場（1863年）、発電所（1912年）によっても促進された。公的な上水道は1892年から建設され、1903年から下水道が設けられた。1904年に最初の産業博覧会が開催された。
第一次世界大戦前の発展を要約する。
- 人口は、1852年の 8,900人から 23,226人にまで増加した。
- 1913年の住所録には、57社の工場が記されている。
- 1914年には、12社の紡績工場に 1,450人が働いていた。
- ベリンガー琺瑯工場だけで 1,200人が働いていた。
- 5社の機械工場で 400人が働いていた。
- 5社の蝋製品工場の従業員は少数であった。

工場労働者は、合計約 4,000人であった。紡績業者は急速に重要性を失っていった。1880年には300社あったが、1914年にはわずか12社となっていた。

#### 1914年から1945年
第一次世界大戦中に枠組みが根底から変化した。フィルツ社など数社は一時的に閉鎖を余儀なくされ、多くの大企業（たとえば、ベリンガー、メーラー、ゴム工場）は榴弾、制服などの「軍需製品」を製造しなければならなかった。これによりフルダの被雇用者数は増加した。1920年代初めの短い隆盛の後、1923年のハイパーインフレーションと世界恐慌の結果、1920年代末にはフルダの工業も持続的なマイナス成長に転じた。1927年から1932年までの間に労働者数は 9,355人から 6,960人にまで 26 % も減少した。生活保護助成金の受給者数は、1929年1月1日の 513人から1930年1月1日には 855人、1932年12月31日には人口の 6 % にあたる 1,694人にまで増加した。
しかし、状況は他の都市や工業地域よりも安定していた。いくつかの中小企業や2つの紡績業者は営業を停止しなければならなかったものの、大きな工場は経済的な困難にもかかわらず、倒産していなかった。
ナチ党の権力掌握後、強力なカトリックの組織構造とフルダにおける中央党の勢力によって他の町よりもゆっくりとではあったが、変化が訪れ、特にユダヤ人実業家に対する抑圧がなされるようになった。最も有名な例が、メーラー社の大株主で会社代表であり、1938年にドイツからの逃亡中に死亡したアルトゥール・カイザーであった。彼は1933年に、帽子用生地工場主のサリー・クレーベおよびシュヴァープス靴販売のエミール・カーンとともにフルダ商工会における地位を放棄しなければならなかった。1933年にユダヤ出身の所有者が運営する会議所に属す200社のほぼすべてが、第二次世界大戦勃発までにアーリア化された。
レーンプランによって引き起こされた、1930年代の著しい失業率低下を伴う輝かしい隆盛については、この措置が第一に戦争の準備に役立ったという事実を隠蔽すべきでない。
第二次世界大戦では、多くの企業が再び戦時経済に転換しなければならなかった。多くの労働者が兵役を義務づけられたため、全般的な原料と労働力の不足が蔓延した。これを調整するために、主にロシアやポーランドからの強制労働者が工業、手工業、公的機関や農業での労働に充てられた。
第二次世界大戦でフルダは、長らく空爆をほとんど受けなかった。その工業製品は軍事上重要ではないと判断されたためであった。1944年7月20日から1945年3月25日までの間に大規模な攻撃が4回と多くの小規模な攻撃が行われ、フルダ・ライフェン、ベリンガー、ベルタ、鉄道修理工場、機械工場のリュプサムおよびヴァイセンゼーが大きな損傷を負った。悲劇的であったのはメーラー社への攻撃で、従業員のための避難所として拡張されたクレッツバッハトンネルの入り口に爆撃が命中した。フルダでの空爆死亡者 1,600人中 700人が、この攻撃で亡くなった。このうち 350人が強制労働者であった。

#### 終戦、再統一まで
1945年4月1日にアメリカ軍がフルダに入城し、国家社会主義から解放された後、まずインフラを使える状態にしなければならなかった。20万 m3 の瓦礫除去の他、ガスと電気の供給回復が優先された。難民を受け容れるために、1950年代まで住居や学校の建設が行われた。
1946年のフルダの営業登記簿には、工業企業が70社、合計 331人の従業員が登記されている。1947年には登記されている会社 1,442社に 16,000人が働いていた。このうち、324社は従業員は企業所有者のみ、その他 780社が従業員数5人以下であった。50人以上を雇用する大企業33社のうち、約1,200人を擁するメーラー社が最も大きな会社であった。ベリンガー社は 480人、戦争で完全に破壊されたゴム工場はすぐに再建され 650人を雇用していた。
その後数十年間は、国境地域に位置するフルダの立地によって特徴付けられた。交通の便は悪化した一方で、国境振興政策によって企業は新たに定着していった。ソヴィエト管理地域から追放された企業家の中にはフルダで後継企業を設立した者もいた。たとえば、ヨフハイム、ヴァーグナー & Co 自動車部品、リフォーム機械工場、ラーベンザイフナーなどである。1948年にはマクデブルク火災保険会社が本社をフルダに移転した。
戦後ドイツの急激な経済発展は、フルダにもいくつかの起業をもたらした。デュラ・トゥフティング GmbH 1955（1967年の従業員数 861人）や1970年から2つめのこの町の工場で生産を開始したアドルフ・ヤス製紙工場などである。フルダでも小型車フルダモビールが開発され、一部生産が行われた。経済成長期の労働市場に対する影響で、事実上完全雇用が実現した。1968年、この街には、フルダ郡を含め、928人の欠員登録と427人の失業者がいた。
1973年のオイルショックとそれに伴う経済危機は、フルダの伝統豊かな多くの企業、特に紡績部門を生産停止に追い込んだ。1970年代から1980年代になっても、新たな生産方法への転換や新たな製品への変更が行われたが、それまでにないほど絶えず加速する適応圧力についてゆけなくなった多くの、そのほとんどが自己資本力が脆弱な中小企業は閉鎖した。

#### 再統一後
ドイツ再統一後フルダは再び、交通の便が良いドイツの中央に位置することとなった。これは、新たな市場というチャンスと、比較的近い東欧諸国のライバルという大きなリスクをもたらした。加工業の構造変化は、1971年から2003年までに企業数は166社から171社と増加したにもかかわらず、被雇用者数は21,700人から19,044人に減少した。同じ時期に紡績業に従事する労働者は、9,000人以上から1,900人にまで減少した。
機械製造業、食品産業（ミルパなど）、化学工業、自動車製造業（Edagなど）、電子技術産業（R+S ソリューション・ホールディングなど）の分野では、被雇用者数が増加している。また、サービス業や、会議都市としてのフルダの重要性が増していることも特筆すべきである。
ライン＝マイン地域に近いことはフルダにとって利点である。ICEやローカル鉄道でも結ばれていることがフルダにとってライン＝マイン地域が重要であることを示している。フルダの通勤者は、その多くがライン＝マイン地方やフランケン地方のヴュルツブルクで働いており、カッセル方面への通勤者は少ない。

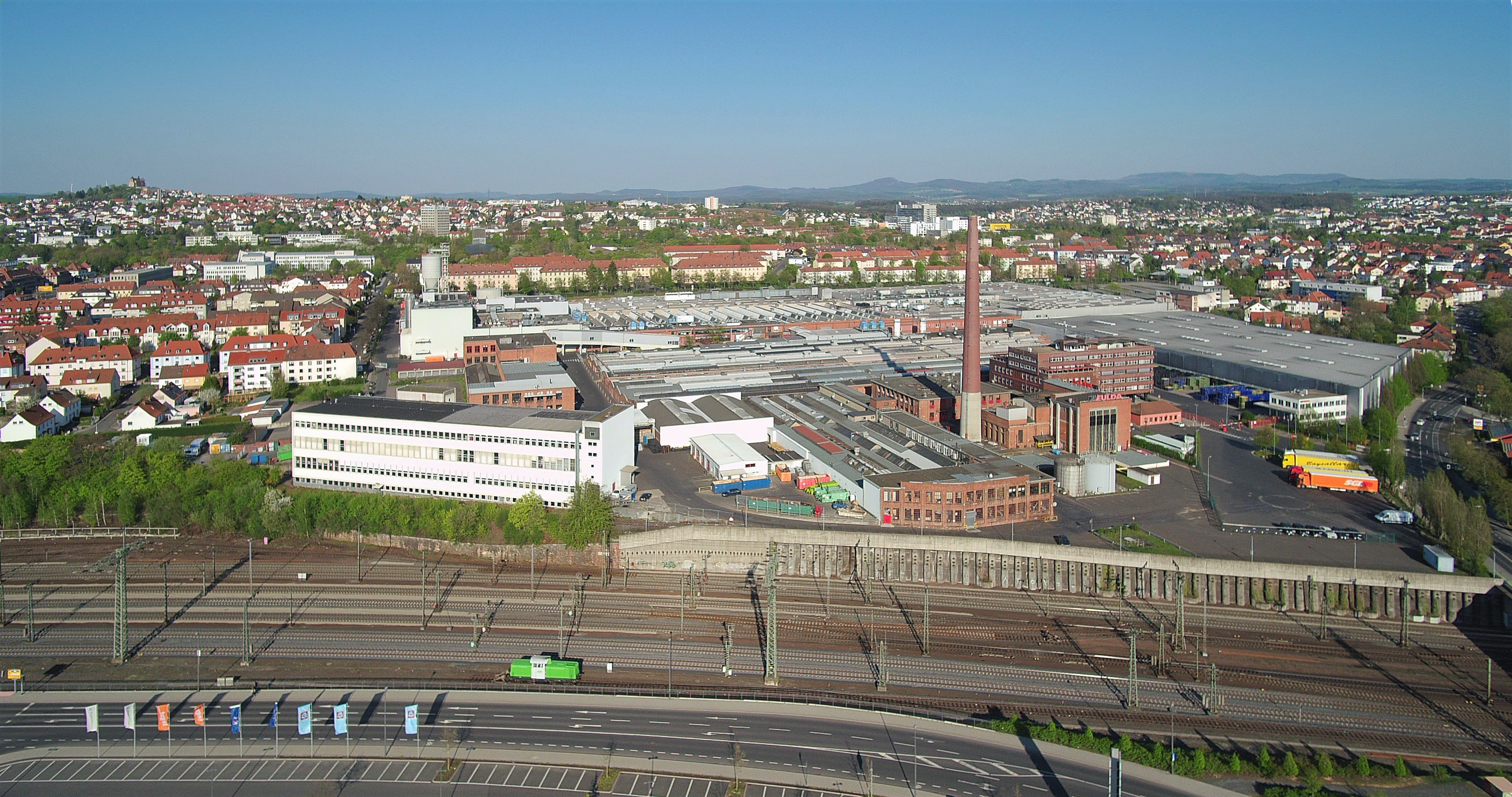
フルダ・ライフェンの本社工場（2019年）

### 地元企業
フルダには、メーラ AG やヴィルト・グループをはじめ紡績産業の様々な企業がある。フェルト製造業のフィルツファブリーク・フルダや絨毯床製造業者のデュラ・ロゥフティングもこれに含まれる。
その他の、この地域あるいは地域を超えて有名な製造業者としては、フルダ・ライフェン（旧フルダ・ゴム工場）が挙げられる。また、フルダは食料品販売業者テグートや製紙業者アドルフ・ヤス GmbH & Co. KG の本社所在地であり、計量・計測技術分野では JUMO GmbH & Co. KG が存在する。EDAG GmbH & Co. KGaA は自動車のボディーや製造ラインを開発している（たとえばsmartの開発など）。
健康・医療分野では、フレゼニウス SE & Co. に属すヘリオス・クリーニクがあった。このコンツェルンの本部は、以前はフルダにあったのだが、2007年初めにベルリンに移転した。人材サービス業者アデコのドイツセンターも2006年12月にフルダからデュッセルドルフに移転した。
最大のエネルギー供給業者で地域交通の運営業者がレーンエネルギー・フルダである（旧ユーバーラントヴェルク・フルダ AG (ÜWAG) およびフルダ・ガスおよび水供給 GmbH (GWV)）。

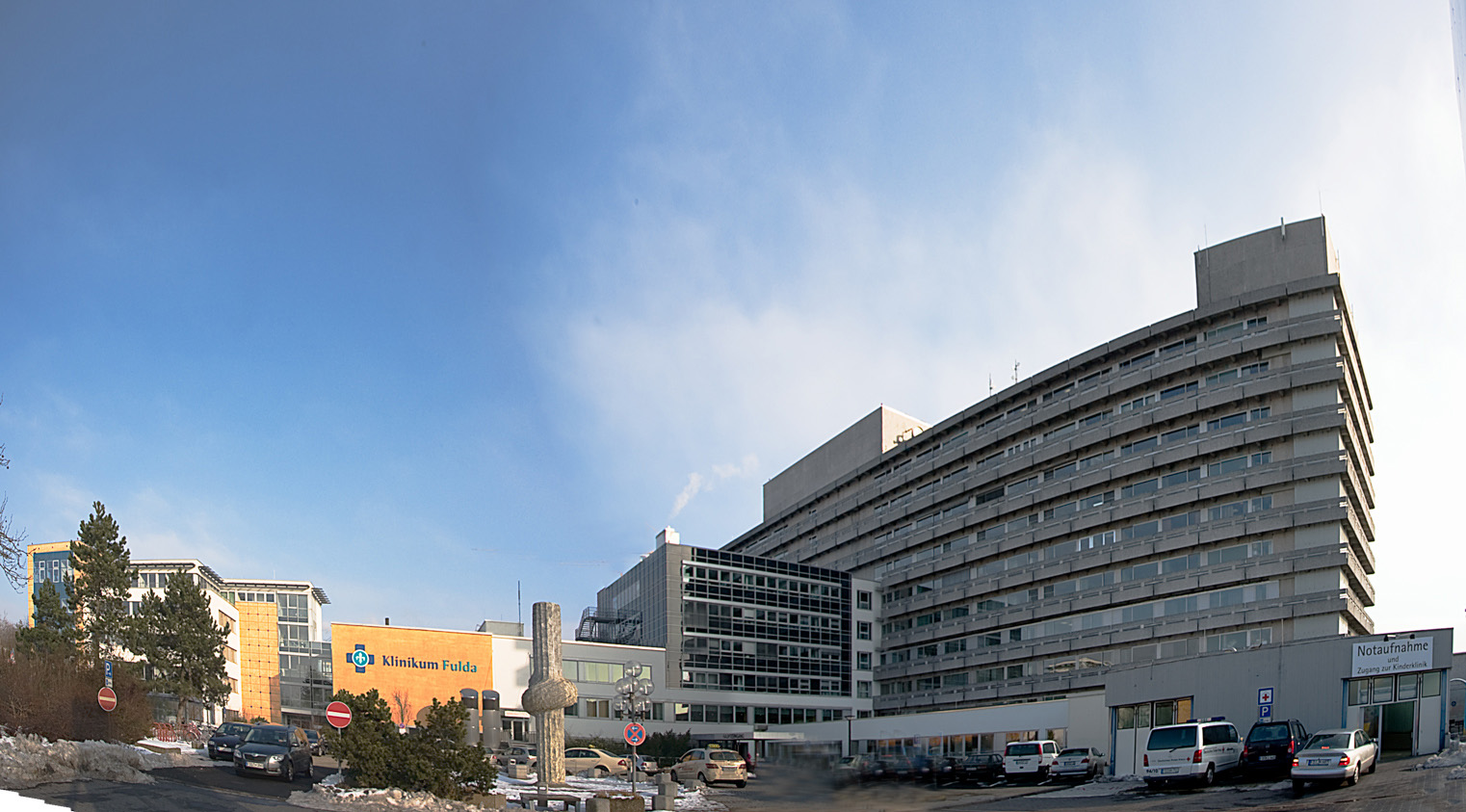
クリーニクム・フルダ

### 病院
クリーニクム・フルダ は、1976年2月23日に現在の業態になった。この病院は、フルダで最初の世俗領主フリードリヒ・ヴィルヘルム・フォン・オラニエン＝ナッサウが1805年に設立書に署名し、近代的な病院建設の先駆けとなった。この病院はフィリップ大学マールブルクおよびフルダ単科大学のアカデミックな研修病院の1つである。この病院は、28の研究科・診療科を有しており、人口50万人に相当する地域を対象に、2,500人の職員が勤務している。クリーニクム・フルダは、2004年から公益法人 (gAG) としてフルダ市が運営している。さらに1984年に ADAC航空救助隊のヘリコプター「クリストフ 28」がフルダに配備され、活用されている。
- ヘルツ＝イェズ病院（聖心病院）
- 聖エリーザベトクリーニク
- ドクター・アル＝ハミ脊髄センター
- ダルベルククリーニク

### 水泳プール
- 屋外プール: フルダ川沿いの草地にスポーツプール・ローゼナウ（地元では「ローゼンバート」とも呼ばれる）がある。この他にペータースベルクの屋外プールもある。
- 屋内プール: 公共の屋内プールは、スポーツプール・ツィーアース、ホテル・エスペラント前の市営プール、キュンツェルのジーベン・ヴェルテン（旧レーン・テルメ）にある。

### 交通
フルダは、ドイツの中央部に位置することから、道路交通も鉄道交通もドイツ全土に広がる広大で近代的な路線網に便利に接続することができる。本市は、連邦アウトバーン A7号線（ヴュルツブルク - カッセル）に面しており、全部で3つのインターチェンジが内市街からアクセスできる。さらにフルダ南部は、連邦アウトバーン A66号線経由でノイホーフ・トンネルを通って、フランクフルト・アム・マインやライン＝マイン地方と結ばれている。鉄道については、フルダ駅は、ドイツ中部の鉄道乗換駅であり、ICE-停車駅でもある。この駅はドイツの鉄道駅カテゴリーで2番目に高いカテゴリーに分類される。
本市は、レーン地方やフォーゲルスベルク地方へのバスの起点である。フルダ駅前の中央バスステーション (ZOB) は、地方バス路線の中心的な乗り換え地点である。市内の公共近郊交通はフルダ中央のバス停「シュタットシュロス」からレーンエネルギー・フルダの路線が張り巡らされている。

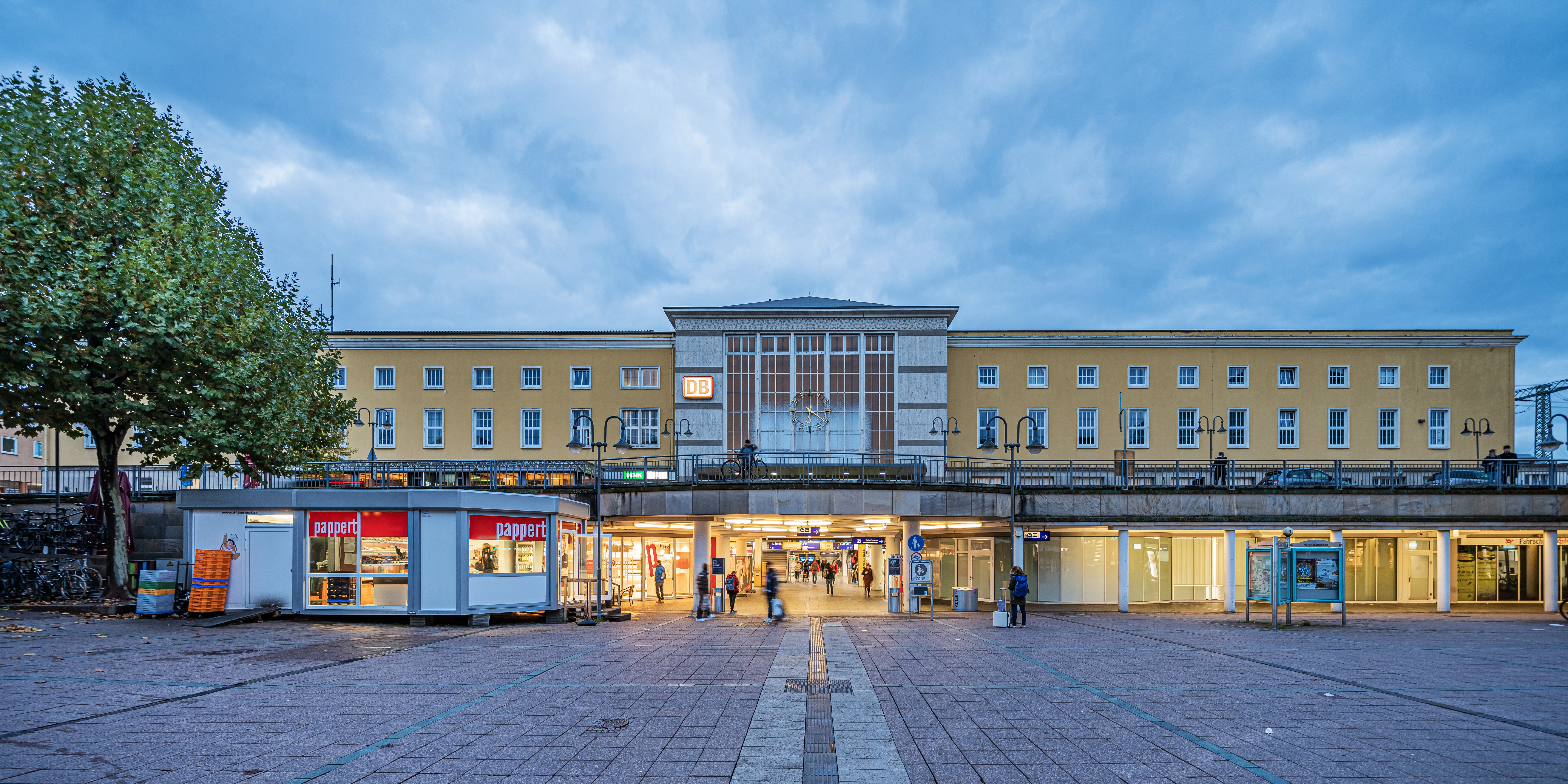
フルダ駅

#### 鉄道
フルダ駅は ICE-停車駅で、高速鉄道であるハノーファー-ヴュルツブルク高速線が経由するほか、キンツィヒタール鉄道、フルダ - ベーブラ線の重要な乗換駅で、フランクフルト・アム・マイン、カッセル、エアフルト、ヴュルツブルクへの路線がここで交差する。ローカル鉄道のフォーゲルスベルク鉄道とレーン鉄道は、フォーゲルスベルク山地を越えてギーセンへ、およびレーン山地のゲルスフェルトへ向かう。

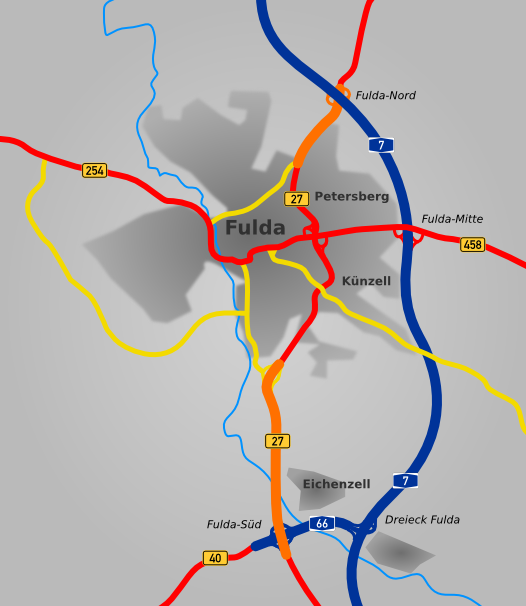
フルダ周辺の広域道路網

#### 道路
フルダ市の道路網の全長は、330,700 km に及ぶ:
- 市道 277,679 km
- 郡道 12,276 km
- 州道 32,909 km
- 連邦道 7,836 km

歴史街道: フルダは、以下の歴史的な街道が交差する地点であった。
- 「ヴィア・レギア（ドイツ語版、英語版）」: フランクフルト・アム・マインからライプツィヒへの古い王の道で、ヤコブの巡礼の道でもあった。
- 「アントサヴィア」: マインツからテューリンゲンへの交易路
- 「オルテスヴェーク」: ヴェッテラウ（ドイツ語版、英語版）からハンメルブルク（ドイツ語版、英語版）方面

連邦アウトバーン
- A7号線: フュッセン - ウルム - ヴュルツブルク - フルダ - カッセル - ハンブルク
- A66号線: ヴィースバーデン - フランクフルト・アム・マイン - ハーナウ - フルダ
- フルダ・ジャンクション: A7号線とA66号線とのジャンクション
- A7号線のインターチェンジ: Nr. 91 フルダ北、Nr. 92 フルダ中央
- A66号線のインターチェンジ: Nr. 53 フルダ南
- 計画されたが建設されなかったアウトバーン 46号線

連邦道
- B27号線: ゲッティンゲン - フルダ - ヴュルツブルク - シュトゥットガルト
- B458号線: フルダ - ディッペルツ - ヒルダース - タン
- B254号線: フルダ - アルスフェルト - シュヴァルムシュタット - カッセル

トンネル
- トンネル・ヴァイマーラー・シュトラーセ: フルダは、ヘッセン州で3番目に広い歩行者専用区域を有している。2008年に2300万ユーロを費やして西バイパス道路が建設された。この道路は、内市街、特にフランクフルター通りの交通量を軽減し、直接この道路に接続している。

自転車道: 市内を以下の一連の自転車道が通っている:
- バーンラートヴェーク・ヘッセン: ハーナウから、かつての鉄道軌道を通る全長約 250 km の自転車道で、フォーゲルスベルク山地やレーン山地を通る[69]。
- D-ルート 9（ヴェーザー＝ロマンティック街道）: 北海からブレーメン、カッセル、フルダ、タウバータールを通ってアルゴイ（ドイツ語版、英語版）のフュッセンまで (1,197 km)[70]。
- ヘッセン広域自転車道 R1号線（フルダ自転車道）: レーン山地の高台からフルダ川沿いに、ヴェーザー川河畔のバート・カールスハーフェンまで 250 km[71]。
- ヘッセン広域自転車道 R2号線（4河川ツアー）: ビーデンコプフを起点とし、ラーン川、ラウター川、リューダー川、フルダ川の川谷を通ってシュペッサルト山地（ドイツ語版、英語版）のジンタールまでの 202 km[72]。
- ヘッセン広域自転車道 R3号線: ライン＝マイン＝キンツィヒ自転車道としてリューデスハイムからレーン山地のタンまでを結ぶ[73]。
- 地域のテーマルート「ギプフェルツアー」はレーン山地のヴァッサークッペとフォーゲルスベルク山地のホーアーローツコプフとを結んでいる[74]。

### 司法機関
フルダは、区裁判所の所在地であり、州弁護士会地方裁判所管区の1つの本部所在地である。

### 通信
フルダのディータースハン市区の北にある、ミュールベルク (435 m) の支脈であるフンメルスコプフには、ドイツテレコムの高さ 133 m のフンメルスコプフ通信塔（フルダ/フンメルスコプフ送信所）がある。

### 教育

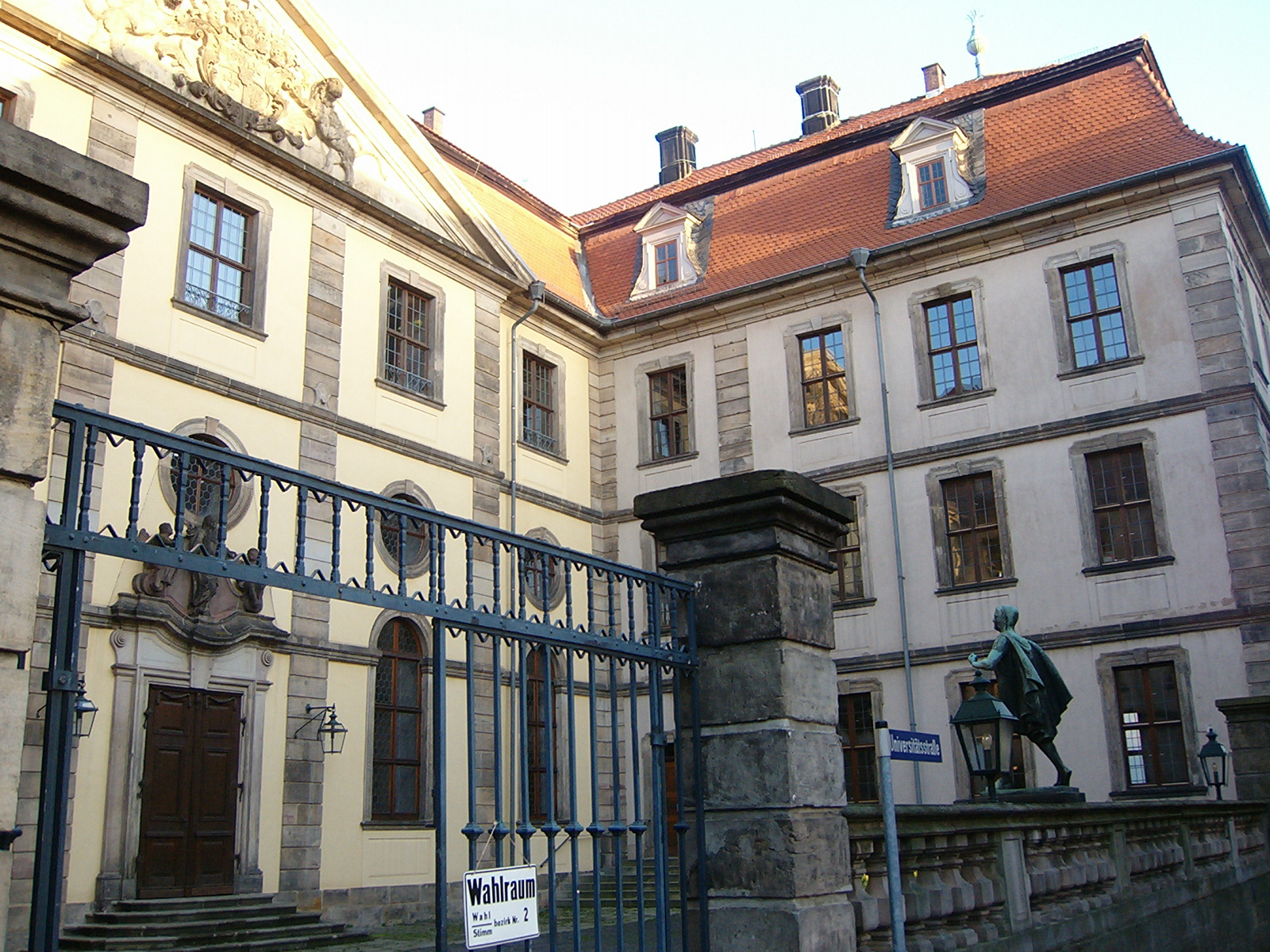
旧大学校舎。現在はアドルフ＝フォン＝ダルベルク基礎課程学校として利用されている。

フルダには、修道院開設以来の、学校・大学都市としての長い歴史がある。特にフルダ司教領の学校改革に取り組んだラバヌス・マウルス（修道院図書館の充実、修道院学校、百科事典 De universo）とハイリヒ・フォン・ビプラは特筆に値する。1734年アドルフ・フォン・ダルベルクはフルダ大学を設立した。この総合大学は1805年に廃止された。
1880年時点で教育機関としては、ギムナジウム 1校、実科プロギムナジウム 1校、カトリックと福音主義の高等女学校 各1校、カトリックの教員セミナー 1校、約5万巻を所蔵するヘッセン邦立図書館（1778年創設）があった。
現在、この地域の学校の上級センターとなっているフルダには、多くのギムナジウムが存在する: フライヘル＝フォム＝シュタイン＝シューレ、ヴィンフリートシューレ、ドームギムナジウム、マリエンシューレ、オーバーシュトゥーフェンギムナジム・マリアヌム (フルダ)。さらに、エドゥアルト＝シュティーラー＝シューレ、フェルディナント＝ブラウン＝シューレ、リヒャルト＝ミューラー＝シューレの各職業学校センターには、他の形態の学校とともに職業ギムナジウムが存在する。これらの学校センターには、併せて4校の実科学校、数多くの基礎課程/本課程学校、上級/専門オーバーシューレや特別学校がある。総合学校は市内にない。フルダ単科大学には、8,600人以上の学生が在籍している。この大学は、フルダ神学部と付属神学校を有している。
2001年からフルダ大学/州立図書館は2館を運営している。ハインリヒ＝フォン＝ビプラ広場とマルクヴァルト通りの大学内にある。合計の蔵書数は52万点を超える。
フルダ市立文書館はボニファティウス広場にある。教会の文書館は、エドゥアルト＝シック広場の司教立神学セミナー内にある。

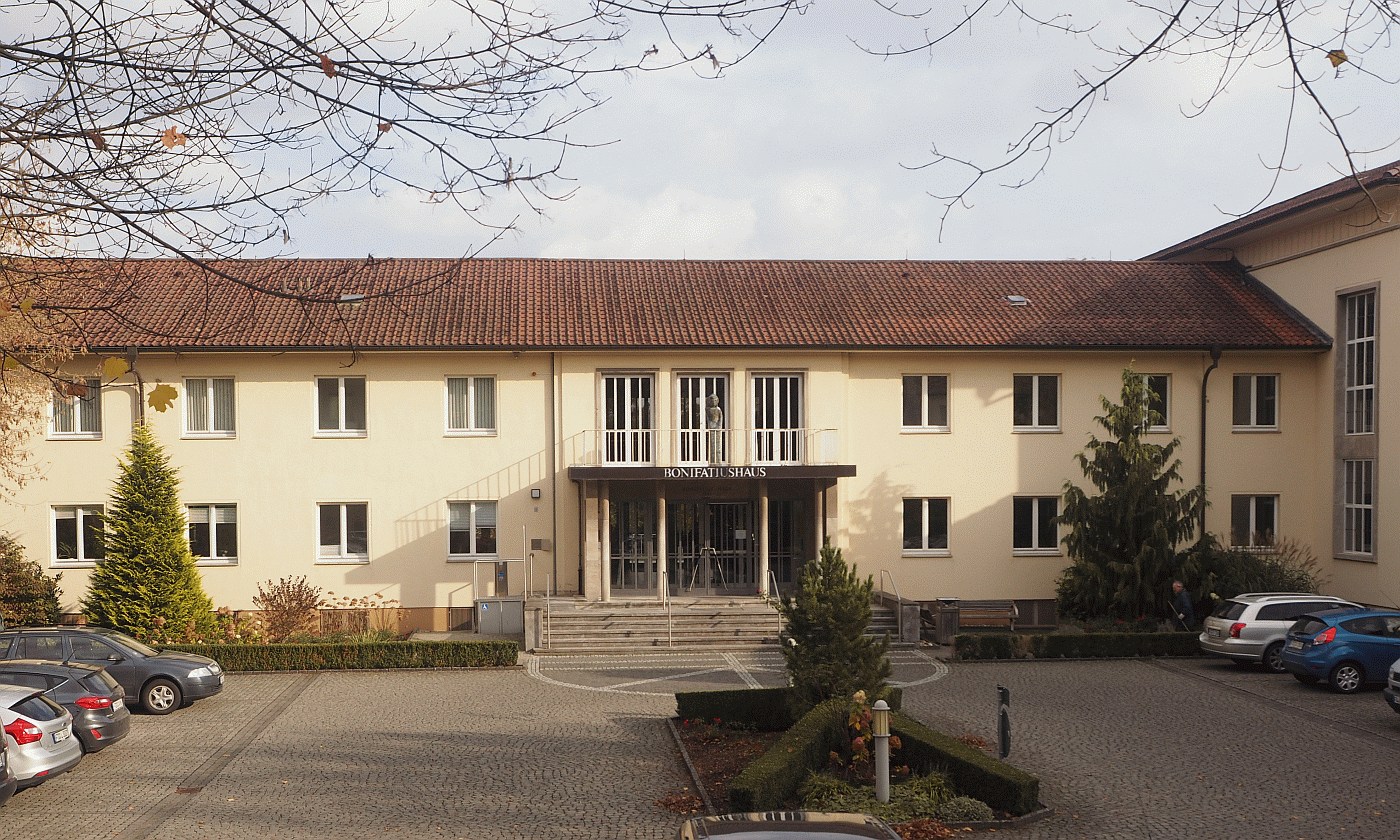
ボニファティウスハウス

ボニファティウスハウス（フルダ司教区の教育施設） は、カトリック・アカデミーとして学外教育を行っている。ボニファティウスハウス内に本部を置く司教区の教育施設は、カトリック成人教育 - ヘッセン州作業共同体の一員である。

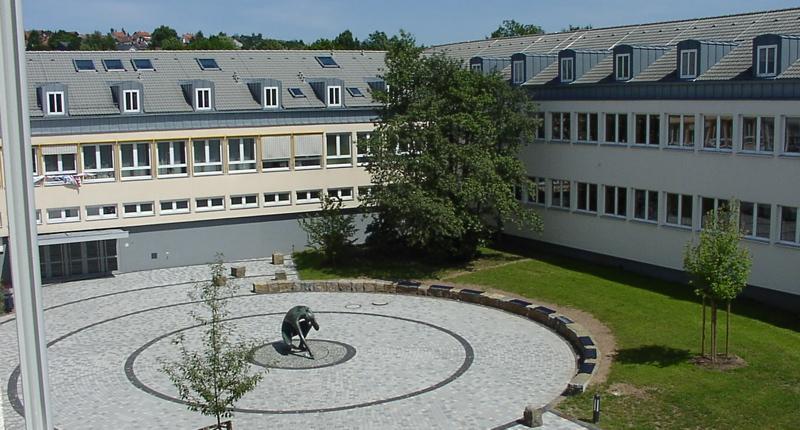
フライヘル＝フォム＝シュタイン＝シューレ
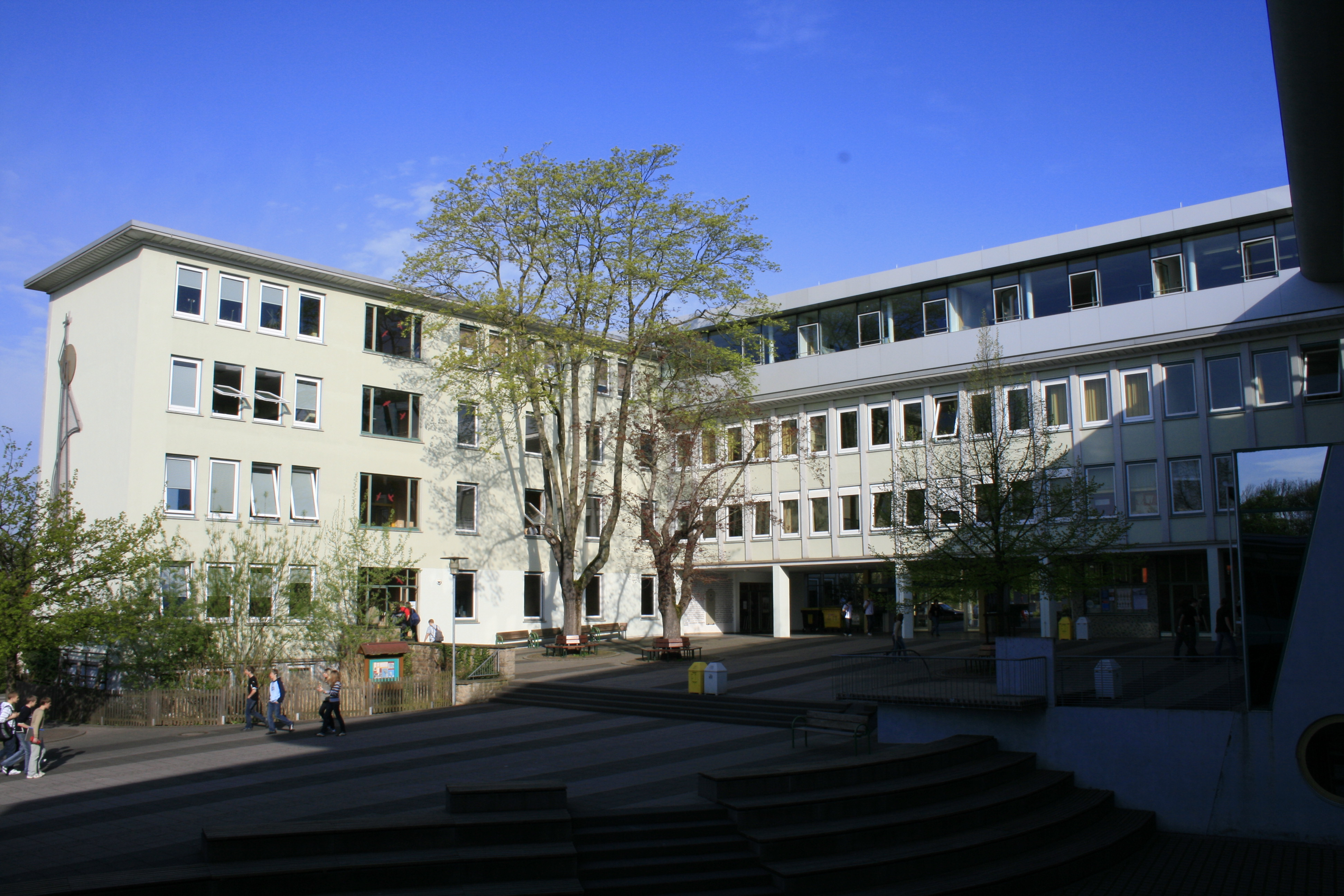
ヴィンフリートシューレ
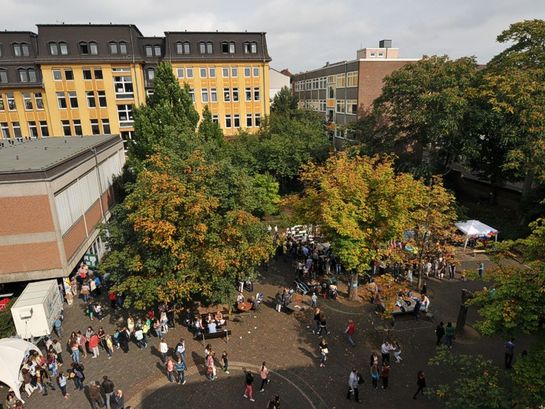
マリエンシューレ
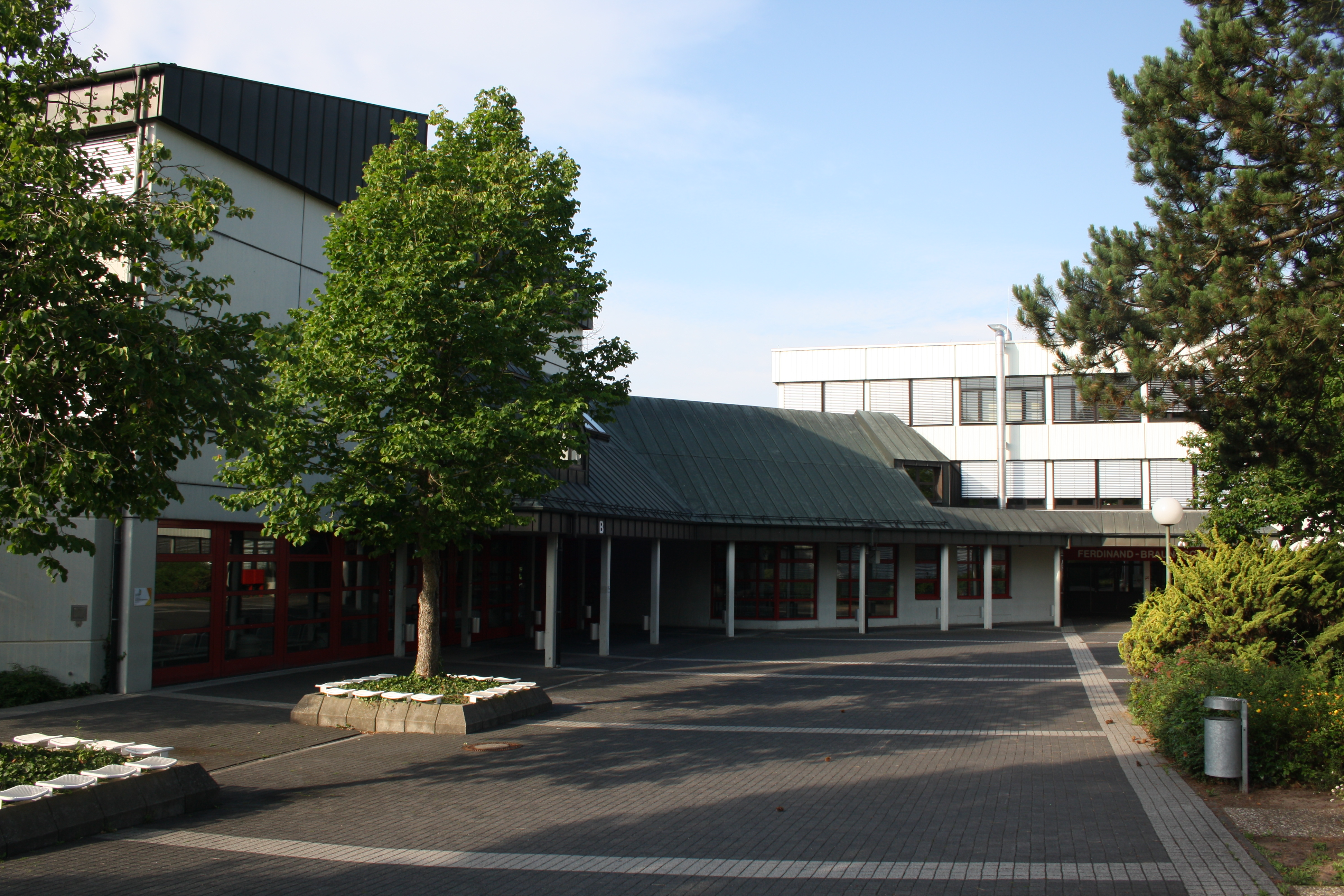
フェルディナント＝ブラウン＝シューレ
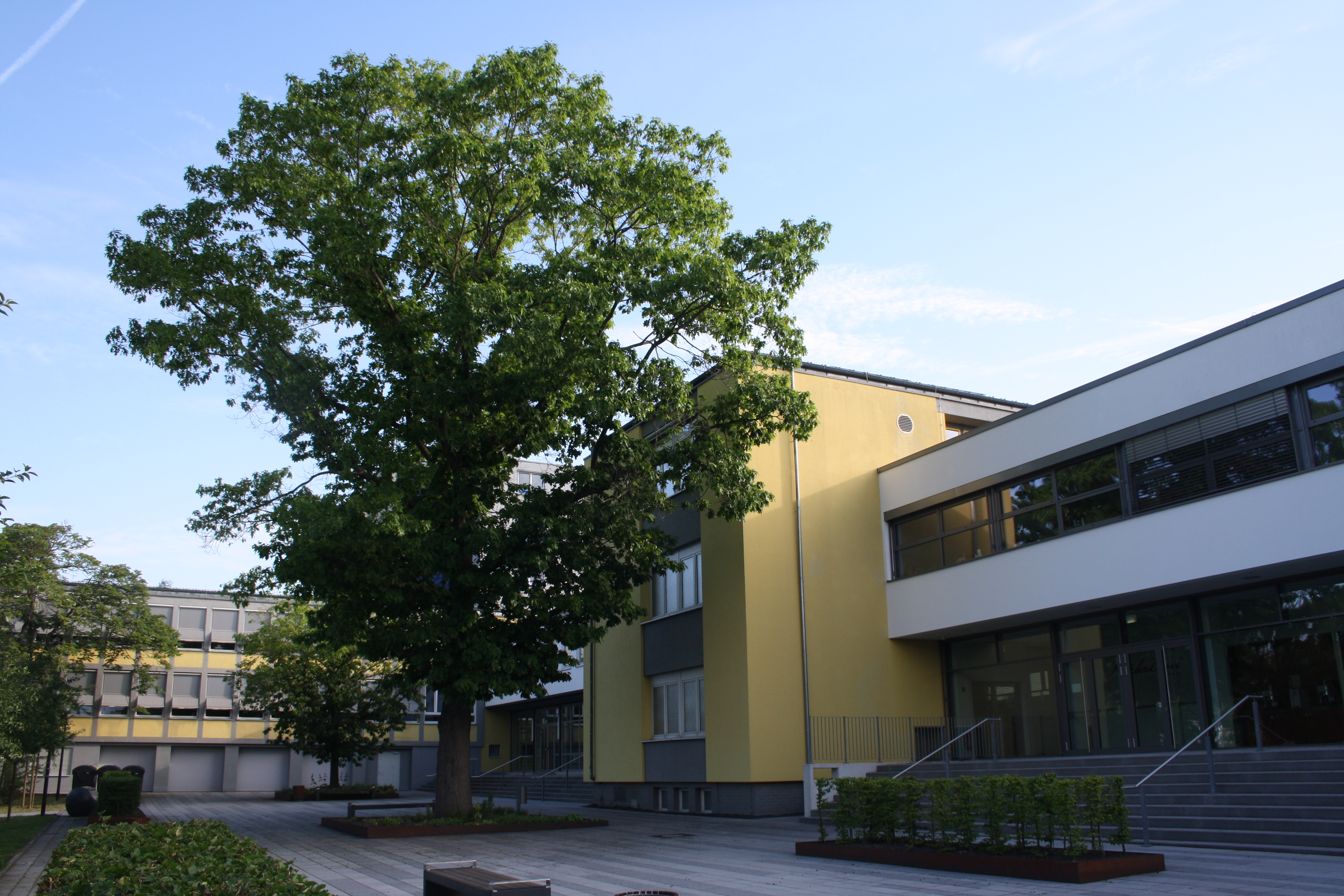
リヒャルト＝ミューラー＝シューレ

### スポーツ

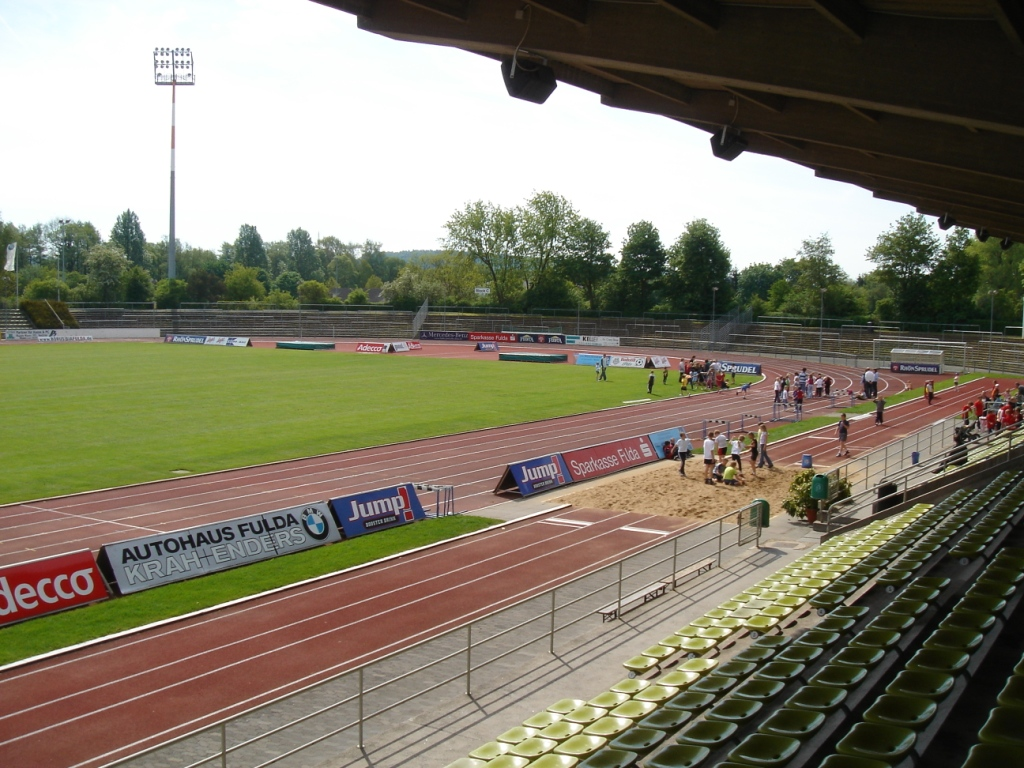
シュポルトパルク・ヨハニスアウ

サッカークラブ SCボルシア・フルダは、2017/2018年シーズンを、ドイツで5番目のサッカーリーグであるドイツ・オーバーリーガのうちの1つヘッセンリーガで戦っている。このクラブで最高の栄誉は、1932年の北ヘッセン/ハノーファー選手権優勝である。1997/98年シーズンには、レギオナルリーガ南部の3位となった。
フルダ市のスタジアムであるシュポルトパルク・ヨハニスアウは、2万人以上の観客を収容できる。ゼン1978席中743席に屋根が設けられている。このスタジアムは1957年に現在の観客席がない状態で完成した。観客数記録は1963年のレギオナルリーガ南部のフルダ対ヘッセン・カッセル戦で26,000人が入場した。収容可能な観客数は、安全上の理由から1970年代初めに25,000人、1980年代初めに22,000人にまで制限された。1997年のフルダとFCバイエルン・ミュンヘンとの親善試合には2万人が入場した。ボルシア・フルダの通常の試合の観客数はこれよりもかなり少ない。
ボルシア・フルダにかつて所属した有名選手には、ボルシア・ドルトムントで活躍し、サッカー・ドイツ代表選手にも選ばれたゼバスティアン・ケール、ハノーファー96でキャプテンを務めたアルティン・ララ、TSG 1899 ホッフェンハイムのゴールキーパーコーチを務めるセザール・ティール、オリヴィエ・ジャッパがいる。
フルダは、ヘッセン最大のカステンラウフ（ビール＝ラリー、2006年の第5回大会には約300人が出場した）の開催地である。
プール＝ビリヤード＝クラブ・フルダ (PBC) は、2006年のチャンピオンズリーグ優勝者である。このチームには、何度も世界チャンピオンを獲得したトルステン・ホーマンが所属している。
TTC レーン＝シュプルーデル・フルダ＝マーバーツェルは、卓球ブンデスリーガ1部に参加している。このチームは2014年、2015年、2017年にリーグで準優勝し、2013年から2016年までカップ戦準優勝を続けた。1954/55年と1955/56年シーズンに、FT 48 フルダは、当時ドイツにおける卓球の最高峰のリーグであった男子オーバーリーガに参加していた。
カヌー＝クラブ＝フルダも、国内外の大会に何度も出場しており、有名である。
フルダ＝ヨハネスベルク地区には、2005年からアメリカンフットボール・チーム「フルダ・セインツ」が存在する。セインツは、2014年にフットボール・フェアバンツリーガ中部のマイスタータイトルを獲得し、2019年シーズンにはランデスリーガ中部のチャンピオンとなった。フルダ・セインツは2020年からオーバーリーガに昇格する。
かつてレーシングドライバーだったマルクス・エストライヒは、1996年からインドア・カート・レースに参戦している。ポルシェのドライバー、ディルク・ヴェルナーは幼少期をフルダで過ごし、マルクス・エストライヒのノーリミット・レーシングチームで最初のカートレースに参戦した。

## 人物

### 出身者

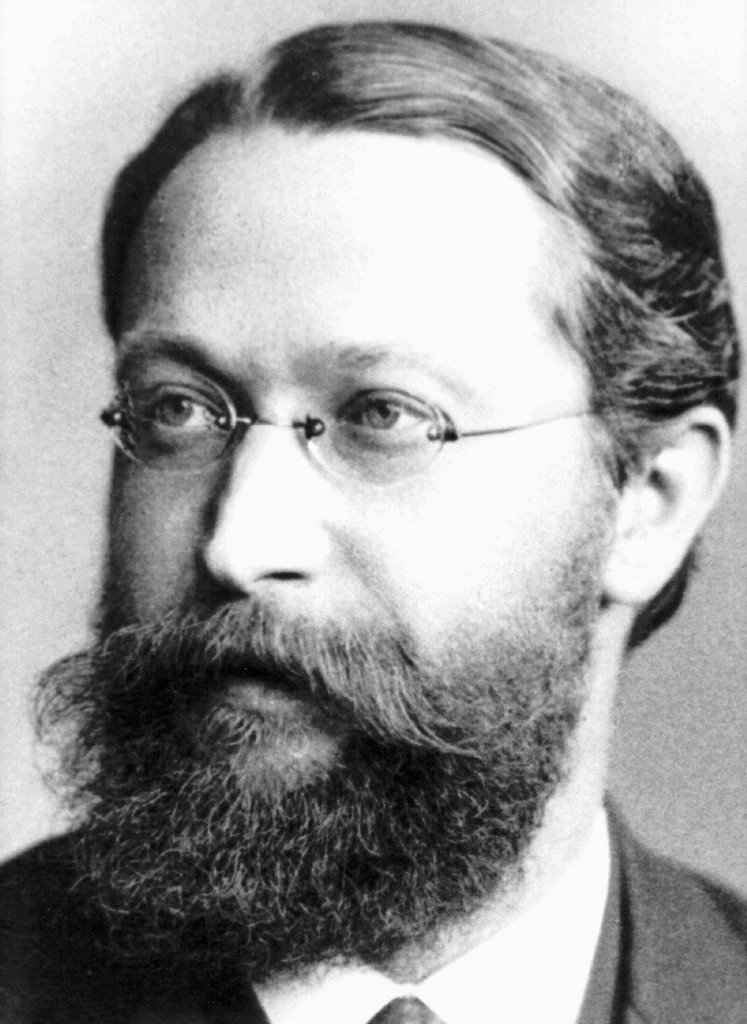
フェルディナント・ブラウン

- アダム・フォン・フルダ（ドイツ語版、英語版）（1445年頃 - 1505年）作曲家、音楽理論家
- ユストゥス・メニウス（ドイツ語版、英語版）（1499年 - 1558年）福音主義神学者、宗教改革家
- ゲオルク・フォン・アーデルマン（1811年 - 1888年）医学者、外科医
- フーゴ・シュテーレ（ドイツ語版、英語版）（1826年 - 1848年）ロマン派の作曲家
- アレクサンドリーネ・フォン・ハーナウ＝ホロヴィッツ（1830年 - 1871年）ハーナウ侯女
- フェルディナント・ブラウン（1850年 - 1918年）物理学者、1909年ノーベル物理学賞受賞者、ブラウン管の発明者
- アーダルベルト・リッケン（ドイツ語版、英語版）（1851年 - 1921年）真菌学者
- ヴィルヘルム・ハイエ（1869年 - 1947年）軍人、陸軍兵務局長、陸軍統帥部長を歴任した。
- アントン・シュトルフ（ドイツ語版、英語版）（1892年 - 1975年）政治家、連邦労働大臣を務めた。
- パウル・ダイヒマン（1898年 - 1981年）軍人、航空兵大将
- エルンスト・ケーニヒ（1908年 - 1986年）軍人、陸軍少将
- カール・シュトルフ（ドイツ語版、英語版）（1913年 - 1992年）陸上競技選手、1952年ヘルシンキオリンピックのハンマー投銀メダリスト
- ヴィルヘルム・バルタザール（ドイツ語版、英語版）（1914年 - 1941年）第二次世界大戦時の戦闘機パイロット
- マルティン・ホーマン（1948年 - ）弁護士、政治家、ドイツ連邦議会議員
- トーマス・フライエンシュタイン（1960年 - ）自転車競技選手
- デトレフ・ムーシュ（1970年 - ）バスケットボール選手
- イマヌエル・ブロッホ（1972年 - ）物理学者
- ミヒャエル・ブラント（ドイツ語版、英語版）（1973年 - ）政治家、ドイツ連邦議会議員
- トビアス・ザンメット（ドイツ語版、英語版）（1977年 - ）ミュージシャン、作曲家、音楽プロディーサー
- ゼバスティアン・ケール（1980年 - ）サッカー選手
- パトリック・ジンケヴィッツ（1980年 - ）自転車競技選手
- ヤン＝フィリップ・グラニア（ドイツ語版、英語版）（1988年 - ）水泳選手
- ルイス・シャウブ（1994年 - ）オーストリアのサッカー選手
- ルーカス・フレーデ（ドイツ語版、英語版）（1995年 - ）サッカー選手

### ゆかりの人物
- ボニファティウス（672年/673年 - 754年）フルダ聖堂内に廟所がある。
- シュトゥルミウス（ドイツ語版、英語版）（706年頃 - 779年）宣教師、フルダ修道院の創設者。
- アイギル・フォン・フルダ（ドイツ語版、英語版）（750年頃 - 822年）818年に第4代フルダ修道院長になった。
- アインハルト（770年頃 - 840年）フルダ修道院で教育を受けた。アルクィンの弟子としてカール大帝の廷臣となった。
- ラバヌス・マウルス・マグネンティウス（780年頃 - 856年）フルダ修道院学校を拡充させた。
- ハンス・ブローザマー（ドイツ語版、英語版）（1495年 - 1554年）画家、銅版画家。1536年頃から1550年までフルダで活動した。
- アタナシウス・キルヒャー（1601年 - 1680年）イエズス会士、大学教師。フルダで教育を受けた。
- ヨハン・ディーンツェンホーファー（ドイツ語版、英語版）（1663年 - 1726年）建築家、フルダ聖堂およびシュタットシュロスの建設責任者。
- ウィレム1世（1772年 - 1843年）1802年から1806年までフルダ侯、1814年からオランダ王。
- フランツ・フォン・ディンゲルシュテット（1814年 - 1881年）詩人、劇作家、劇場支配人。1838年から1841年までギムナジウムの教師を務めた。
- ゲオルク・フォン・コップ（ドイツ語版、英語版）（1837年 - 1914年）フルダ司教（1881年 - 1887年）、ブレスラウ司教領主（1887年 - 1914年）、枢機卿（1893年）。フルダ市名誉市民。
- アルフレート・ドレッガー（ドイツ語版、英語版）（1920年 - 2002年）政治家、ドイツ連邦議会議員、フルダ上級市長（1956年 - 1970年）。
- ヨハネス・ディーバ（ドイツ語版、英語版）（1929年 - 2000年）フルダ司教。
- ハインツ・ヨーゼフ・アルガーミッセン（ドイツ語版、英語版）（1943年 - ）フルダ司教
- ヴァレリー・ニーハウス（1974年 - ）女優。フルダで育った。

## 関連文献
- “Fulda”. Meyers Großes Konversations-Lexikon. 7 (6 ed.). Leipzig/Wien: Bibliographisches Institut. (1907). p. 202 2019年10月29日閲覧。
- Anton Schmitt (1935). Führer durch Fulda ; nebst Anhang: Aus Fuldas Umgebung. Fulda: Fuldaer Actiendr
- Anton Schmitt; Thomas Schmitt (2013). Führer durch Fulda (16 ed.). Fulda: Parzeller. ISBN 978-3-7900-0329-1
- Karl Maurer (1944). 1200 Jahre Fulda 744 – 1944. Fulda: Kulturamt d. Stadt
- Wilhelm Hauck; Arthur Klüber (1958). Aus stillen Gassen: Erinnerungen. Fulda: Parzeller
- Wilhelm Hauck; Arthur Klüber (1979). Aus stillen Gassen: Erinnerungen (2 ed.). Fulda: Parzeller. ISBN 978-3-7900-0092-4
- Erwin Sturm (1984). Die Bau- und Kunstdenkmale der Stadt Fulda. Die Bau- und Kunstdenkmale des Fuldaer Landes. 3. Fulda: Parzeller. ISBN 978-3-7900-0140-2
- Irene Reif (1989). “Frei wie der Katzenaar. Von Fulda zum Kreuzberg”. Franken – meine Liebe. Hof: Oberfränkische Verlagsanstalt. pp. 117 -. ISBN 978-3-921615-91-1
- Dieter Griesbach-Maisant; Manfred Reith; Werner Kirchoff (1992). Denkmaltopographie Bundesrepublik Deutschland / Kulturdenkmäler in Hessen Teil: 1992., Stadt Fulda. Frankfurt am Main: Henrich Ed.. ISBN 978-3-528-06244-6
- Walter Heinemeyer, Berthold Jäger, ed (1995). Fulda in seiner Geschichte: Landschaft, Reichsabtei, Stadt. Marburg: Elwert. ISBN 978-3-7708-1043-7
- Michael Mott; Erich Gutberlet (photo) (2000). Fulda einst und heute: Wenn Häuser, Plätze und Straßen Geschichte(n) erzählen. 1. Fulda: Parzeller. ISBN 978-3-7900-0310-9
- Michael Mott; Erich Gutberlet (photo) (2001). Fulda einst und heute: Wenn Häuser, Plätze und Straßen Geschichte(n) erzählen. 2. Fulda: Parzeller. ISBN 978-3-7900-0330-7
- Michael Mott; Erich Gutberlet (photo) (2003). Fulda einst und heute: Wenn Häuser, Plätze und Straßen Geschichte(n) erzählen. 3. Fulda: Parzeller. ISBN 978-3-7900-0347-5
- Michael Mott (2007). Fuldaer Köpfe. 1. Fulda: Parzeller. ISBN 978-3-7900-0396-3
- Michael Mott (2007). Fuldaer Köpfe. 2. Fulda: Parzeller. ISBN 978-3-7900-0442-7
- Fuldaer Geschichtsverein, ed (2009). Von den Anfängen bis zum Ende des alten Reiches. Geschichte der Stadt Fulda. 1. Fulda: Parzeller. ISBN 978-3-7900-0397-0
- Fuldaer Geschichtsverein, ed (2009). Von der fürstlichen Residenz zum hessischen Sonderstatus. Geschichte der Stadt Fulda. 2. Fulda: Parzeller. ISBN 978-3-7900-0398-7
- Michael Mott (2009). Petri Heil! und Petri Dank! anno dazumal : [Fuldaer Anglerlatein in originellen Karikaturen]. Fulda: Parzeller. ISBN 978-3-7900-0413-7
- “Christoph Michel: Fuldische Wege. Fulda in Goethes Korrespondenz, Tagebüchern, Gesprächen und amtlichen Schriften”. Schriften der Darmstädter Goethe-Gesellschaft. Heft 1. Bonn: Bernstein-Verlag. (2011). pp. 39–62. ISBN 978-3-939431-59-6
- Bernhard Langer (2012). Fuldische Literaturgeschichte. Von den Anfängen bis in das dritte Jahrtausend. Fulda: Parzeller. ISBN 978-3-7900-0449-6
- Michael Schwab (2013). Fulda im Spiegel der Zeit. Mediaprint Infoverlag. ISBN 978-3-9816036-0-6

これらの文献は、翻訳元であるドイツ語版の参考文献として挙げられていたものであり、日本語版作成に際し直接参照してはおりません。

## 訳注
1. ↑  ドイツ語: Sonderstatusstadt（直訳: 特別な地位にある都市）、ヘッセン州では人口5万人以上の郡所属市で、他の郡所属市と郡独立市との中間の地位にあたる都市。バート・ホムブルク・フォア・デア・ヘーエ、フルダ、ギーセン、ハーナウ、マールブルク、リュッセルスハイム・アム・マイン、ヴェッツラーの 7都市である。